# Chronologie des Ersten Weltkrieges
Dieser Artikel stellt eine knappe Chronologie des Ersten Weltkrieges dar. Er ist keine eigenständige Darstellung dieses Krieges, sondern dient dem Auffinden von Wikipedia-Artikeln zu relevanten Daten und Ereignissen.

Animation zum Verlauf des Ersten Weltkriegs

## Inhaltsverzeichnis
| 1914                                                           | Vorkriegsphase Juni/Juli | Vorkriegsphase Juni/Juli | Vorkriegsphase Juni/Juli | Vorkriegsphase Juni/Juli | Vorkriegsphase Juni/Juli | Vorkriegsphase Juni/Juli | Vorkriegsphase Juni/Juli | August | September | Oktober | November | Dezember |
| 1915                                                           | Januar                   | Februar                  | März                     | April                    | Mai                      | Juni                     | Juli                     | August | September | Oktober | November | Dezember |
| 1916                                                           | Januar                   | Februar                  | März                     | April                    | Mai                      | Juni                     | Juli                     | August | September | Oktober | November | Dezember |
| 1917                                                           | Januar                   | Februar                  | März                     | April                    | Mai                      | Juni                     | Juli                     | August | September | Oktober | November | Dezember |
| 1918                                                           | Januar                   | Februar                  | März                     | April                    | Mai                      | Juni                     | Juli                     | August | September | Oktober | November |          |
| Nachkriegsereignisse Siehe auch Literatur Weblinks Anmerkungen |                          |                          |                          |                          |                          |                          |                          |        |           |         |          |          |

## 1914

### Vorkriegsphase Juni/Juli 1914

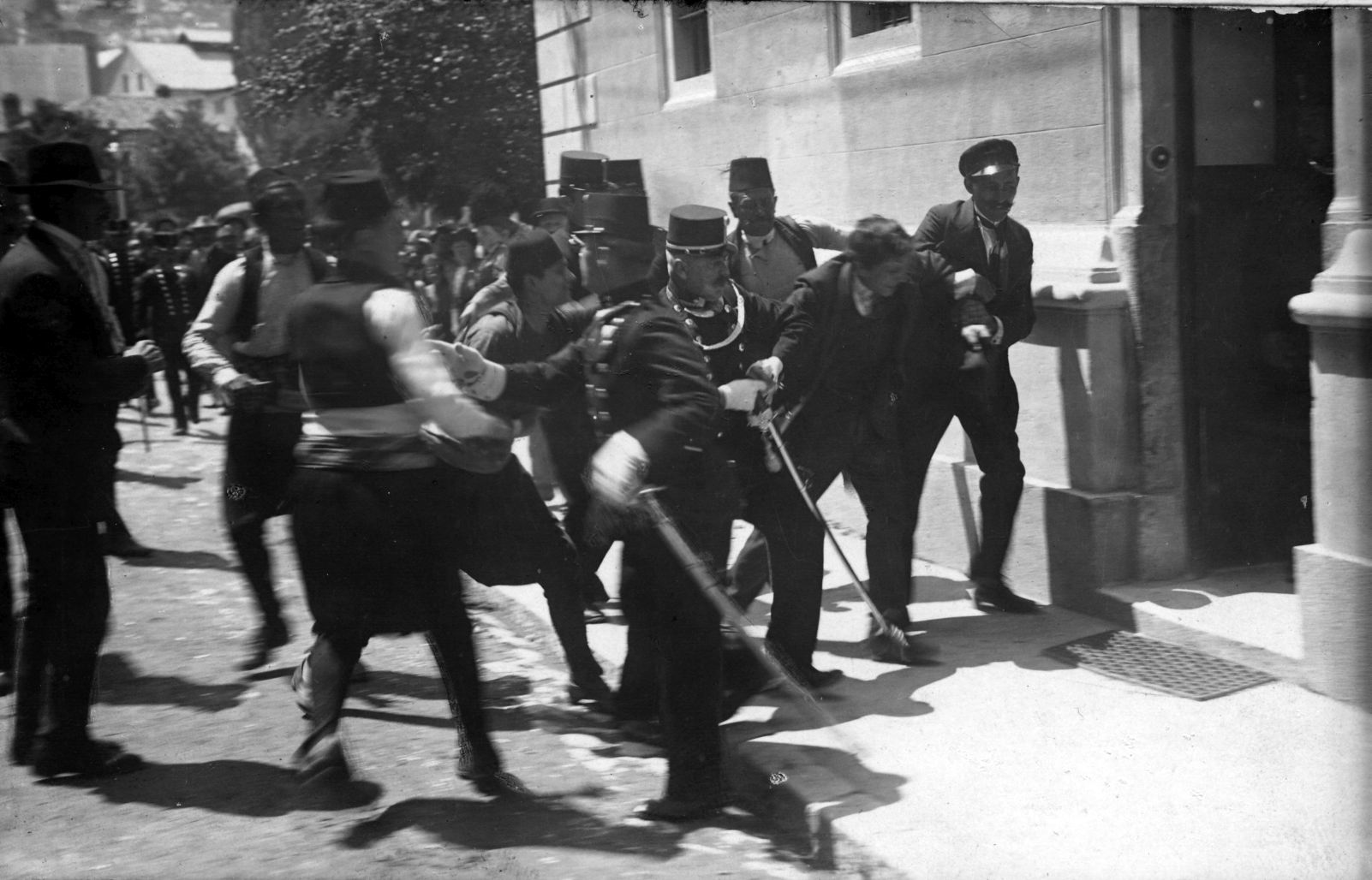
Festnahme von Nedeljko Čabrinović in Sarajevo am 28. Juni 1914

Berlin, Unter den Linden: Bekanntgabe des Zustands der drohenden Kriegsgefahr am Nachmittag des 31. Juli 1914 durch einen Offizier des Alexander Garde-Grenadier-Regiments

- 28. Juni:
  - Attentat von Sarajevo
- 5./6. Juli:
  - Die Mission Hoyos führt zum „Blankoscheck“.
- 20.–23. Juli:
  - Besuch der französischen Regierung (Raymond Poincaré, René Viviani und Pierre de Margerie) in Sankt Petersburg.
- 23. Juli:
  - Österreich-ungarisches Ultimatum an Serbien.
- 24. Juli:
  - Der russische Kronrat beschließt die Unterstützung Serbiens.
- 25. Juli:
  - Vormittags: Telegramm aus Sankt Petersburg nach Belgrad mit Schutzgarantie.
  - Gegen 18 Uhr: Serbische Antwort auf österreichisches Ultimatum mit Vorbehalten, Anordnung zur Mobilmachung.
  - Wladimir Giesl von Gieslingen, der letzte k. u. k. Gesandte in Serbien, reist umgehend mit dem gesamten Missionspersonal aus Belgrad ab.[2]
  - Abbruch der diplomatischen Beziehungen Österreich-Ungarns zu Serbien.
- 26. Juli:
  - Kaiser Franz Joseph unterschreibt den Entwurf der Kriegserklärung an Serbien.
  - Österreich-ungarische Teilmobilmachung gegen Serbien.
- 27. Juli:
  - Das britische Kabinett lehnt mehrheitlich eine Intervention im Kriegsfalle ab.
- 28. Juli:
  - Kriegserklärung Österreich-Ungarns an Serbien per Telegramm.
- 29. Juli:
  - Artilleriebeschuss Belgrads durch österreichisch-ungarische Kanonenboote.
  - Das britische Kabinett stimmt der vorbeugenden Mobilisierung der Flotte zu.
  - Gegen 24 Uhr: russische Teilmobilmachung.
- 30. Juli
  - Gegen 18 Uhr: russische Generalmobilmachung.
- 31. Juli:
  - Österreichische und belgische Generalmobilmachung.
  - Deutsche Ultimaten an Russland, seine Mobilmachung einzustellen und an Frankreich, sich neutral zu erklären.
  - In Paris wird der sozialistische Politiker Jean Jaurès, ein führendes Mitglied der Zweiten Internationale, durch den Nationalisten Raoul Villain erschossen.

### August 1914
- 1. August:
  - Anordnung zur Generalmobilmachung in Frankreich (15:55 Uhr) und Deutschland (17 Uhr)
  - Kriegserklärung Deutschlands an Russland
  - Mobilmachung der Royal Navy
  - Das britische Kabinett (Premierminister Asquith) entscheidet sich gegen den Einsatz der British Expeditionary Force auf dem Kontinent.
  - Großbritannien konfisziert die neuen, für das Osmanische Reich fertiggestellten Schlachtschiffe Reşadiye und Sultan Osman-I Evvel welche umbenannt als Agincourt und Erin von der Royal Navy übernommen werden.
  - Italien erklärt seine Neutralität.

- 2. August:
  - deutscher Einmarsch in Luxemburg

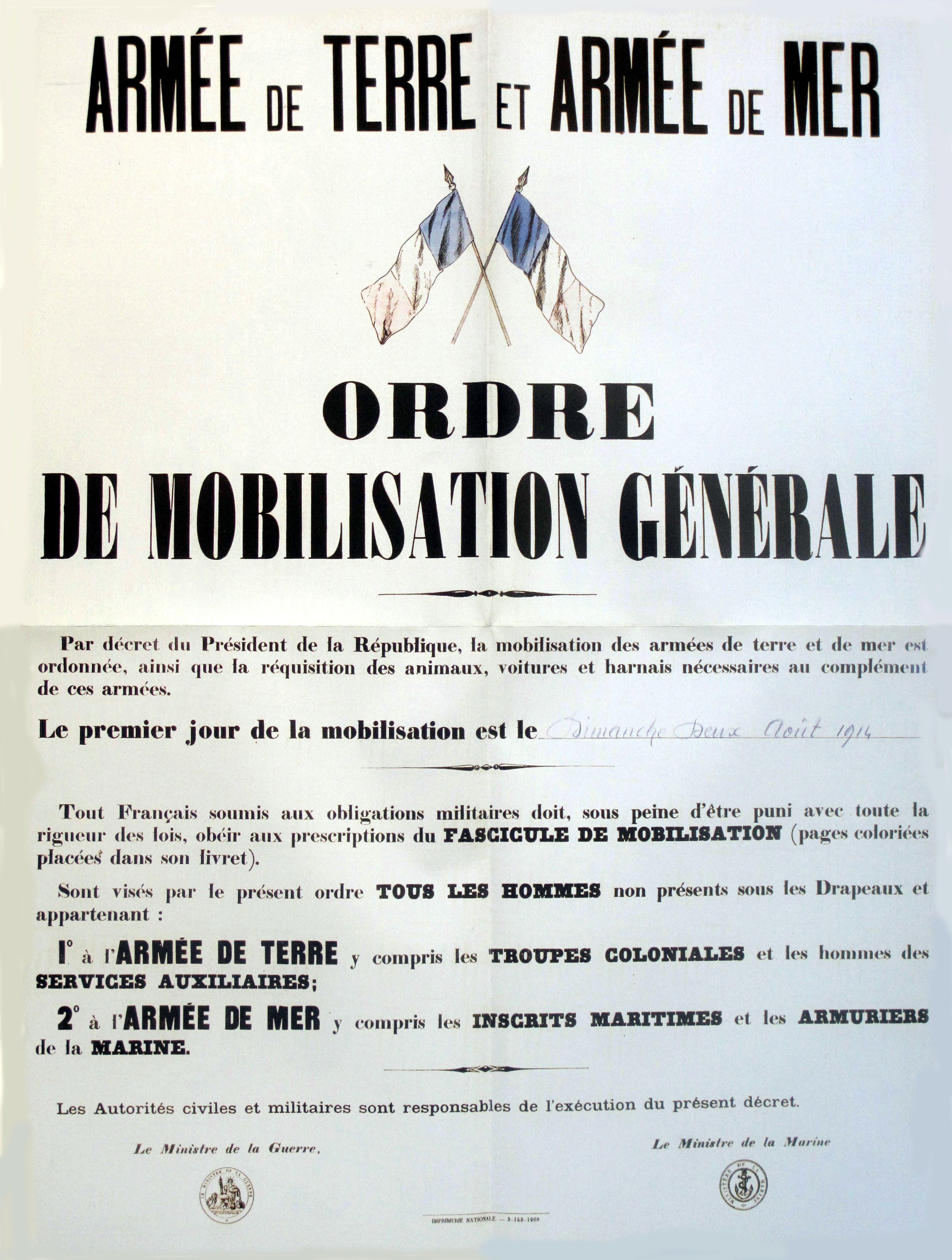
Französische Generalmobilmachung, handschriftlich ist der 2. August als erster Mobilmachungstag eingetragen

  - deutsches Ultimatum an Belgien, in dem freier Durchmarsch gefordert wird
  - Erster Mobilmachungstag in Deutschland und Frankreich. Gemäß dem Schlieffen-Plan marschieren sieben der acht deutschen Armeen im Westen auf (davon zwei Armeen defensiv, fünf im offensiven Schwenkungsflügel). Ihnen gegenüber versammeln sich gemäß dem Plan XVII zunächst fünf französische Armeen, davon eine an der belgisch-französischen Grenze.
  - Jules-André Peugeot und Albert Mayer sind die ersten Gefallenen des Krieges, das Gefecht findet noch vor der deutschen Kriegserklärung auf französischem Staatsgebiet statt ().
  - Abschluss eines Geheimvertrags zwischen dem Deutschen Reich und dem Osmanischen Reich[3]
  - In zwei Sitzungen beschließt das britische Kabinett, dass die Royal Navy die französische Küste im Falle eines deutschen Angriffs schützt (Sitzung von 11 bis 14 Uhr) und dass im Falle einer Verletzung der belgischen Neutralität interveniert wird (Sitzung von 18:30 bis 20 Uhr).
  - Deutsche Zeitungen berichten von angeblichen französischen Bombenabwürfen auf Deutschland (→ „Flugzeug von Nürnberg“).
  - Deutsche Truppen rücken einige Kilometer auf polnisch-russisches Territorium vor und besetzen die Grenzstädte Kalisz (Kalisch), Częstochowa (Tschenstochau) und Będzin (Bendzin). In der Folge kommt es unter anderem zur Zerstörung von Kalisz (bis 22. August).
- 3. August:
  - Kriegserklärung Deutschlands an Frankreich
  - Einmarsch deutscher Truppen in Belgien
  - Mobilmachung der britischen Armee
  - britisches Ultimatum an Deutschland
  - Rumänien erklärt seine Neutralität.
  - Enver Pascha erklärt die „bewaffnete Neutralität“ des Osmanischen Reichs. Dies verärgert die Führung des Deutschen Kaiserreichs, das sich schon im Kriegszustand mit Russland befindet.[3]
  - Die osmanische Marine beginnt, die Dardanellen bis auf eine schmale Durchfahrt zu verminen.
- 4. August:
  - Kriegserklärung Großbritanniens an Deutschland nach Ablauf des Ultimatums (23/24 Uhr)
  - Der Reichstag bewilligt Kriegskredite und verabschiedet ein Kriegs-Ermächtigungsgesetz.
  - Ausrufung des Burgfriedens durch Kaiser Wilhelm II.
  - Deutscher Angriff auf Lüttich
  - Beschuss von Bône und Philippeville an der algerischen Küste durch die Goeben und Breslau, anschließend Verfolgung der Mittelmeerdivision durch Schiffe der Royal Navy
- 5. August:
  - Kriegserklärung Montenegros an Österreich-Ungarn
  - Das französische Grand Quartier Général wird in Vitry-le-François aufgeschlagen, die Pressezensur tritt in Kraft.
- 6. August:
  - Kriegserklärung Österreich-Ungarns an Russland
  - Kriegserklärung Serbiens an das Deutsche Reich

- 7. August:

Ein schienengebundenes 42-cm-Bettungsgeschütz von Krupp („Gamma-Mörser“) wird am 7. August 1914 bei Lüttich feuerbereit gemacht

  - Eine französische Offensive im Elsass beginnt.
  - Der britische Kriegsminister Lord Kitchener erlässt einen Aufruf zur Freiwilligmeldung zum Kriegsdienst.
  - Das britische Parlament verabschiedet den Defence of the Realm Act, der die bürgerlichen Freiheitsrechte einschränkt.
  - Spanien erklärt seine Neutralität (damaliger Ministerpräsident war Eduardo Dato).
  - Mobilmachung in Deutsch-Südwestafrika.
- 8. August:
  - Französische Truppen nehmen Mülhausen kurzzeitig ein.
  - Schiffe der  Royal Navy beschießen Dar-es-Salam, damals Sitz der deutschen Kolonialverwaltung von Deutsch-Ostafrika.
  - Wilhelm II. stiftet das Eiserne Kreuz.
- 9. August:

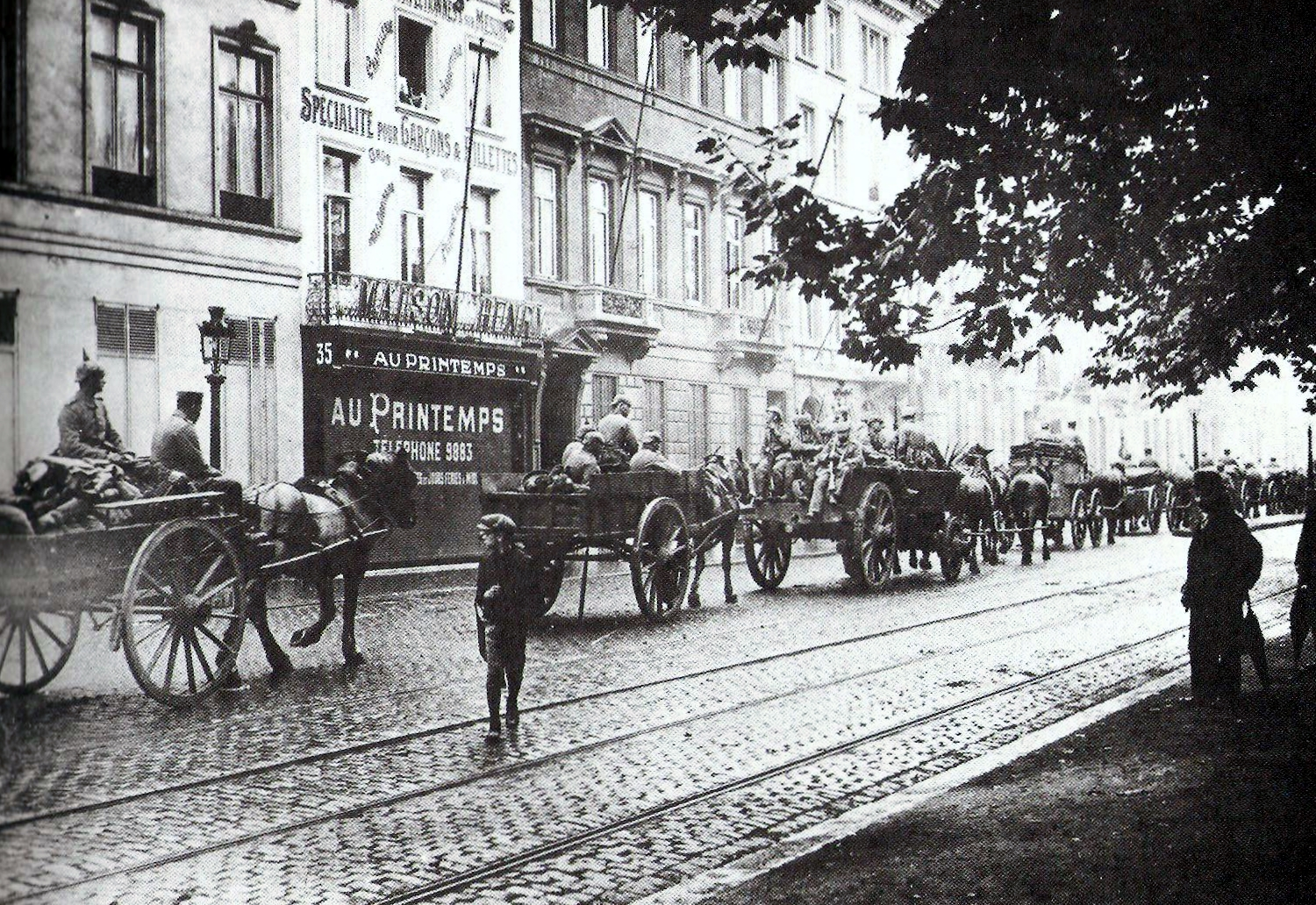
Deutsche Truppen in Brüssel am 20. August 1914

  - deutsche Gegenoffensive im Elsass
  - Die British Expeditionary Force wird nach Frankreich verschifft.
- 10. August:
  - Gefecht von Mülhausen
  - Goeben und Breslau treffen in den Dardanellen ein.
  - Die Aufstellung der Australian Naval and Military Expeditionary Force beginnt, die Deutsch-Neuguinea besetzen soll.
- 11. August:
  - Kriegserklärung Montenegros an das Deutsche Reich
  - Kriegserklärung Frankreichs an Österreich-Ungarn
  - Kriegserklärung Ägyptens an die Mittelmächte
  - Gefecht bei Lagarde (Lothringen)
- 12. August:
  - Gefecht bei Haelen (Belgien)
  - österreich-ungarische Offensive gegen Serbien[4]
  - Kriegserklärung Großbritanniens an Österreich-Ungarn
  - Entente-Truppen besetzen Lomé (Togo).
- 13. August:
  - Die Kriegsrohstoffabteilung unter Walther Rathenau nimmt ihre Arbeit auf.
  - Untergang des von der k. u. k. Kriegsmarine requirierten österreichischen Passagierschiffs Baron Gautsch in der nördlichen Adria nach Minenexplosion, 147 Menschen sterben
- 14. August:
  - erneute französische Offensive im Elsass
  - französische Offensive in Lothringen
- 15. August:
  - Einmarsch russischer Truppen in Ostpreußen.
  - Die deutsche Schutztruppe für Deutsch-Ostafrika greift Taveta (Kenia) an.
- 16. August:
  - Die letzten beiden Forts des Festungsrings um Lüttich kapitulieren.
  - Beginn der Schlacht von Cer an der Balkanfront (bis 24. August).
- 17. August:
  - König Albert I. verlässt Brüssel.
  - Die 1. russische Armee dringt in Ostpreußen ein, Gefecht bei Stallupönen.
- 18. August:
  - Einnahme von Sarrebourg durch französische Truppen.
  - Befehl König Alberts zum Rückzug der belgischen Feldarmee auf Antwerpen.
- 19. August:
  - erneute Einnahme von Mülhausen durch die Franzosen
  - Schlacht bei Gumbinnen (Ostpreußen)

- 20. August:
  - deutsche Gegenoffensive im Elsass
  - Schlacht in Lothringen zwischen der deutschen 6. und 7. und der französischen 1. und 2. Armee; Beginn der Grenzschlachten
  - Brüssel wird von deutschen Truppen eingenommen, Beginn der Belagerung von Namur.
  - Vormarsch der französischen 5. Armee an die Sambre
  - Die belgische Armee erreicht den Schutz der Festung Antwerpen, Beginn der Belagerung von Antwerpen (bis 10. Oktober).
  - Papst Pius X. stirbt.
- 21. August:
  - Schlacht an der Sambre zwischen der französischen 5. und der deutschen 2. und 3. Armee
  - Massaker von Tamines (Belgien) durch deutsche Truppen
  - Scheitern der österreichischen Offensive gegen Serbien
- 22. August:
  - Schlacht in den Ardennen, bestehend aus der Schlacht bei Neufchâteau zwischen der deutschen und der französischen 4. Armee und der Schlacht bei Longwy zwischen der deutschen 5. und der französischen 3. Armee. Dieser Tag ist mit rund 27.000 Gefallenen der verlustreichste für die französische Armee während des Krieges.
  - Einmarsch russischer Truppen in Galizien
  - Paul von Hindenburg übernimmt die Führung der 8. Armee an der Ostfront.
  - Die deutsche Polizeitruppe von Togo liefert sich am Fluss Chra mit Briten und Franzosen das letzte große Gefecht vor Übergabe der Kolonie (27. August).
- 23. August:
  - Schlacht bei Mons zwischen der deutschen 1. Armee und britisch-französischen Truppen
  - Schlacht von Kraśnik
  - Kriegserklärung Japans an Deutschland
  - Das Massaker von Dinant wird durch deutsche Truppen verübt.
- 24. August:
  - Ende der Schlacht von Cer, Niederlage und Rückzug der k.u.k. Armee aus Serbien.
- 25. August:
  - Kriegserklärung Österreich-Ungarns an Japan
  - Die Festung Namur fällt.
  - Das belgische Löwen wird durch deutsche Truppen zerstört.
  - Die Funkstation Kamina (Togo; größte deutsche Funkstation in Afrika) wird selbstzerstört.
- 26. August:
  - Schlacht von Le Cateau zwischen der deutschen 1. Armee und dem britischen II. Korps
  - Schlacht bei Tannenberg (bis 30. August), Vernichtung der russischen Narew-Armee
  - Schlacht von Komarów
  - Regierungsumbildung in Frankreich (Union sacrée)
- 27. August:
  - Die Belagerung von Tsingtau beginnt mit einer Seeblockade durch japanische Kriegsschiffe.
  - Übergabe der deutschen Kolonie Togo an die Briten und Franzosen
- 28. August:
  - Schlacht bei St. Quentin zwischen der deutschen 2. und der französischen 5. Armee
  - Erstes Seegefecht bei Helgoland
  - Belagerung von Maubeuge (bis 8. September)

- 30. August:

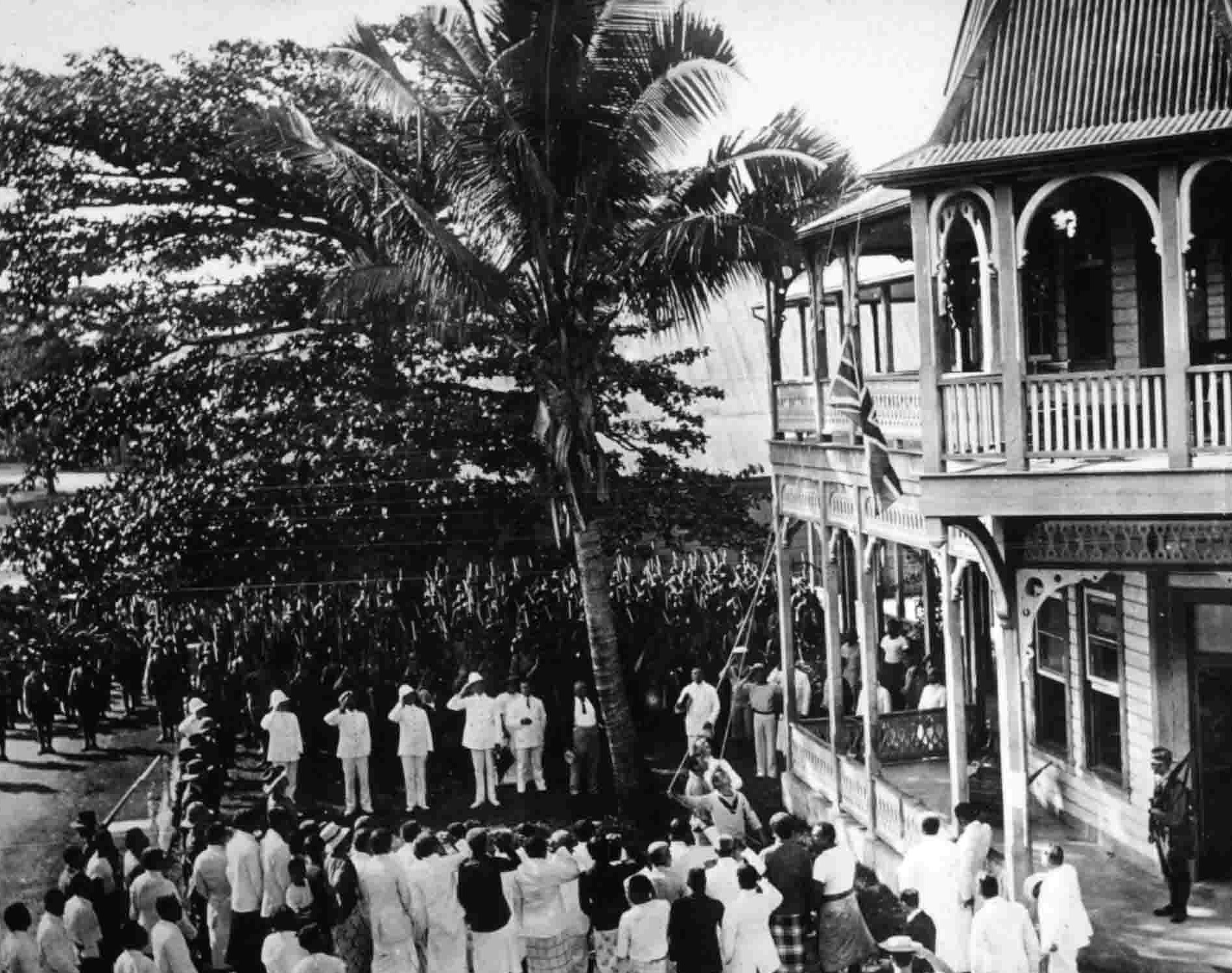
Hissung des Union Jack in Deutsch-Samoa, 30. August

  - Schlacht an der Gnila Lipa: russischer Durchbruch auf Lemberg
  - Neuseeland besetzt Deutsch-Samoa.
- 31. (18.) August:[1]
  - Die russische Hauptstadt Sankt Petersburg wird auf Anordnung des Zaren in Petrograd umbenannt.
  - In Rom beginnt das Konklave.

### September 1914
- 2. September:

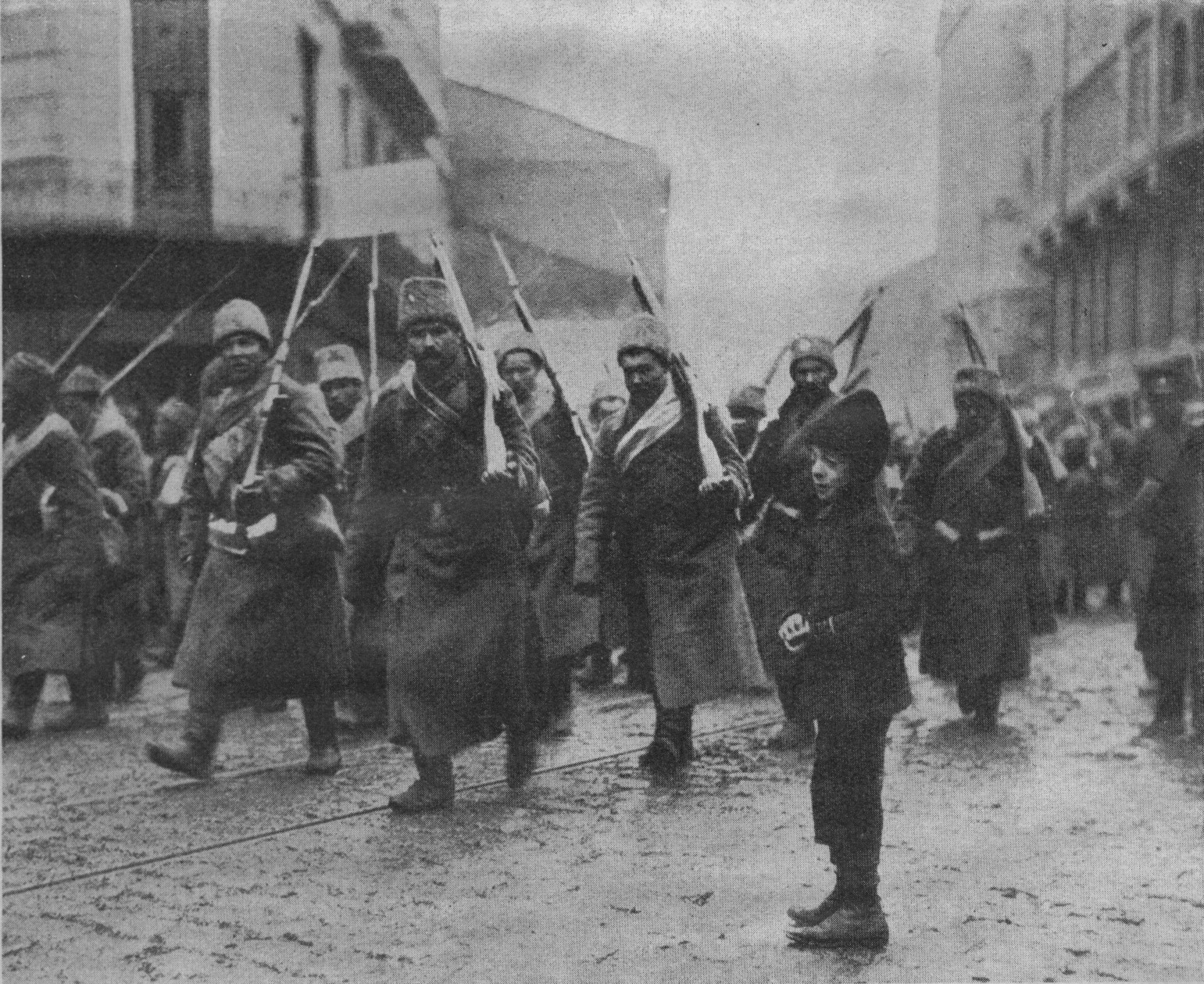
Russische Truppen beim Einzug in Lemberg

  - Deutsche Truppen erreichen die Marne und bedrohen Paris.
  - Lemberg wird während der Schlacht in Galizien von den Russen eingenommen.
- 3. September:
  - Die französische Regierung verlegt ihren Sitz nach Bordeaux.
  - Benedikt XV. wird zum neuen Papst gewählt.
- 5. September:
  - Im Pakt von London vereinbaren die Mächte der Entente, keinen Separatfrieden schließen zu wollen.
- 6. September:
  - Schlacht an der Marne (bis 12. September): erfolgreicher Flankengriff des französischen Heeres gegen die vordringenden Deutschen und damit Scheitern des Schlieffen-Plans
  - Schlacht an den Masurischen Seen (bis 14. September)
  - serbische Offensive an der unteren Save, Schlacht an der Drina (bis 4. Oktober)
- 8. September:

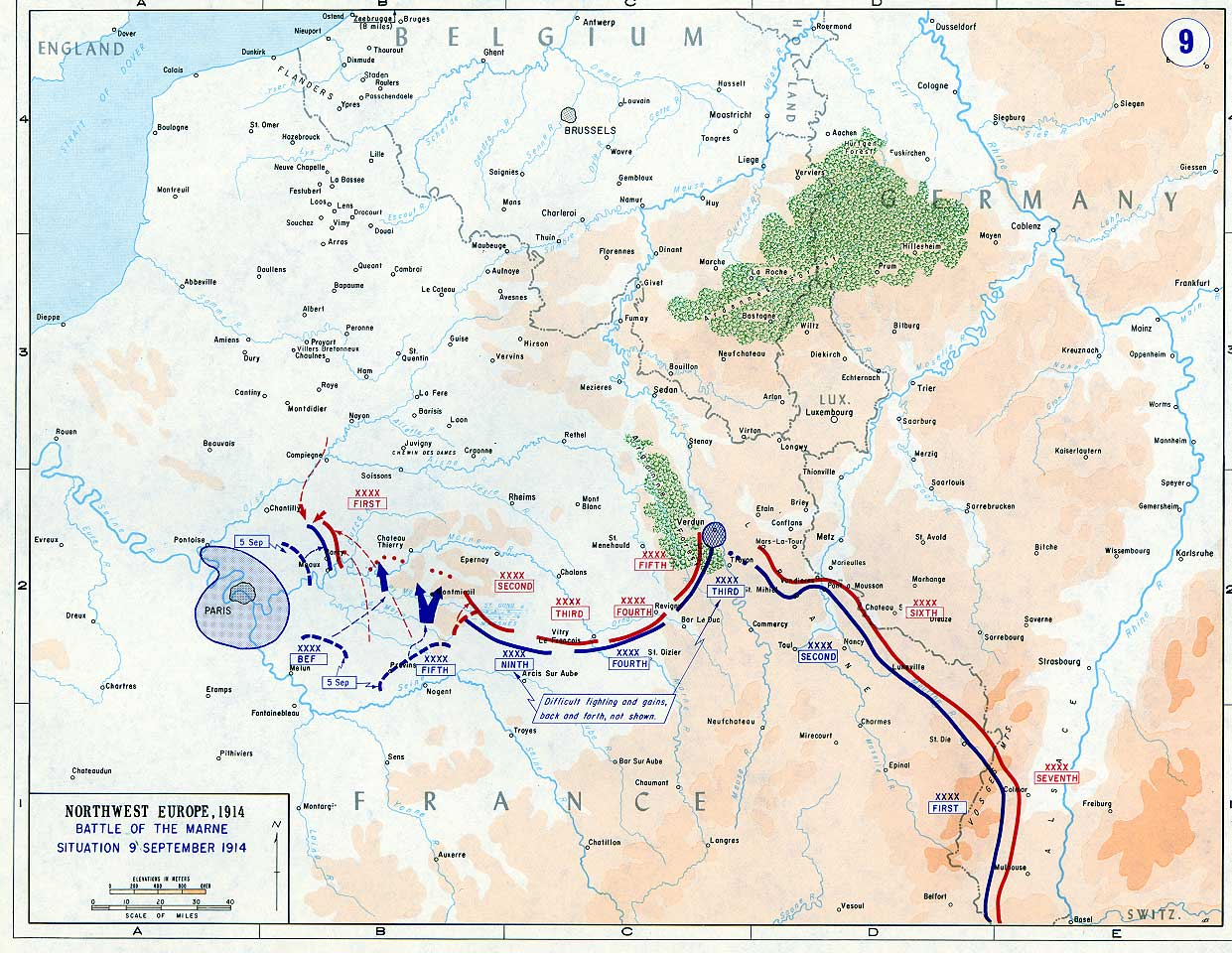
Scheitern des Schlieffen-Plans: Alliierte Truppen stoßen am 8. September 1914 in die Lücke zwischen der 1. und 2. deutschen Armee

- - U 21 versenkt den Kreuzer HMS Pathfinder im Firth of Forth (erste Versenkung eines Kriegsschiffs auf See durch ein U-Boot).
  - apostolisches Schreiben Ubi primum Benedikts XV.
  - Kriegserklärung der Südafrikanischen Union an das Deutsche Kaiserreich
  - Schlacht von Rawa Ruska (bis 11. September)
- 9. September:
  - Theobald von Bethmann Hollweg formuliert das Septemberprogramm.
  - Schlacht an der Marne: Rückzugsbefehl für die deutschen Truppen
- 11. September:
  - Schlacht in Galizien: Rückzug der österreich-ungarischen Truppen zum San.
  - Australische Truppen landen auf der zu Deutsch-Neuguinea gehörenden Insel Neupommern und siegen im Gefecht bei Bita Paka.
- 12. September:
  - Schlacht an der Aisne beginnt (bis 20. September)
- 13. September:
  - Eine britische Offensive gegen Deutsch-Südwestafrika beginnt.
- 14. September:
  - Der deutsche Chef des Generalstabs Helmuth Johannes Ludwig von Moltke wird durch Erich von Falkenhayn abgelöst (2. OHL).
  - Der sogenannte „Wettlauf zum Meer“ beginnt (bis 19. Oktober).
- 15. September:
  - Beginn der Maritz-Rebellion in Südafrika

- 16. September:

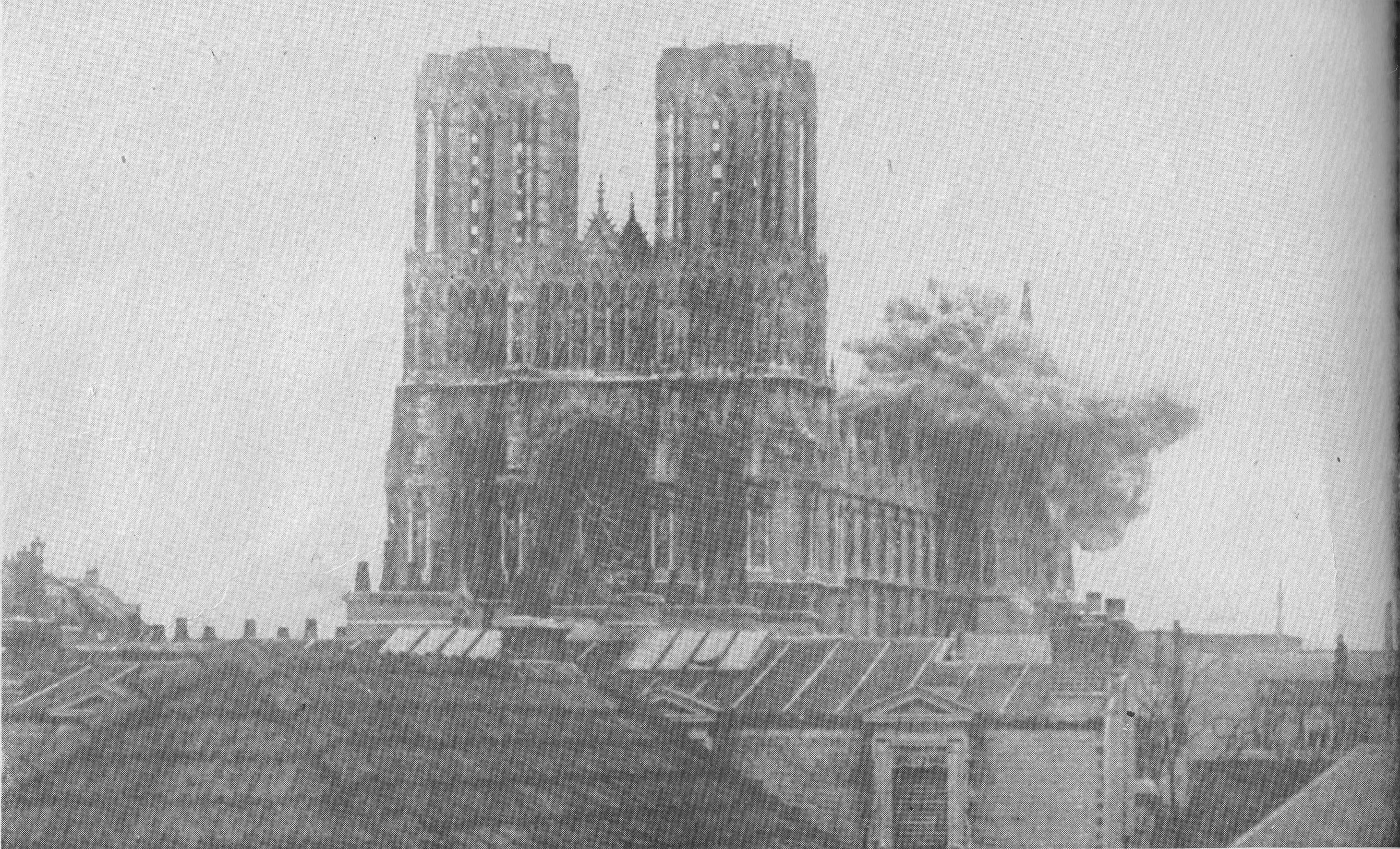
Einschlag einer Granate in die Kathedrale von Reims am 20. September 1914

  - Belagerung von Przemyśl beginnt (erste Phase; bis 11. Oktober)
- 18. September:
  - Beschießung der Kathedrale von Reims durch deutsche Truppen (bis 20. September)
  - Landung südafrikanischer Truppen in der Lüderitzbucht (Deutsch-Südwestafrika)
- 20. September:
  - Königsberg greift Sansibar an und versenkt HMS Pegasus.
- 21. September:
  - Die „bewaffnete Macht“ des Schutzgebietes Deutsch-Neuguinea ergibt sich australischen Einheiten (Hermann Detzner kapituliert erst im November 1918).
- 22. September:
  - U 9 versenkt in der Nordsee drei britische Panzerkreuzer – die Bedeutung der U-Bootwaffe wird offensichtlich.
  - Gneisenau und Scharnhorst beschießen Papeete (Tahiti).
- 23. September:
  - Der deutsche Kreuzer Emden beschießt Tanklager in Madras (Britisch-Indien).
- 24. September:
  - Ein erster russischer Angriff auf die Festung Przemysl wird eingeleitet.
- 25. September:
  - Das deutsche Große Hauptquartier wechselt von Luxemburg nach Mézières.
- 26. September:
  - Schlacht bei Sandfontein (bis 29. September) – Südafrikaner und Briten können in Deutsch-Südwestafrika vorerst zurückgeschlagen werden.
- 27. September:
  - Die Dardanellen werden von der osmanischen Regierung für sämtliche Schiffe gesperrt und vermint.
- 28. September:
  - Douala (Kamerun) wird von britisch-französischen Truppen besetzt.
- 29. September:
  - Die Schlacht an der Weichsel beginnt (bis 31. Oktober).
  - Russische Truppen betreten ungarisches Gebiet.

### Oktober 1914
- 4. Oktober:
  - Die von 93 Honoratioren unterzeichnete Rechtfertigungsschrift An die Kulturwelt! (auch bekannt als Manifest der 93) wird im Deutschen Reich veröffentlicht.
- 5. Oktober:
  - Erlass von Reichskanzler Bethmann Hollweg zur Gründung einer Zentralnachrichtenstelle, der späteren Zentralstelle für Auslandsdienst beim Auswärtigen Amt
  - Die Besatzung einer französischen Voisin III, bestehend aus Pilot Joseph Frantz und MG-Schütze Louis Quenault, erzielt in der Nähe von Reims den ersten Luftsieg in einem Krieg (gegen eine deutsche Aviatik B.I).
- 10. Oktober:
  - Antwerpen wird eingenommen, Flucht der belgischen Regierung über Ostende nach Le Havre.
  - Karl I. von Rumänien stirbt, sein Nachfolger wird Ferdinand I.
- 11. Oktober:
  - Die Belagerung von Przemyśl wird zeitweilig aufgehoben.
- 16. Oktober:
  - Schlacht an der Yser (bis 31. Oktober)
  - Die Erklärung der Hochschullehrer des Deutschen Reiches, unterzeichnet von über 3000 deutschen Wissenschaftlern, wird veröffentlicht.
- 17. Oktober:
  - Seegefecht vor Texel
- 20. Oktober:
  - Die Erste Flandernschlacht beginnt (bis 18. November).
  - erste Versenkung eines Handelsschiffs durch U 17
- 21. Oktober:
  - Die Antwort an die deutschen Professoren wird in der New York Times veröffentlicht.
- 22. Oktober:
  - Die Kommission für das Belgische Hilfswerk wird in den USA gegründet.
  - Rückeroberung von Czernowitz durch österreich-ungarische Truppen
- 27. Oktober:
  - erfolgloser Einsatz von 3000 deutschen Reizgasgranaten bei Neuve-Chapelle (Aubers)
  - Das britische Schlachtschiff HMS Audacious sinkt nach Minentreffer vor der nordirischen Küste bei Lough Swilly.
- 28. Oktober:
  - Fünf Komplizen des Attentats von Sarajevo werden zum Tode verurteilt.
  - Das flandrische Küstengebiet wird von der belgischen Armee geflutet.
  - SMS Emden greift Penang (Malaysia) an.

- 29. Oktober:

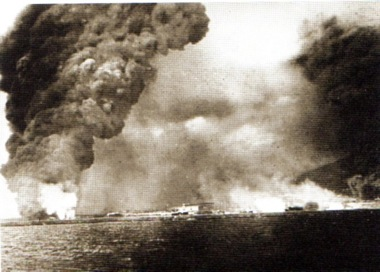
Das brennende Noworossijsk am 29. Oktober 1914

  - Bombardierung russischer Schwarzmeerhäfen durch die osmanische Flotte unter Führung von Wilhelm Souchon
  - Eine britische Order-in-Council erklärt Nahrungsmittel zur „absoluten Bannware“.

### November 1914
- 1. November:
  - Kriegserklärung Russlands an das Osmanische Reich
  - Seegefecht bei Coronel, deutscher Seesieg gegen die Briten
  - Paul von Hindenburg wird deutscher Oberbefehlshaber Ost, Erich Ludendorff bleibt sein Stabschef.
  - Enzyklika Ad beatissimi Apostolorum principis von Benedikt XV.
  - Die Nachrichtenstelle für den Orient nimmt in Berlin ihre Arbeit auf.
- 2. November:
  - Russische Truppen beginnen im Kaukasus die Bergmann-Offensive.
  - Die britische Admiralität erklärt die Nordsee zum Kriegsgebiet und eine vollständige Blockade Deutschlands und seiner Verbündeten.
  - Schlacht von Tanga in Deutsch-Ostafrika (bis 4. November), die Schutztruppe schlägt britische Truppen zurück
  - Kriegserklärung Serbiens an das Osmanische Reich
- 3. November:
  - Die deutsche Hochseeflotte bombardiert Yarmouth und Lowestoft an der britischen Küste.
  - Britische und französische Kriegsschiffe bombardieren türkische Stellungen auf den Dardanellen.
- 5. November:
  - Kriegserklärung Frankreichs und Großbritanniens an das Osmanische Reich
  - Großbritannien annektiert die von ihm seit 1878 besetzte, formell zum Osmanischen Reich gehörende Insel Zypern.
- 6. November:
  - britische Landung bei Fao im heutigen Irak
- 7. November:
  - Tsingtao wird eingenommen.
  - Eine türkische Gegenoffensive im Kaukasus beginnt.
- 8. November
  - Schlacht an der Kolubara: zunächst Rückzug der serbischen Armee (bis zur Gegenoffensive am 3. Dezember).
- 9. November
  - Die Belagerung von Przemyśl wird erneut aufgenommen (bis 22. März 1915).
  - SMS Emden wird nach einem Seegefecht auf den Kokosinseln auf Grund gesetzt.
- 11. November:
  - Die Schlacht um Łódź beginnt (bis 5. Dezember).
  - Die Schlacht von Basra beginnt (bis 23. November).

- 14. November:

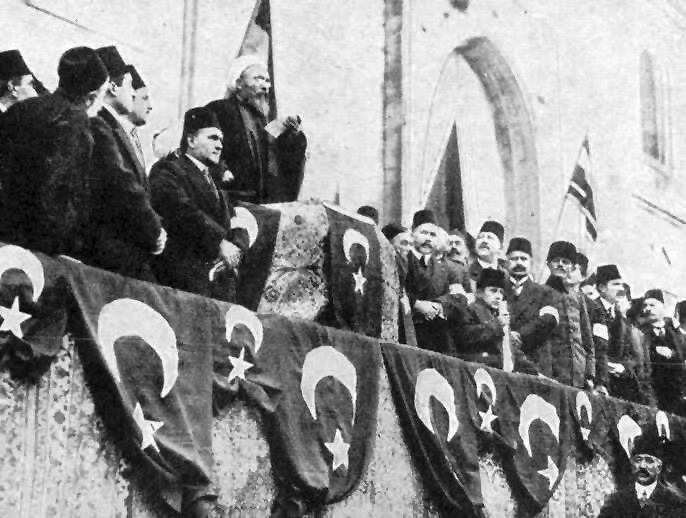
Aufruf zum Dschihad durch den Scheichülislam, 14. November 1914

  - Der Scheichülislam ruft zum Dschihad gegen die Feinde des Osmanischen Reiches auf.
- 18. November:
  - Erich von Falkenhayn eröffnet Kanzler Bethmann Hollweg, dass der Krieg für Deutschland aufgrund der Ressourcen der Entente nach dem Scheitern des Bewegungskrieges nicht mehr zu gewinnen sei.
  - Die Westfront erstarrt nach dem Ende der Ersten Flandernschlacht im Grabenkrieg.
- 23. November:
  - Aufruf zum Heiligen Krieg im Osmanischen Reich
- 25. November:
  - Winston Churchill präsentiert der britischen Regierung seinen Plan zum Dardanellen-Unternehmen.
- 27. November:
  - neuerliche Räumung von Czernowitz durch österreich-ungarische Truppen
- 30. November:
  - Belgrad wird eingenommen (bis 2. Dezember).
  - Türkische Truppen dringen nach Ägypten vor.

### Dezember 1914
- 1. Dezember:
  - Schlacht von Limanowa–Lapanow (bis 14. Dezember)
- 3. Dezember:
  - Schlacht an der Kolubara: Gegenoffensive der serbischen Armee (bis 15. Dezember)
- 4. Dezember:
  - Schlacht von al-Qurna
- 6. Dezember:
  - Einnahme von Łódź durch deutsche Truppen

- 8. Dezember:

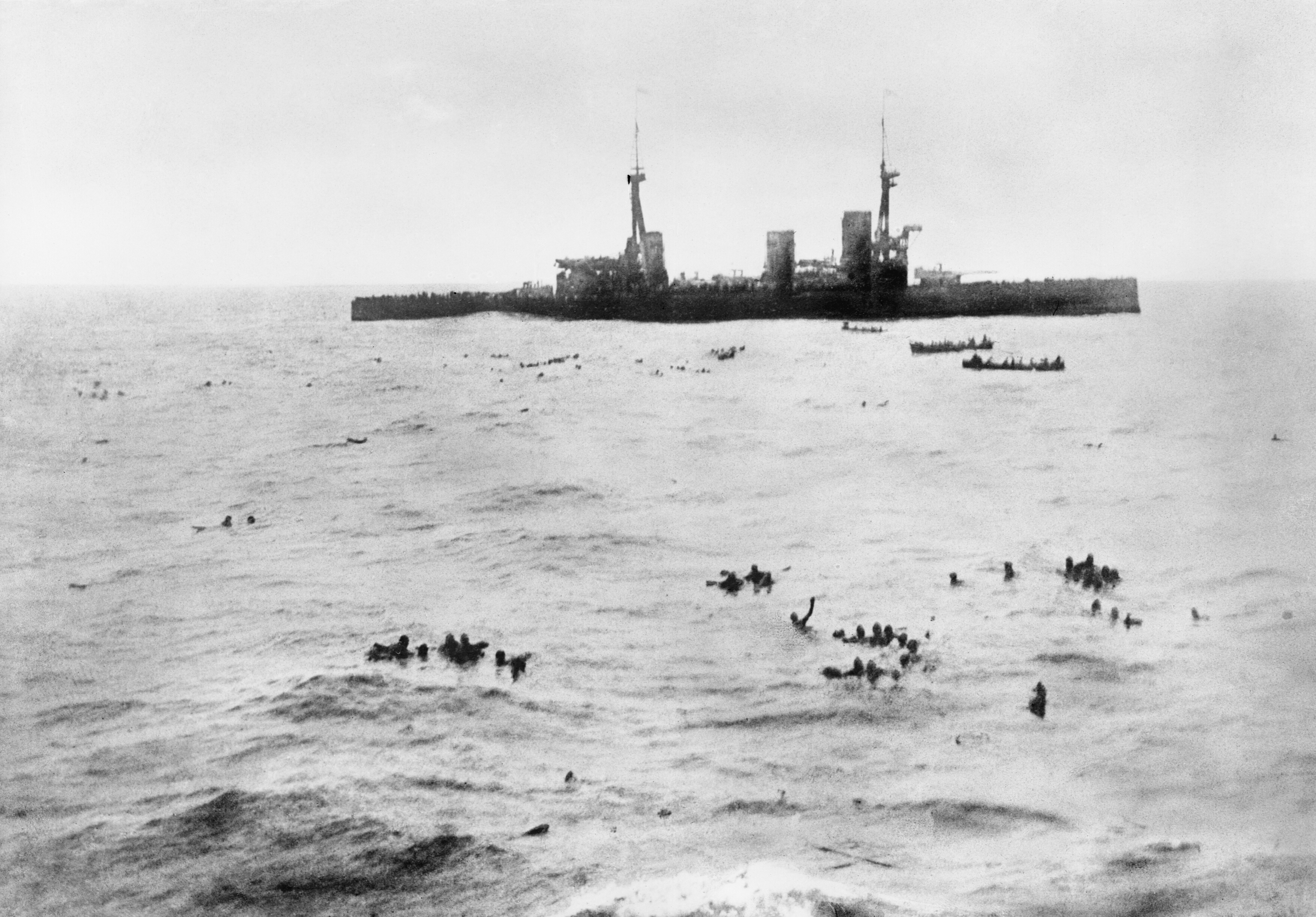
Der britische Schlachtkreuzer Inflexible nimmt nach dem Seegefecht bei den Falklandinseln Überlebende des Panzerkreuzers Gneisenau an Bord

  - Im Seegefecht bei den Falklandinseln wird das deutsche Ostasiengeschwader vernichtet.
  - Die französische Regierung kehrt nach Paris zurück.
- 13. Dezember:
  - Belgrad wird von der serbischen Armee zurückerobert.
  - Das türkische Linienschiff Mesudiye wird bei Çanakkale durch ein britisches U-Boot versenkt.
- 16. Dezember:
  - deutscher Seeraid gegen Scarborough, Hartlepool und Whitby
- 17. Dezember
  - Erste französische Angriffe in der Winterschlacht in der Champagne, zugleich Angriff bei Arras (auch „1. Artois-Offensive“; bis 20. Dezember).
- 18. Dezember:
  - Großbritannien erklärt Ägypten zu seinem Protektorat.
  - erster türkischer Vorstoß zum Sueskanal
  - Kampf um Naulila (Angola)
- 19. Dezember:
  - Das Sultanat Ägypten wird gegründet.
- 22. Dezember:
  - Die Schlacht von Sarıkamış beginnt (bis 15. Januar 1915).
- 24. Dezember ff.:
  - Ein inoffizieller Weihnachtsfrieden wird an Teilen der Front befolgt.
- 25. Dezember:
  - Schlacht von Ardahan (bis 18. Januar 1915)
- 28. Dezember:
  - russischer Gegenangriff in der Winterschlacht in den Karpaten
  - Truppen des bisher neutralen Italien besetzen Vlora in Albanien.

## 1915

### Januar 1915
- 1. Januar:
  - U 24 versenkt im Ärmelkanal das britische Linienschiff Formidable.
- 4. Januar:
  - Beginn der Schlacht bei Soissons (bis 14. Januar)
- 5. Januar:
  - Der türkische Rückzug im Kaukasus beginnt.
  - Im besetzten Teil Polens wird eine deutsche Zivilverwaltung eingerichtet.
- 8. Januar:
  - In Frankreich wird ein offizieller Bericht über deutsche Kriegsverbrechen zu Beginn des Krieges veröffentlicht.
- 9. Januar:
  - Der Chef des deutschen Admiralstabs Hugo von Pohl fordert eine Verschärfung des U-Boot-Kriegs.
- 10. Januar:
  - deutsche Bombenabwürfe auf Dover, Dünkirchen und Ostende
- 11. Januar:
  - In Morobe (Neuguinea) wird die letzte deutsche Regierungsstation von australischen Einheiten besetzt.
- 13. Januar:
  - Die britische Regierung genehmigt Churchills Plan eines Durchbruchs durch die Dardanellen.
  - Türkische Truppen erobern Täbris im Nordwesten Persiens.
  - Stephan Burián wird neuer österreich-ungarischer Außenminister.
- 14. Januar:
  - Südafrikanische Truppen erobern Swakopmund.
- 15. Januar:
  - Soissons wird von den Franzosen nach Ende der Schlacht bei Soissons geräumt.
- 18. Januar:
  - Die Schlacht von Sarıkamış im Kaukasus endet mit einer schweren türkischen Niederlage.
  - Die japanische Regierung überreicht ihre einundzwanzig Forderungen an den chinesischen Präsidenten Yuan Shikai.
  - Schutztruppe von Deutsch-Ostafrika schlägt Briten bei Jassini (am Indischen Ozean, unweit der kenianischen Grenze)
- 19. Januar:
  - Deutsche Marineluftschiffe greifen erstmals die britische Ostküste an.
- 21. Januar:
  - Adolf Wild von Hohenborn wird neuer preußischer Kriegsminister.
- 22. Januar:
  - deutsch-österreich-ungarische Offensive an der Karpatenfront

- 24. Januar:

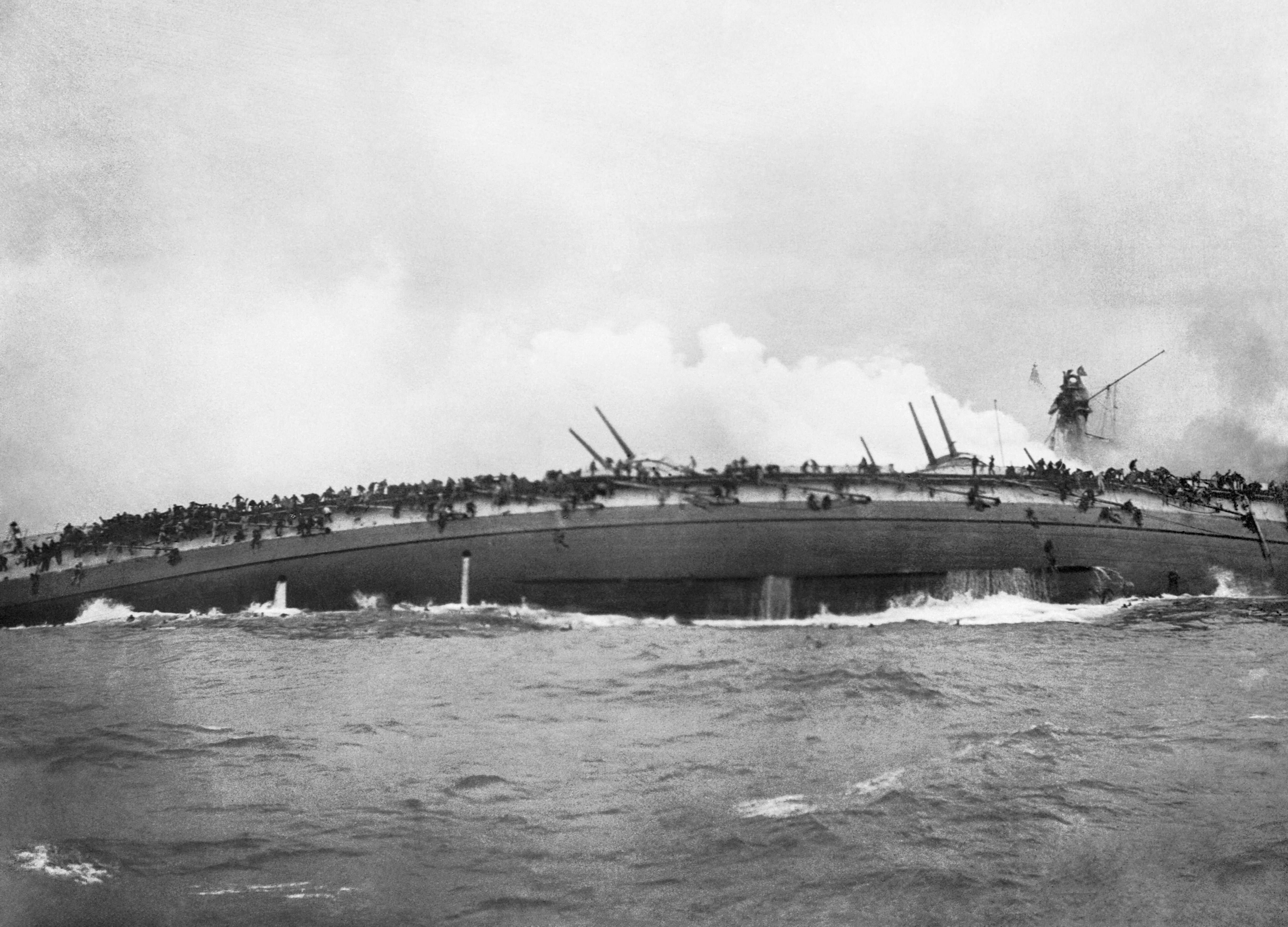
Untergang des deutschen Großen Kreuzers SMS Blücher am 24. Januar 1915

  - Im Gefecht auf der Doggerbank wird der deutsche Große Kreuzer Blücher versenkt.
- 25. Januar:
  - Einführung von Brotmarken (Beginn der Rationierung von Lebensmitteln) in Deutschland
- 26. Januar:
  - Frankreich beschließt, am Dardanellen-Unternehmen teilzunehmen.
  - Der Uschok-Pass wird von k.u.k. Truppen erobert.
- 28. Januar:
  - Eine türkische Offensive (Befehlshaber: Friedrich Freiherr Kreß von Kressenstein) gegen den Sueskanal beginnt.
- 31. Januar:
  - Reizgaseinsatz (Xylylbromid) durch die deutsche Armee an der Ostfront bei Bolimów
  - Die britische Admiralität fordert die Handelsmarine auf, wegen der deutschen U-Boot-Gefahr Flaggen neutraler Länder zu hissen.

### Februar 1915
- 1. Februar:
  - Konferenz der Finanzminister Großbritanniens, Frankreichs und Russlands in Paris
- 2. Februar:
  - Friedrich von Ingenohl, der Chef der Hochseeflotte, wird durch Hugo von Pohl abgelöst.
- 3. Februar:
  - In Sarajevo werden drei Komplizen des Attentats von Sarajevo hingerichtet, Gavrilo Princip entgeht aufgrund seines jugendlichen Alters zum Tatzeitpunkt der Todesstrafe.
  - Ein osmanischer Angriff auf den Sueskanal wird von den Briten abgewehrt.

- 4. Februar:

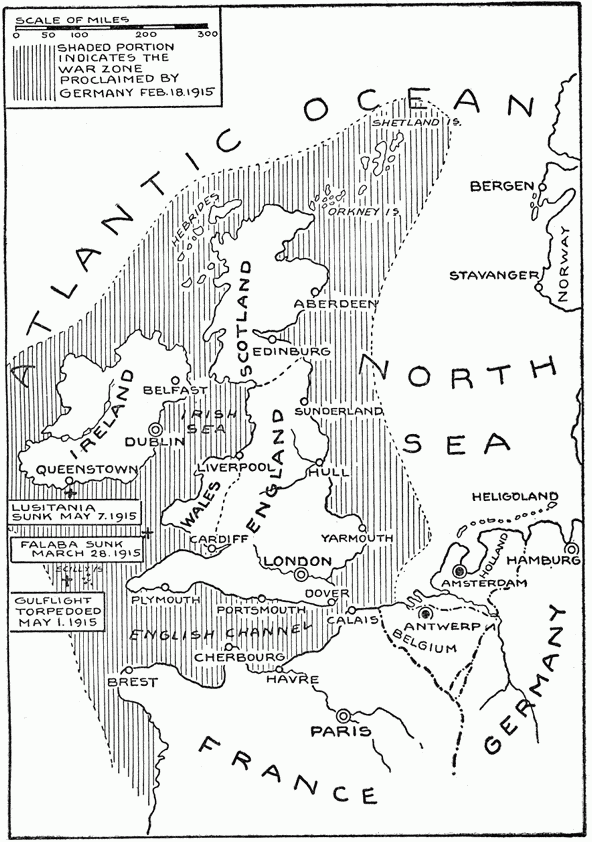
Kriegszone um die britischen Inseln, wie sie im Februar 1915 proklamiert wurde

  - Wilhelm II. genehmigt den uneingeschränkten U-Boot-Krieg, der zwei Wochen später beginnen soll. Die Gewässer um die britischen Inseln werden zum Kriegsgebiet erklärt, in dem Handelsschiffe ohne Vorwarnung versenkt werden dürfen.
- 7. Februar:
  - Die Winterschlacht in Masuren beginnt (bis 22. Februar).
- 9. Februar:
  - Der Suez-Kanal wird für Schiffe neutraler Staaten geschlossen.
- 10. Februar:
  - Das britische Unterhaus stimmt den Armeeschätzungen zu, die eine Kriegsstärke von 3 Millionen Mann vorsehen, und bewilligt einen entsprechenden Heeresetat.
- 12. Februar:
  - Die US-Regierung protestiert gegen den deutschen Beschluss zum uneingeschränkten U-Boot-Krieg.
- 14. Februar:
  - Die US-Regierung protestiert in einer Note gegen die britische Praxis, Handelsschiffe unter neutraler Flagge fahren zu lassen.
- 16. Februar:
  - neuer französischer Angriff in der Champagne (bis 15. März)
- 19. Februar:
  - Die Beschießung der Dardanellen durch anglo-französische Kriegsschiffe beginnt.
- 22. Februar:
  - Beginn des uneingeschränkten U-Boot-Kriegs

### März 1915
- 1. März:
  - Das Corps expéditionnaire d’Orient (CEO) unter General Albert d’Amade wird aufgestellt.
- 4. März:
  - Russland erklärt seine Ambitionen in Bezug auf Konstantinopel und die Dardanellen.
- 6. März:
  - Die griechische Regierung Venizelos stürzt.
- 8. März:
  - Österreich-Ungarn bietet Italien die Abtretung des Trentino gegen dessen fortgesetzte Neutralität an.
- 10. März:
  - Die Schlacht von Neuve-Chapelle beginnt (bis 12. März).
- 11. März:
  - Landung des CEO auf Limnos
- 12. März:
  - Die britische und die französische Regierung erklären in Noten ihre Zustimmung zum russischen Anspruch auf Konstantinopel.
- 13. März:
  - General Ian Hamilton übernimmt den Befehl über die Mediterranean Expeditionary Force.
- 14. März:
  - Die Dresden, das letzte Schiff des deutschen Ostasiengeschwaders, wird vor der chilenischen Küste selbstversenkt.

- 18. März:

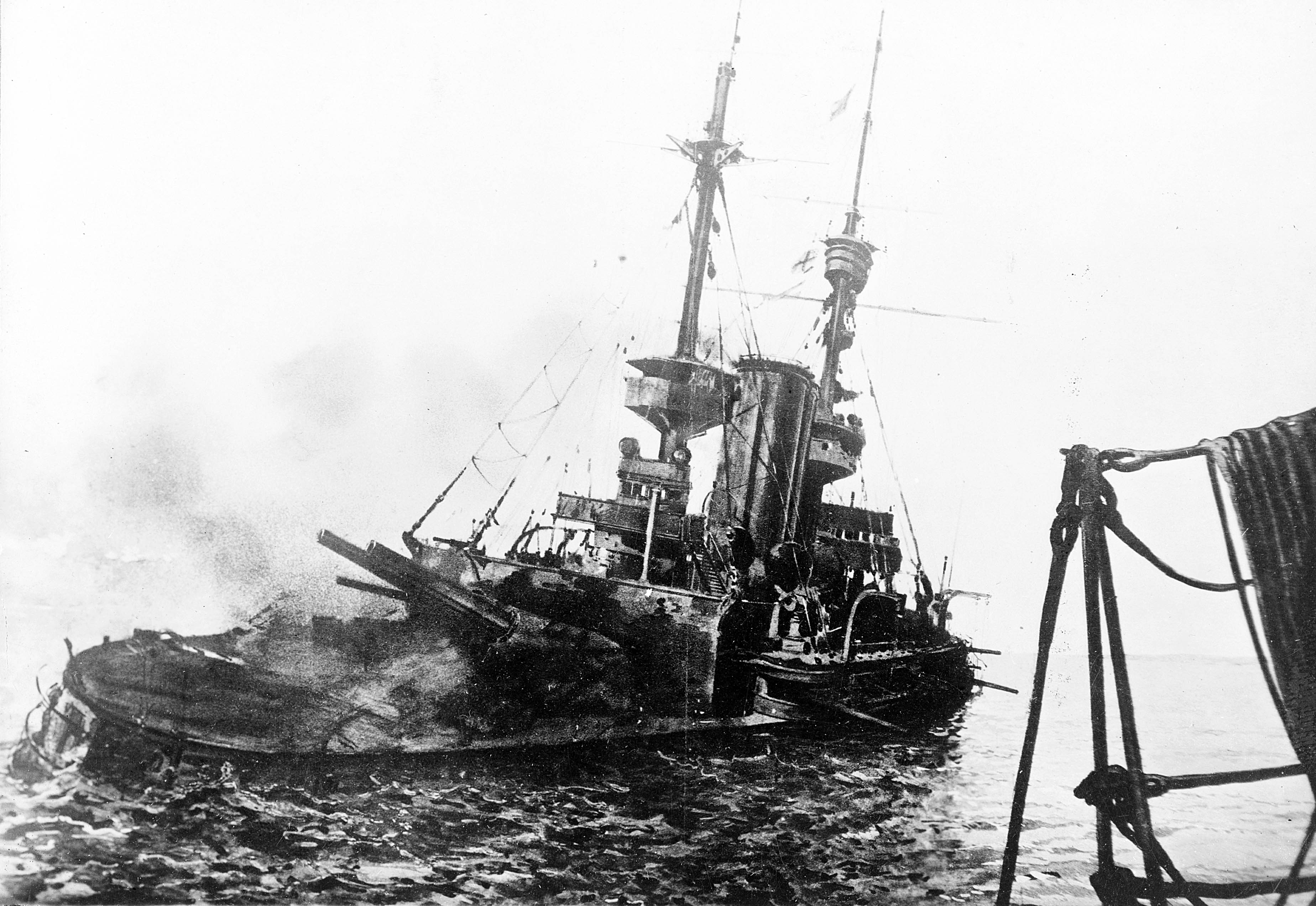
Die sinkende HMS Irresistible am 18. März 1915

  - Britische und französische Kriegsschiffe dringen in die Dardanellen ein, der Versuch eines Durchbruchs scheitert. Verloren gehen die Linienschiffe Irresistible, Bouvet und Ocean.
  - Russische Truppen besetzen zeitweilig Memel.
- 20. März:
  - Der Reichstag beschließt den neuen Etat und eine Kriegsanleihe.
  - Deutsche Truppen in Südwestafrika ziehen sich vor südafrikanischen Angriffen zurück.
- 21. März:
  - Ein deutscher Zeppelin bombardiert Paris.
- 22. März:
  - Die Festung Przemyśl fällt an die Russen.
- 26. März:
  - Die Internationale Konferenz sozialistischer Frauen gegen den Krieg beginnt in Bern.
- 28. März:
  - Die russische Schwarzmeerflotte beschießt türkische Küstenstädte.
  - Türkische Truppen marschieren aus dem Jemen in das britische Aden Protectorate ein.

### April 1915
- 6. April:
  - Österreich-Ungarn weist italienische Ansprüche auf Südtirol zurück.
- 8. April:
  - Das französische Croix de guerre wird gestiftet.
- 11. April:
  - Beginn einer Rekrutierungskampagne im Vereinigten Königreich
- 14. April:
  - Die Erstausgabe der linkssozialistischen Zeitschrift Die Internationale erscheint im Deutschen Reich.
  - Der Blockadebrecher Rubens erreicht die Mansabucht (Deutsch-Ostafrika).
- 18. April:
  - Die türkischen Truppen ziehen sich vollständig aus Persien zurück.
- 19. April:
  - Der Aufstand von Van beginnt (bis 17. Mai).
- 22. April:
  - Die zweite Flandernschlacht beginnt (bis 25. Mai), erster Einsatz von Giftgas (Chlor), eigentlicher Beginn des Gaskrieges.
- 24. April:
  - Deportationen armenischer Intellektueller aus Konstantinopel

- 25. April:

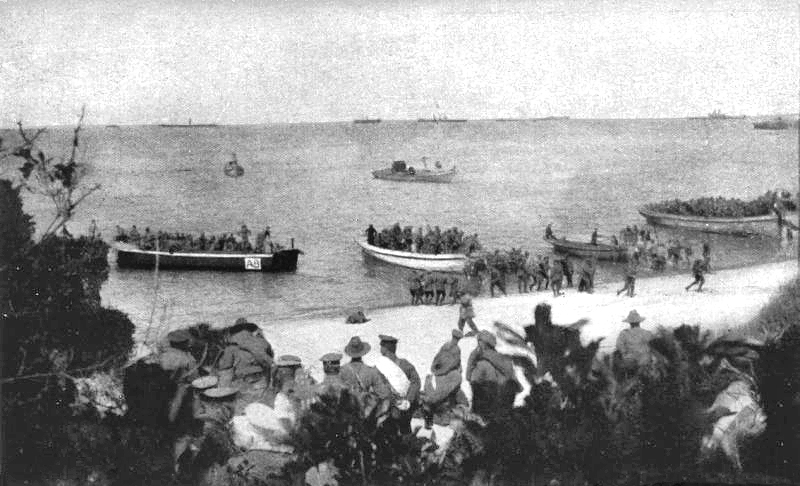
Landung australischer Truppen auf Gallipoli, 25. April 1915

  - Britisch-französische und ANZAC-Truppen landen auf der Halbinsel Gallipoli (Gedenktag: ANZAC Day).
  - Die russische Schwarzmeerflotte beschießt die Forts am Bosporus.
- 26. April:
  - Im Londoner Vertrag verpflichtet sich Italien zum Kriegseintritt auf Seiten der Entente binnen eines Monats.
- 28. April:
  - Eine deutsche Offensive gegen Litauen und Kurland beginnt.
  - Der Internationale Frauenfriedenskongress beginnt in Den Haag (bis 30. April).
- 30. April:
  - In London gründet sich das Jugoslawische Komitee, das für einen eigenen Staat der Südslawen und gegen die weitreichenden Zugeständnisse der Entente an Italien auf Kosten eines solchen eintritt.

### Mai 1915
- 1. Mai:
  - U 30 torpediert den US-Tanker Gulflight, dabei kommen zwei US-Amerikaner ums Leben.
- 2. Mai:
  - Die Schlacht von Gorlice-Tarnów beginnt, in der Folge muss Russland Galizien weitgehend räumen.
- 4. Mai:
  - Die italienische Regierung kündigt den Dreibund-Vertrag.
- 5. Mai:
  - Kriegszieleingabe des Alldeutschen Verbandes an Reichskanzler Bethmann Hollweg

- 7. Mai:

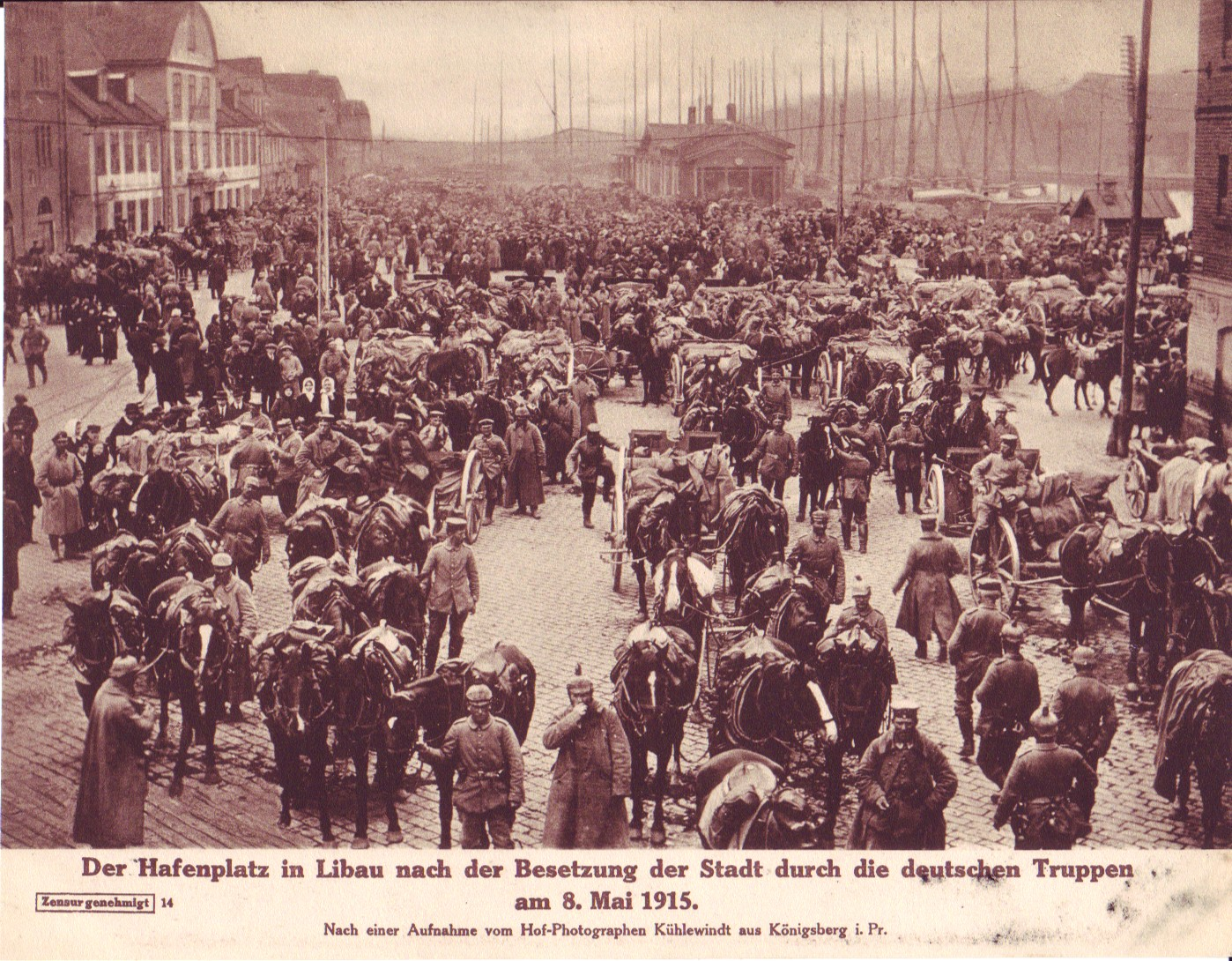
Deutsche Truppen in Libau, 8. Mai 1915

  - Versenkung der Lusitania durch U 20, unter den 1198 Todesopfern befinden sich 120 US-amerikanische Staatsbürger
  - Libau wird durch deutsche Truppen eingenommen.
  - japanisches Ultimatum zur Annahme aller am 18. Januar überreichten Einundzwanzig Forderungen an China
- 9. Mai:
  - Die Lorettoschlacht (auch: 2. Artois-Offensive) beginnt (bis 25. Juni/17. Juli).
- 12. Mai:
  - Windhuk wird von südafrikanischen Truppen unter Louis Botha besetzt.
  - Der Bryce-Report wird veröffentlicht.
- 13. Mai:
  - Goliath wird vor den Dardanellen durch das türkische Torpedoboot Muavenet-i Milliye versenkt.
  - Die US-Regierung verlangt in einer Protestnote die Rückkehr zum Boot-Krieg nach Prisenordnung.
- 15. Mai:
  - In einer Note fordert die US-Regierung Deutschland zum Verzicht auf den U-Boot-Krieg auf.
- 17. Mai:
  - Der britische Erste Seelord John Fisher tritt zurück.
- 20. Mai:
  - Van wird durch russische Truppen entsetzt.
  - erster Höhepunkt der Kriegszielagitation in Deutschland, Denkschrift der sechs großen Wirtschaftsverbände verlangt umfangreiche Annexionen
- 23. Mai:
  - Kriegserklärung Italiens an Österreich-Ungarn
- 24. Mai:
  - Bombardierung der italienischen Adriaküste durch die österreich-ungarische Flotte (vgl. Angriff auf Ancona).
  - Die Entente-Mächte fordern von der Türkei eine Einstellung ihrer Aktionen gegen die Armenier (→ Völkermord an den Armeniern).
- 25. Mai:
  - Triumph wird bei den Dardanellen durch U 21 versenkt.
  - Unterzeichnung eines japanisch-chinesischen Vertrages. Die 21 Forderungen sind damit angenommen.
  - Regierungsumbildung in Großbritannien: die Konservativen unter Andrew Bonar Law treten einer Koalitionsregierung unter dem bisherigen liberalen Regierungschef Herbert Henry Asquith bei.

- 27. Mai:

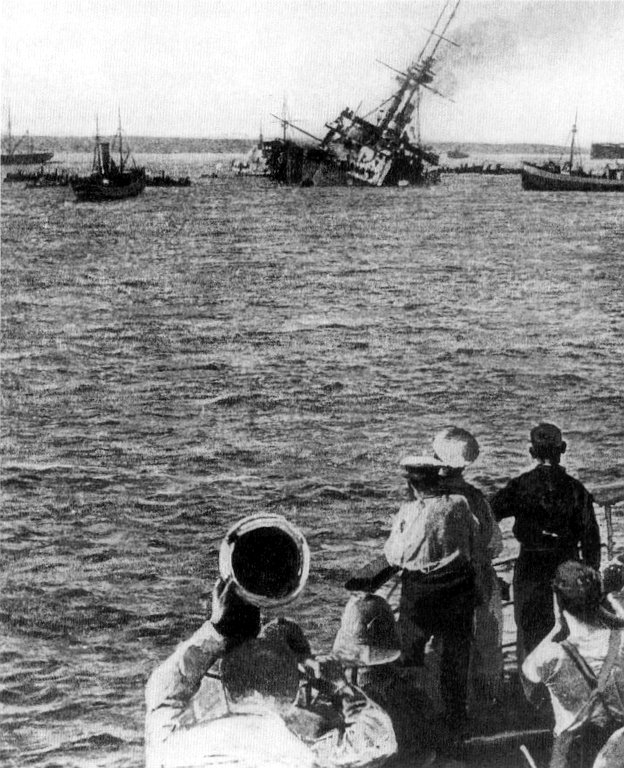
Die sinkende Majestic (Fotomontage, The War Illustrated, 26. Juni 1915)

  - Das Deportationsgesetz wird im Osmanischen Reich verabschiedet.
  - HMS Majestic wird durch U 21 versenkt, die alliierte Flotte bei den Dardanellen zieht sich nach Mudros zurück.
- 28. Mai:
  - Die deutsche Regierung weist die Forderung der US-Regierung nach Einstellung des U-Boot-Krieges zurück.
- 31. Mai:
  - erster Zeppelin-Angriff auf London
  - erster Einsatz von Phosgen als Beimischung zu Chlorgas an der Ostfront

### Juni 1915
- 3. Juni:
  - Przemyśl wird von österreichisch-ungarischen Truppen zurückerobert.
- 5. Juni:
  - Kaiser Wilhelm II. ordnet in einem Geheimbefehl an, keine Angriffe durch U-Boote auf große Passagierdampfer mehr durchzuführen.
- 9. Juni:
  - US-Außenminister William Jennings Bryan tritt wegen der Lusitania-Krise zurück.
- 10. Juni:
  - im Norden Kameruns wird Garoua nach Belagerung durch britisch-französische Truppen eingenommen
- 11. Juni:
  - Albanien wird von serbischen Truppen besetzt.
- 13. Juni:
  - Eleftherios Venizelos gewinnt die Parlamentswahlen in Griechenland.
- 15. Juni:
  - französischer Luftangriff auf Karlsruhe
- 20. Juni:
  - Eine Eingabe deutscher Professoren (Seeberg-Adresse) fordert einen Siegfrieden.
- 22. Juni:
  - Lemberg wird von österreich-ungarischen Truppen zurückerobert.
- 23. Juni:
  - An der Italienfront beginnt die erste Isonzoschlacht (bis 7. Juli).
  - Für die eroberten Gebiete in Kurland, Litauen und Weißrussland wird eine Militärverwaltung gebildet (Ober Ost).
- 29. Juni:
  - Die deutsch-österreichische Bug-Offensive beginnt und führt zum „Großen Rückzug“ der russischen Armee.

### Juli 1915
- 2. Juli:
  - Während des Gotland-Raids kommt es zu einem Seegefecht.
- 5. Juli:
  - Italienische Truppen beginnen die Erste Dolomitenoffensive (bis August).
- 9. Juli:
  - Kapitulation der deutschen Truppen in Deutsch-Südwestafrika bei Otavi
- 11. Juli:
  - Die SMS Königsberg wird im Rufiji-Delta (Deutsch-Ostafrika) versenkt.
- 13. Juli:
  - Die deutsche Narew-Offensive beginnt.
- 14. Juli;
  - Beginn der Hussein-McMahon-Korrespondenz.
- 17. Juli:
  - Die Zweite Isonzoschlacht beginnt (bis 3. August).
- 22. Juli:
  - dritte Lusitania-Note
- 28. Juli:
  - Anlässlich des ersten Jahrestags des Kriegsausbruchs veröffentlicht Benedikt XV. eine Verurteilung des Krieges unter dem Titel Allorché fummo chiamati.
- 29. Juli:
  - US-Truppen landen in Haiti, um die dortigen Unruhen zu beenden.

### August 1915
- 1. August:
  - Mitau, die Hauptstadt Kurlands, wird von deutschen Truppen eingenommen.
- 4. August:
  - Die Festung Iwangorod wird von den Russen geräumt.
  - Die Belagerung von Nowogeorgiewsk beginnt (bis 20. August).
  - Im Deutschen Reich wird die Reichsdeutsche Waffenbrüderliche Vereinigung gegründet.

- 5. August:

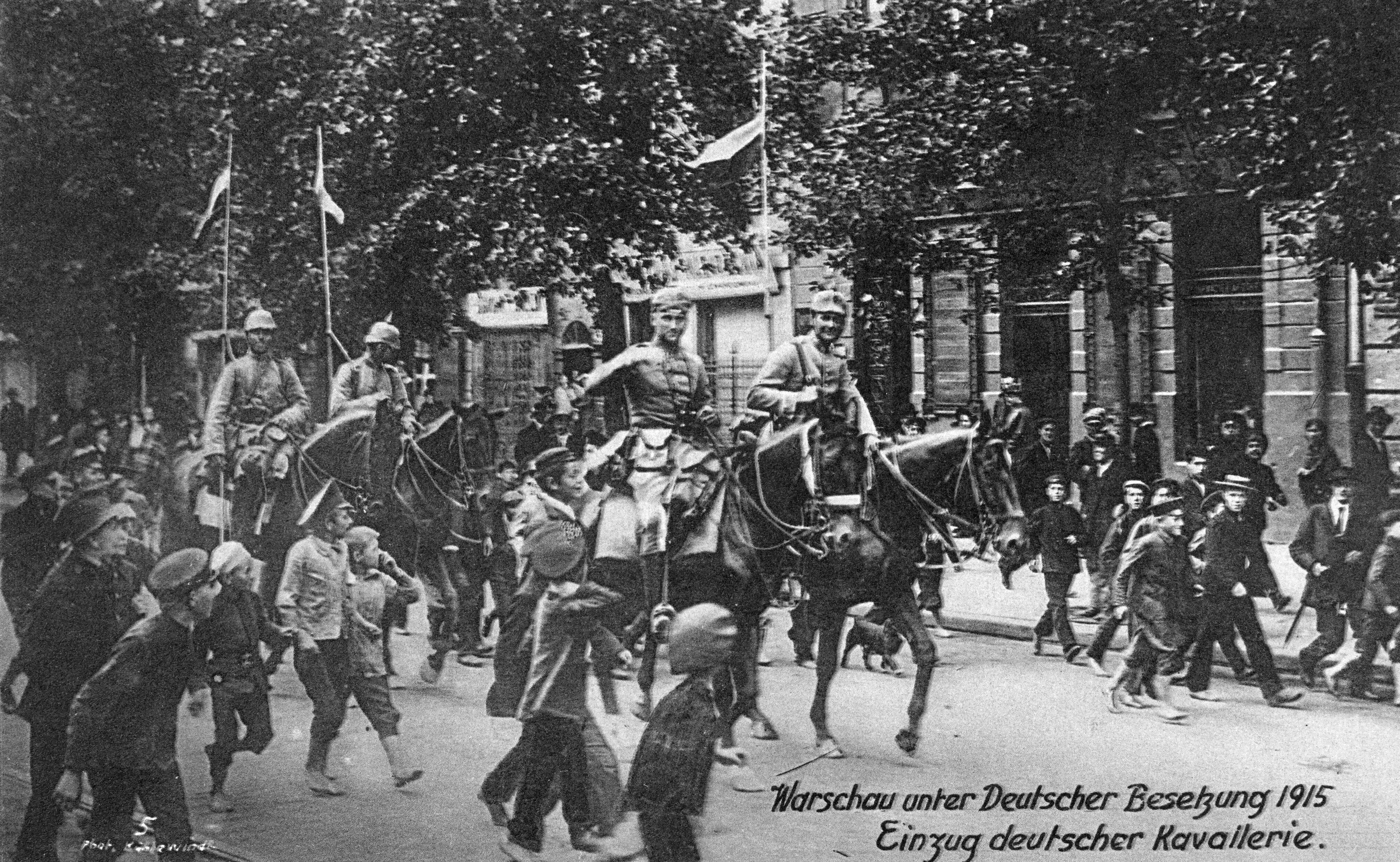
Einzug deutscher Kavallerie in Warschau am 5. August

  - Warschau wird von deutschen Truppen besetzt.
- 6. August:
  - Alliierte Truppen landen in der Suvla-Bucht, Beginn der sogenannten „August-Offensive“ auf Gallipoli.
- 8. August:
  - Vorstoß in die Rigaer Bucht der deutschen Flotte (bis 20. August)
- 13. August:
  - Der britische Truppentransporter Royal Edward wird in der Ägäis von SM UB 14 versenkt.
- 18. August:
  - Die Festung Kowno wird erobert.
- 19. August:
  - Der Dampfer Arabic wird südlich von Irland durch U 24 versenkt, dabei kommen 44 Personen ums Leben, darunter drei US-Amerikaner.
  - Beim Baralong-Zwischenfall wird die gesamte Besatzung des deutschen U-Boots U 27 von der Besatzung der britischen U-Boot-Falle Baralong getötet.
  - Kriegszielrede Bethmann Hollwegs im Reichstag
- 20. August:
  - Kriegserklärung Italiens an das Osmanische Reich
- 21. August:
  - In der Schlacht um Scimitar Hill scheitert der britische Angriff.
- 22. August:
  - Bildung des „Progressiven Blocks“ in der russischen Duma
- 23. August:
  - Eleftherios Venizelos wird erneut griechischer Ministerpräsident.
- 24. August:
  - Das deutsche Generalgouvernement Warschau wird gebildet.
- 25. August:
  - Brest-Litowsk wird von Truppen der Mittelmächte besetzt.
- 31. August:
  - Die k.u.k. Armee erobert Luzk.

### September 1915
- 1. September:
  - In der Krise wegen der Versenkung der Arabic teilt der deutsche Botschafter in den USA, Johann Heinrich Graf von Bernstorff, der US-Regierung mit, dass Passagierdampfer nicht mehr ohne Vorwarnung durch deutsche U-Boote angegriffen werden sollen.
- 4. September:
  - Grodno wird durch deutsche Truppen besetzt.
- 5. September:
  - Zar Nikolaus II. übernimmt den Oberbefehl über die russischen Streitkräfte von Großfürst Nikolai Nikolajewitsch.
  - Die Zimmerwalder Konferenz sozialistischer Parteien beginnt in der Schweiz (bis 8. September).
- 6. September:
  - Bündnisvertrag und Militärkonvention zwischen den Mittelmächten und Bulgarien
- 7. September:
  - französischer Luftangriff auf Freiburg i. Br.
- 8. September:
  - Die Festung Dubno wird von der k.u.k. Armee erobert.
- 9. September:
  - Deutsche Luftschiffangriffe auf England, u. a. wird London bombardiert.
- 18. September:
  - Einstellung des unbeschränkten U-Boot-Kriegs durch das Deutsche Reich
  - Wilna wird durch deutsche Truppen erobert.
- 21. September:
  - Mobilmachungsorder in Bulgarien
- 24. September:
  - Beschluss zur Mobilmachung in Griechenland

- 25. September:

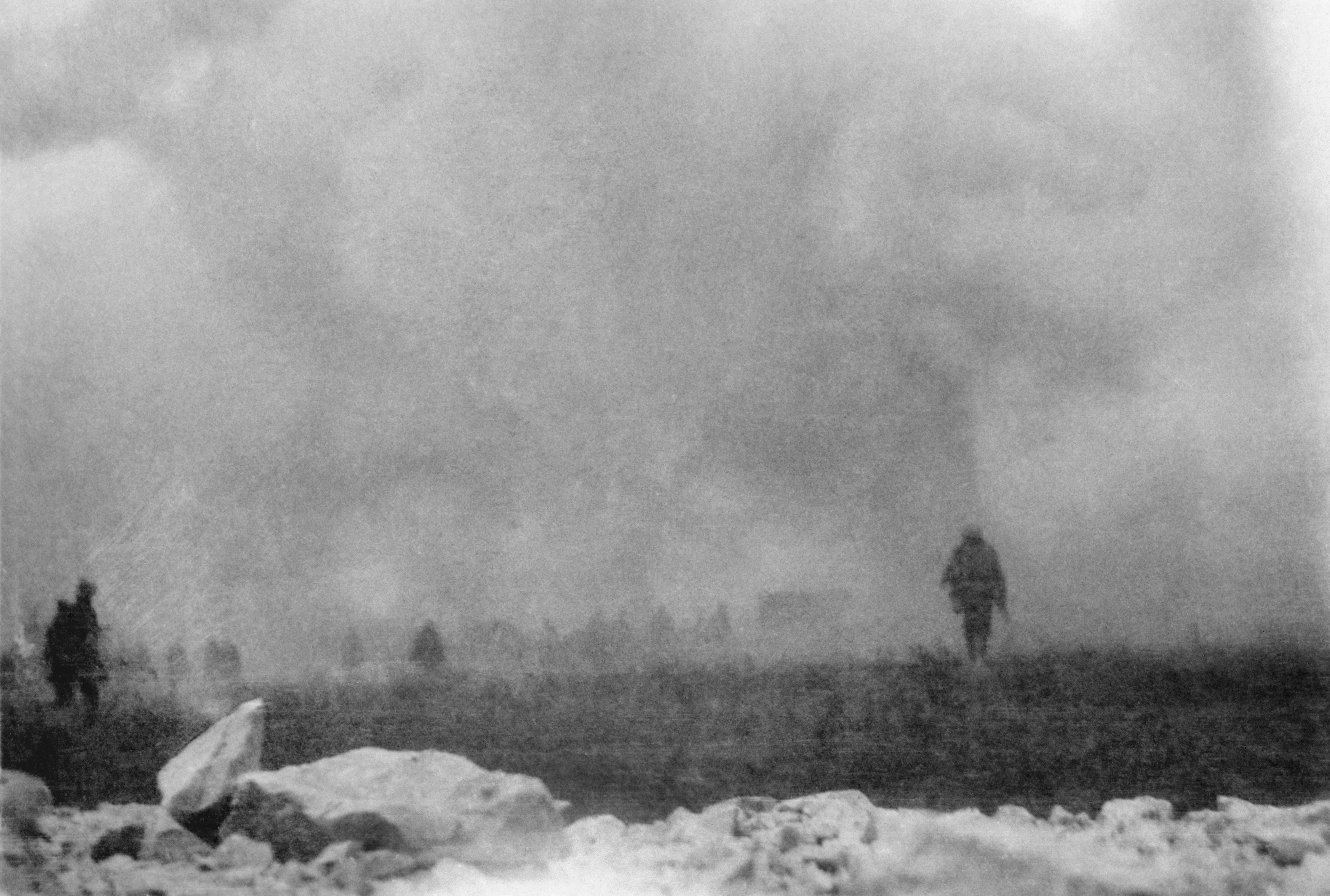
Britische Infanterie im Vorgehen während der Schlacht bei Loos, 25. September

  - Die Herbstschlacht in der Champagne beginnt (bis 6. November).
  - Die Herbstschlacht bei La Bassée und Arras (auch: 3. Artois-Offensive) beginnt (bis 13. Oktober), der britische Teil in dieser Schlacht ist als Schlacht bei Loos bekannt (erster britischer Giftgaseinsatz – Chlor).
- 26. September:
  - Die Niedermayer-Hentig-Expedition erreicht Kabul.

### Oktober 1915
- 1. Oktober:
  - Das Generalgouvernement Lublin wird eingerichtet.
- 3. Oktober:
  - Der Arabic-Konflikt zwischen der deutschen und amerikanischen Regierung wird beigelegt.
- 4. Oktober:
  - Die Entente-Mächte stellen Bulgarien ein Ultimatum zur Ausweisung der bei der bulgarischen Armee tätigen deutschen Offiziere binnen 24 Stunden.
- 5. Oktober:
  - Anglo-französische Truppen landen unter Verletzung der griechischen Neutralität in Saloniki. Sie sollen Serbien bei einem zu erwartenden Angriff der Mittelmächte unterstützen (vgl. Salonikifront).
  - Abbruch der diplomatischen Beziehungen Russlands zu Bulgarien.
  - Eleftherios Venizelos erklärt seinen Rücktritt.
- 6. Oktober:
  - Beginn des Serbienfeldzugs der Mittelmächte durch deutsche und österreich-ungarische Truppen der Heeresgruppe Mackensen.
  - Die Entente-Staaten folgen dem Beispiel Russlands und brechen ihre Beziehungen zu Bulgarien ab.
- 8. Oktober:
  - Deutsche Luftschiffe starten den verheerendsten Luftangriff des Krieges, sie lösen Großbrand in London aus. Damit begann die Bombardierung der Zivilbevölkerung weit hinter der Front als Mittel der Kriegsführung.[5][6]
- 9. Oktober:
  - Belgrad wird durch die Mittelmächte erobert.
- 10. Oktober:
  - Serbien fordert Griechenland auf, im Falle eines bulgarischen Angriffs seine Bündnisverpflichtungen einzuhalten.
- 11. Oktober:
  - Bulgarische Truppen überschreiten bei Knjaževac die serbische Grenze. Sie beschränken sich zunächst auf lokale Vorstöße.
- 12. Oktober:
  - Die wegen Fluchthilfe verurteilte britische Krankenschwester Edith Cavell wird in Brüssel hingerichtet.
  - Théophile Delcassé tritt als französischer Außenminister zurück.
- 13. Oktober:
  - Griechenland lehnt die serbische Forderung vom 10. Oktober ab.
  - deutscher Zeppelin-Angriff auf London
- 14. Oktober:
  - Kriegserklärung und Angriff Bulgariens auf Serbien
- 15. Oktober:
  - Kriegserklärung Großbritanniens an Bulgarien
  - Der serbische Regierungssitz wird von Niš nach Mitrovica verlegt.
- 16. Oktober:
  - Kriegserklärung Frankreichs an Bulgarien
  - Einrichtung des Kriegspresseamtes im Deutschen Reich
- 18. Oktober:
  - Die Dritte Isonzoschlacht beginnt (bis 3. November).
- 19. Oktober:
  - Kriegserklärung Italiens an Bulgarien
- 20. Oktober:
  - Kriegserklärung Russlands an Bulgarien
  - Šabac wird von k.u.k. Truppen besetzt.
- 24. Oktober:
  - In der Hussein-McMahon-Korrespondenz sichert Großbritannien den Arabern Unterstützung für deren Unabhängigkeitsstreben zu, falls diese gegen die Türken rebellieren.
- 25. Oktober:
  - In den USA schließen die Vertretungen der Exil-Tschechen und -Slowaken das Clevelander Abkommen. Darin wird das gemeinsame Ziel eines unabhängigen, föderalen und demokratischen tschechoslowakischen Staates genannt.
  - Das belgische Kriegskreuz wird gestiftet.
- 27. Oktober:
  - Truppen der Mittelmächte vereinigen sich in Serbien.
- 29. Oktober:
  - René Viviani tritt als französischer Ministerpräsident zurück. Sein Nachfolger wird Aristide Briand.

### November 1915
- 5. November:
  - Niš wird von bulgarischen Truppen erobert.
  - In China wird über die Wiedereinführung der Monarchie abgestimmt.
- 8. November:
  - Der italienische Dampfer Ancona wird von U 38 versenkt.
- 9. November:
  - Die Vierte Isonzoschlacht beginnt (bis 15. Dezember).
- 10. November:
  - Reichskanzler Bethmann Hollweg und der ungarische Außenminister Burian verhandeln in Berlin über den zukünftigen Status Polens.
- 12. November:
  - Das griechische Parlament wird von König Konstantin I. aufgelöst.
- 13. November:
  - Der US-Kongress ratifiziert einen Vertrag mit Haiti, der dieses Land zum faktischen Protektorat macht.
- 14. November:
  - Tomáš Garrigue Masaryk gründet in Paris ein tschechisches Aktionskomitee, das einen unabhängigen Staat anstrebt.[7]
- 16. November:
  - Die Regierung von Ahmad Schah Kadschar verlässt Teheran (vgl. Erster Weltkrieg in Persien).
  - Winston Churchill scheidet aus der britischen Regierung aus.
- 19. November:
  - Wegen Herausgabe der Zeitschrift Die Internationale wird gegen Rosa Luxemburg, Franz Mehring und Clara Zetkin Anklage erhoben.
  - Japan tritt dem Londoner Pakt bei.
- 21. November:
  - Die serbische Regierung verlegt ihren Sitz nach Skutari in Albanien.
- 22. November:
  - Die Schlacht von Ktesiphon beginnt (bis 25. November).
- 23. November:
  - Abschluss der Offensive gegen Serbien, die Reste der serbischen Armee ziehen sich an die adriatische Küste zurück.
- 30. November:
  - Kabinettsumbildung in Österreich-Ungarn
  - Italien tritt dem Londoner Pakt bei.
  - Nach einer Protestversammlung gegen die schlechte Versorgungslage in Berlin werden 53 Frauen verhaftet.

### Dezember 1915
- 3. Dezember:
  - Joseph Joffre wird offiziell Oberkommandierender der französischen Armee.
- 4. Dezember:
  - Deutsche und bulgarische Truppen besetzen Monastir in Mazedonien.
- 6. Dezember:
  - In Chantilly beginnt eine Konferenz der alliierten Mächte, bei der über die Kriegführung des Jahres 1916 beraten wird und zeitlich abgestimmte Offensiven vereinbart werden (bis 8. Dezember).
- 7. Dezember:
  - Die Belagerung von Kut beginnt (bis 29. April 1916).
- 9. Dezember:
  - Eine Friedensinterpellation der SPD im Reichstag wird von Reichskanzler Bethmann Hollweg dahingehend beantwortet, dass zur Friedenssicherung Annexionen in Ost und West unabdingbar sind.
- 11. Dezember:
  - Yuan Shikai lässt sich zum chinesischen Kaiser wählen.
  - erster Einsatz von Phosgen durch deutsche Truppen bei Wieltje (Flandern)
- 13. Dezember:
  - Bulgarische Truppen stellen ihre Verfolgung der Entente-Armee an der griechischen Grenze ein.
- 17. Dezember:
  - Die Bremen sinkt nach Minentreffer in der Ostsee.
- 19. Dezember:
  - Beginn der Einschiffung des alliierten Expeditionskorps auf Gallipoli
  - Douglas Haig löst John French als britischen Oberkommandierenden an der Westfront ab.
- 21. Dezember:
  - Im Reichstag stimmen 20 SPD-Mitglieder, darunter Parteichef Hugo Haase, gegen den neuen Kriegskredit, in einer Erklärung wird Bethmann Hollweg vorgeworfen (siehe 9. Dezember), er würde Annexionstreiber begünstigen.
  - Der montenegrinische König Nikola richtet ein Friedensgesuch an Franz Joseph I.
- 30. Dezember:
  - Das Passagierschiff Persia wird im Mittelmeer durch U 38 versenkt.
  - Saloniki wird von deutschen Fliegern bombardiert.

## 1916

### Januar 1916
- 1. Januar:
  - Jaunde, die Hauptstadt Kameruns, wird von alliierten Truppen besetzt.
- 5. Januar:
  - Der Feldzug in Montenegro beginnt (bis 17. Januar).
- 9. Januar:
  - Die letzten britischen Verbände räumen Gallipoli.
- 10. Januar:
  - Die russische Armee im Kaukasus beginnt ihre Erzurum-Offensive (bis 16. Februar).
- 11. Januar:
  - Friedrich Ebert wird zum neuen SPD-Fraktionsvorsitzenden gewählt.
  - Korfu wird von alliierten Truppen besetzt, es soll als Rückzugsort für die geschlagene serbische Armee dienen.
- 15. Januar:
  - Der erste Balkanzug fährt von Deutschland nach Konstantinopel.

- 16. Januar:
  - Montenegro ist besiegt.
- 23. Januar:

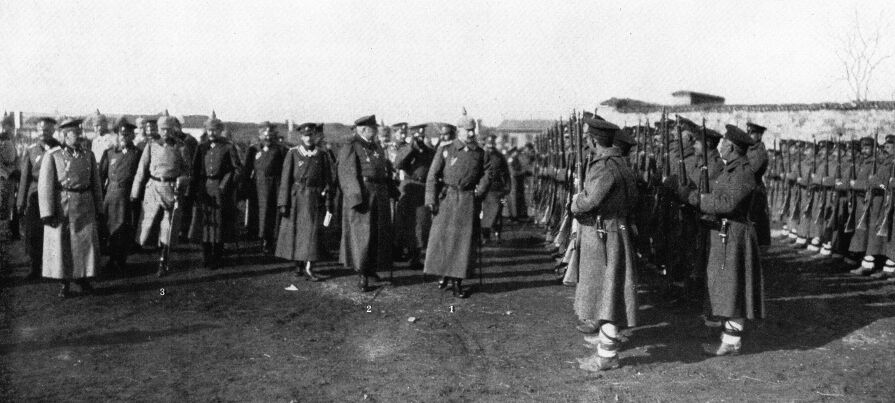
Wilhelm II. und Ferdinand I. von Bulgarien bei der Inspektion bulgarischer Truppen, Niš, 18. Januar 1916

  - Österreich-ungarische Truppen besetzen das albanische Skutari.
  - König Nikola von Montenegro kapituliert und geht ins französische Exil.
- 24. Januar:
  - Reinhard Scheer wird neuer Chef der Hochseeflotte.
- 25. Januar:
  - Waffenstillstand zwischen Österreich-Ungarn und Montenegro

- 26. Januar:

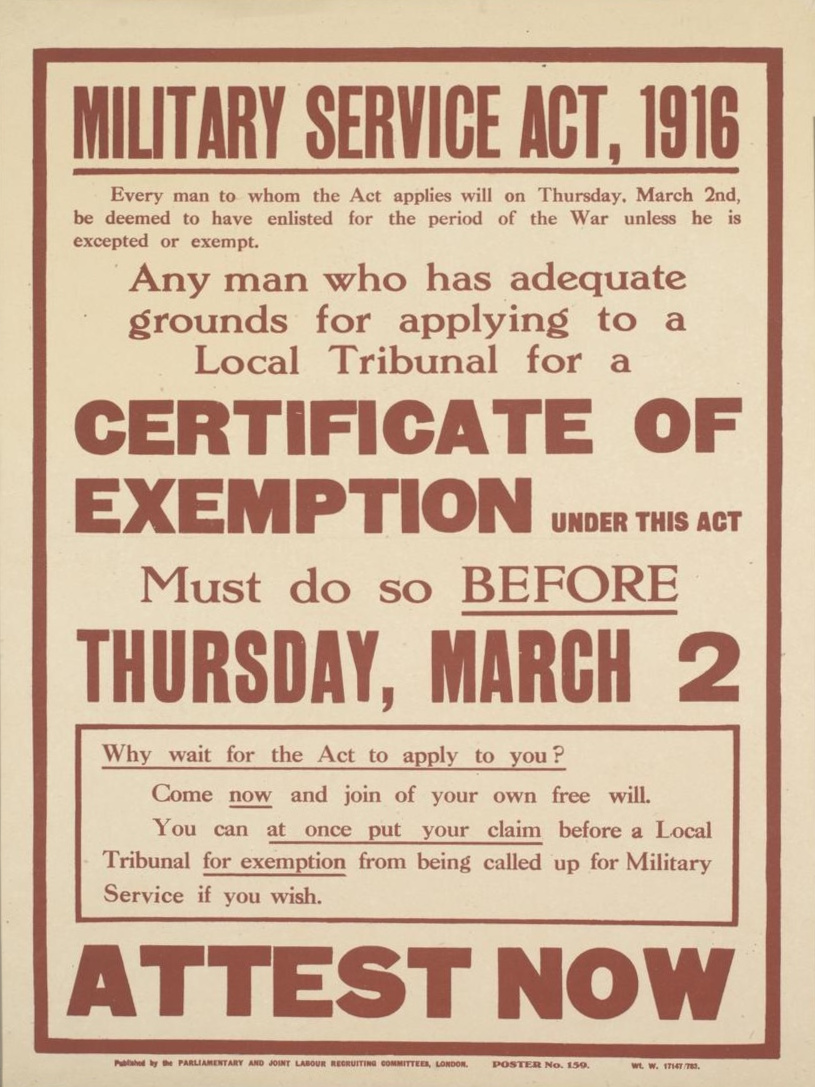
Plakat zur Einführung der Wehrpflicht in Großbritannien

  - im britischen Unterhaus wird ein Wehrpflichtgesetz angenommen, es gilt zunächst für alle ledigen Männer zwischen 18 und 41 Jahren (im Mai erweitert auf Verheiratete), Einführung am Folgetag.
- 29. Januar:
  - deutscher Zeppelin-Angriff auf Paris
- 31. Januar:
  - deutsche Zeppelin-Angriffe auf englische Industriestädte

### Februar 1916
- 2. Februar:
  - Boris W. Stürmer wird neuer russischer Ministerpräsident.
- 8. Februar:
  - Die deutsche Regierung beschließt die Versenkung bewaffneter Handelsschiffe ohne Vorwarnung, Bekanntgabe am 11. Februar.
- 9. Februar:
  - Tirana wird von österreich-ungarischen Truppen besetzt.
- 13. Februar:
  - Unter Leitung von Tomáš Garrigue Masaryk, Edvard Beneš und des Slowaken Milan Rastislav Štefánik wird in Paris aus dem Tschechischen Aktionskomitee der Tschechoslowakische Nationalrat gebildet.
- 16. Februar:
  - Russische Truppen marschieren in Erzurum ein.
- 19. Februar:
  - Die letzten deutschen Truppen in Kamerun gehen bei Mora in Gefangenschaft.
- 21. Februar:
  - Die Schlacht um Verdun beginnt mit einem deutschen Großangriff.
- 22. Februar:
  - Im House-Grey Memorandum legen Edward M. House und Edward Grey dem US-Präsidenten Wilson nahe, eine Friedenskonferenz vorzubereiten, im Falle von deren Ablehnung durch Deutschland die USA auf Seiten der Entente in den Krieg eintreten solle.
- 23. Februar:
  - 35 deutsche Handelsschiffe werden von der portugiesischen Regierung beschlagnahmt.
- 25. Februar:
  - Deutsche Truppen erobern das Fort Douaumont bei Verdun.
  - Philippe Pétain übernimmt den Oberbefehl über die französischen Truppen bei Verdun.
- 26. Februar:
  - Der französische Truppentransporter Provence wird im Mittelmeer durch U 35 versenkt.
- 27. Februar:
  - Das albanische Durazzo wird von der k.u.k. Armee eingenommen.
  - Die deutsche Regierung reagiert mit einer scharfen Protestnote auf die Beschlagnahmen deutscher Schiffe durch Portugal.
- 29. Februar:
  - Greif versenkt in der Nordsee den britischen Hilfskreuzer Alcantara und wird kurz danach selbst versenkt.

### März 1916
- 3. März:
  - Das Dorf Douaumont bei Verdun wird von den Deutschen genommen.
- 4. März:
  - Frankreich und Großbritannien beschließen die Teilung Kameruns.
- 6. März:
  - Kaiser Wilhelm II. entscheidet sich auf der Konferenz im Großen Hauptquartier in Pleß gegen eine Wiederaufnahme des unbeschränkten U-Boot-Kriegs, die von Marinestaatssekretär Alfred von Tirpitz gefordert wurde.
  - Angriff der Angriffsgruppe West auf dem linken Maasufer bei Verdun
- 9. März:
  - Kriegserklärung Deutschlands an Portugal
  - Pancho Villa überfällt die Kleinstadt Columbus in New Mexico, die USA verlegen Truppen an die Grenze.
- 11. März:
  - Die Fünfte Isonzoschlacht beginnt (bis 16. März).
- 14. März:

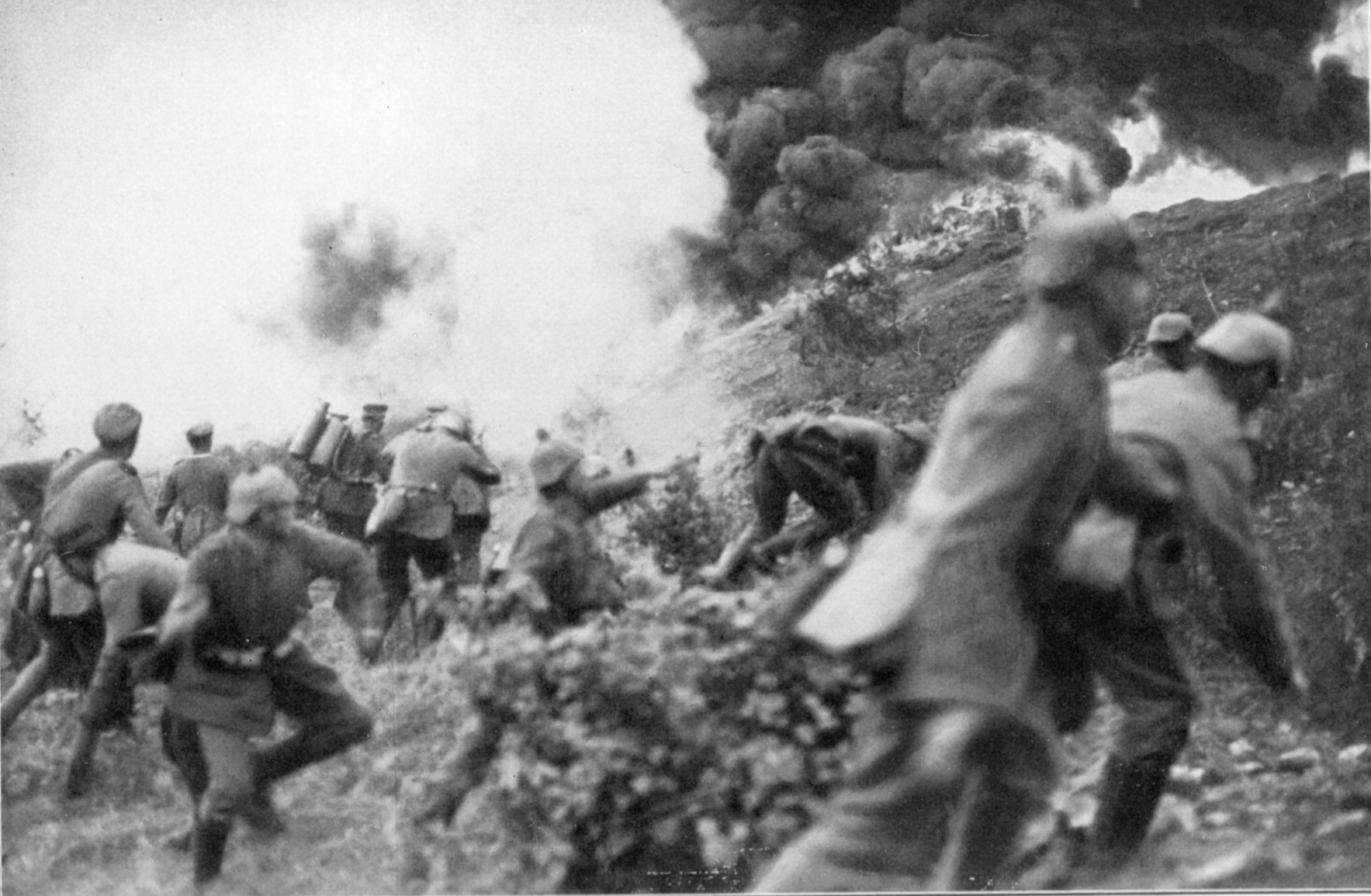
14. März 1916: Angriff deutscher Infanteristen auf die Höhe Toter Mann

- - Die Höhe „Toter Mann“ vor Verdun wird gestürmt.
  - US-Truppen unter John J. Pershing beginnen die Mexikanische Expedition.
- 15. März:
  - Alfred von Tirpitz nimmt seinen Abschied, sein Nachfolger als Marinestaatssekretär wird Eduard von Capelle.
  - Kriegserklärung Österreich-Ungarns an Portugal
- 16. März:
  - Der französische Kriegsminister Joseph Gallieni tritt zurück, Nachfolger wird Pierre Auguste Roques.
  - António José de Almeida wird neuer portugiesischer Ministerpräsident in Nachfolge Afonso Costas.
  - Anglo-ägyptische Truppen beginnen eine Expedition in die heute sudanesische Region Darfur, das Gebiet wird bis zum November 1916 unter Kontrolle gebracht.
  - Der Blockadebrecher Marie erreicht Sudi (letzter direkter Nachschub für Deutsch-Ostafrika bis Kriegsende).
- 18. März:
  - Die Schlacht am Naratsch-See beginnt (bis 30. März).
- 19. März:
  - Isfahan wird von der russischen Armee eingenommen.
  - Antonio Salandra gewinnt eine Vertrauensabstimmung im italienischen Parlament.
  - Konferenz der Spartakusgruppe in Berlin
- 20. März:
  - Der deutsche Marinestützpunkt Zeebrügge wird von britischen Flugzeugen angegriffen.
- 24. März:
  - Der britische Postdampfer Sussex wird im Ärmelkanal durch UB 29 (Kommandant Oberleutnant zur See Herbert Pustkuchen) torpediert, unter den Opfern befinden sich drei US-Amerikaner, nach amerikanischen Protesten vorübergehend Einstellung des U-Boot-Krieges.
  - Unter Führung von Hugo Haase erklären 17 SPD-Abgeordnete im Reichstag ihren Fraktionsaustritt und die Gründung einer Sozialdemokratischen Arbeitsgemeinschaft.
- 25. März:
  - Hugo Haase legt sein Amt als SPD-Vorsitzender nieder, Friedrich Ebert ist nunmehr alleiniger Vorsitzender der Partei.
- 26. März:
  - Die Stotzingen-Mission erreicht Damaskus.

- 27.–28. März:

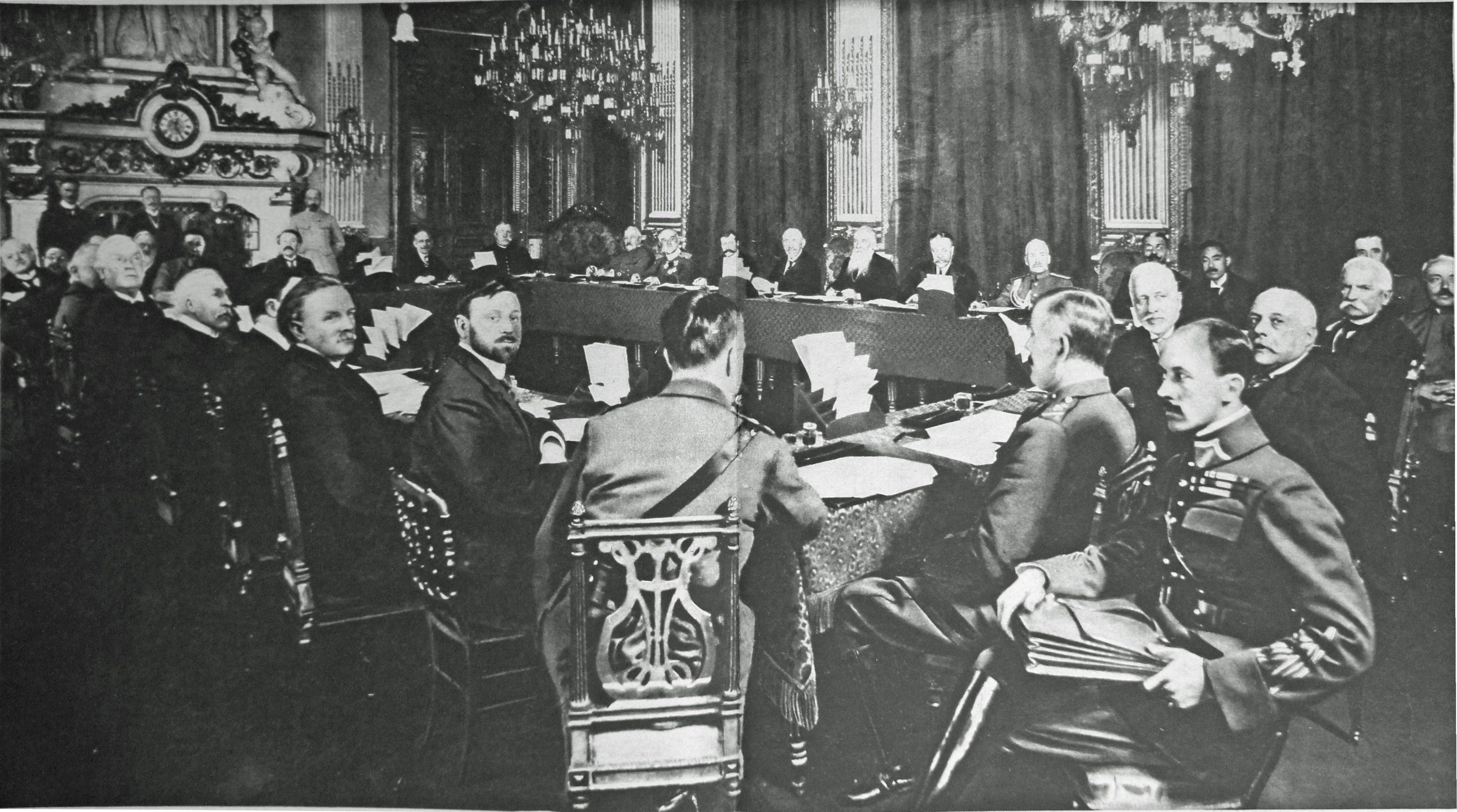
Alliierte Konferenz von Paris am 27./28. März 1916

  - Auf einer Konferenz in Paris beschließen die Alliierten eine engere Zusammenarbeit in Wirtschaftsfragen und bei der Blockade der Mittelmächte.
- 29. März:
  - Über Dublin wird nach Unruhen der Ausnahmezustand verhängt.

### April 1916
- 9. April:
  - neue deutsche Angriffe bei Verdun
- 13. April:
  - Die mexikanische Regierung fordert die USA auf, ihre Truppen aus dem Land zurückzuziehen.
- 16. April:
  - Erste Einheiten des Expeditionskorps der Russischen Armee in Frankreich erreichen Marseille.
- 17. April:
  - Russische Truppen besetzen Trapezunt an der Schwarzmeerküste.
  - Der Gipfel des Col di Lana wird durch italienische Pioniere gesprengt, 200 Kaiserjäger kommen ums Leben.
- 18. April:
  - Die Escadrille La Fayette wird in Luxeuil gegründet.
- 20. April:
  - Die USA drohen dem Deutschen Reich wegen des Sussex-Zwischenfalls mit dem Abbruch der Beziehungen.
- 21. April:
  - Roger Casement wird vom deutschen U-Boot U 19 in Südirland abgesetzt und kurz darauf verhaftet.
- 22. April:
  - Der deutsche Frachter Libau, der Waffen für einen irischen Aufstand transportiert, wird selbstversenkt.
- 24. April:
  - Der Osteraufstand der Irish Volunteers beginnt in Dublin.
  - Der Chef des deutschen Admiralstabs Henning von Holtzendorff gibt Befehl, den U-Boot-Krieg künftig nur noch nach Prisenordnung zu führen.
  - Die Kienthaler Konferenz europäischer Sozialisten beginnt (bis 30. April).
- 25. April:
  - Raid deutscher Schlachtkreuzer auf Yarmouth und Lowestoft
- 29. April:
  - Belagerung von Kut: das britische Mesopotamien-Expeditionskorps kapituliert in Kut al Amara.
  - Der Osteraufstand ist niedergeschlagen.

### Mai 1916
- 1. Mai:
  - Philippe Pétain wird neuer Oberbefehlshaber der Groupe d’Armées du Centre, den Oberbefehl bei Verdun übernimmt Robert Nivelle.
  - Karl Liebknecht wird in Berlin bei einer Antikriegsdemonstration verhaftet.
- 4. Mai:
  - Die deutsche Regierung gibt dem amerikanischen Druck nach und leistet den Sussex pledge.
- 15. Mai:
  - Die Südtiroloffensive der k.u.k. Armee beginnt (bis 18. Juni).
  - US-Truppen landen in der Dominikanischen Republik.
- 16. Mai:
  - Das Sykes-Picot-Abkommen wird zwischen Frankreich und Großbritannien geschlossen, darin werden die Grenzen der Interessensphären im Nahen Osten abgesteckt.
- 17. Mai:
  - allgemeines Wehrpflichtgesetz in Großbritannien
- 22. Mai:
  - Das Kriegsernährungsamt wird im Deutschen Reich gegründet.
- 23. Mai:
  - Regierungsumbildung im Deutschen Reich, Karl Helfferich wird neuer Staatssekretär des Innern und Vizekanzler, seinen Posten im Reichsschatzamt nimmt Siegfried von Roedern ein, Adolf Tortilowicz von Batocki-Friebe wird Präsident des Kriegsernährungsamtes im Rang eines Staatssekretärs.
- 27. Mai:
  - Woodrow Wilson fordert einen „Frieden ohne Sieger und Besiegte“.
- 28. Mai:
  - Bulgarische Truppen verletzen die griechische Grenze und besetzen das Fort Roupel.

- 31. Mai:

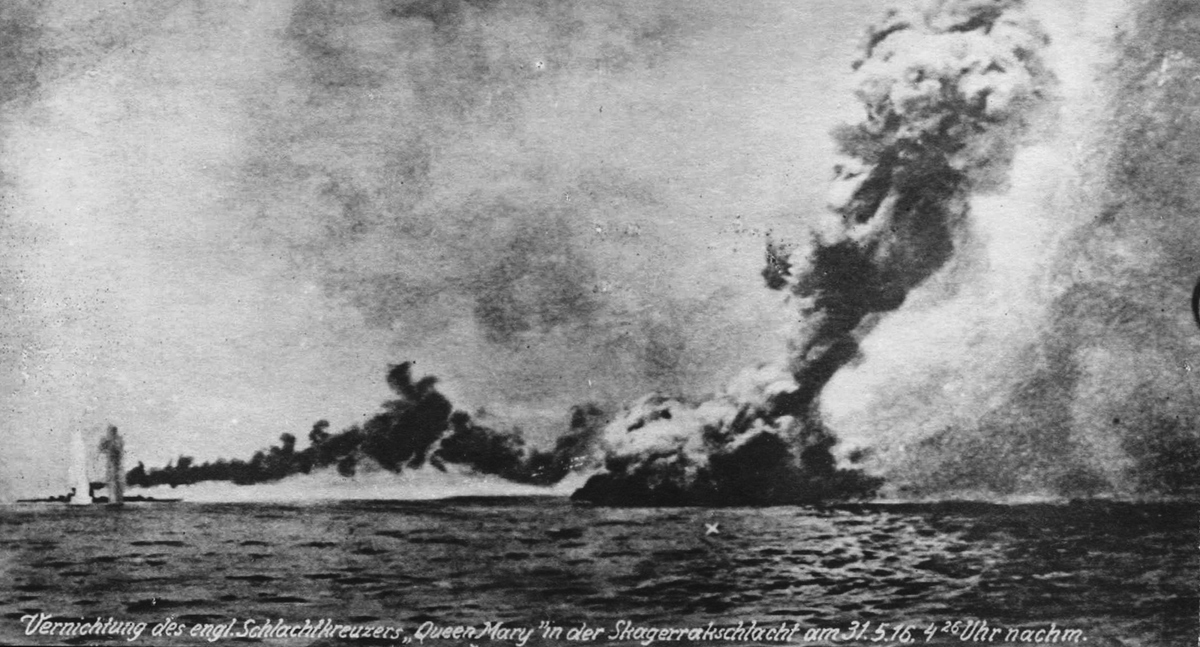
Versenkung der Queen Mary am 31. Mai 1916 während der Skagerrakschlacht

  - Die Skagerrakschlacht beginnt in der Nordsee (bis 1. Juni), das Ergebnis ist ein taktischer Erfolg der Deutschen ohne Veränderung der von den Briten dominierten strategischen Lage.

### Juni 1916
- 3. Juni:
  - Der National Defense Act wird in den USA verabschiedet.
- 4. Juni:
  - Auf einer Frontlänge von 350 Kilometer beginnt die russische Brussilow-Offensive (bis 20. September).
- 5. Juni:
  - Der britische Kriegsminister Lord Kitchener kommt beim Untergang der HMS Hampshire durch Minentreffer ums Leben, er war auf dem Weg nach Russland, sein Nachfolger wird der bisherige Munitionsminister David Lloyd George.
  - Die Arabische Revolte beginnt im Osmanischen Reich, sie wird von den Briten (T. E. Lawrence) unterstützt.
- 6. Juni:
  - Die griechischen Häfen werden von der Entente blockiert, Ziel sind Neuwahlen und eine Demobilisierung der Streitkräfte (bis 22. Juni).
  - Tod Yuan Shikais. Li Yuanhong wird chinesischer Präsident.
- 7. Juni:
  - Das Fort Vaux bei Verdun kapituliert.
- 8. Juni:
  - Luzk wird von der russischen Armee zurückerobert.
  - zweite türkische Invasion in Persien
- 9. Juni:
  - Dubno wird von der russischen Armee zurückerobert.
- 11. Juni:
  - Antonio Salandra tritt nach einem Misstrauensvotum zurück, sein Nachfolger als italienischer Ministerpräsident wird Paolo Boselli.
- 17. Juni:
  - Russische Truppen erobern Czernowitz.
- 21. Juni:
  - Der griechische Ministerpräsident Stephanos Skouloudis tritt zurück, sein Nachfolger wird Alexandros Zaimis.
- 22. Juni:
  - schwerer französischer Luftangriff auf Karlsruhe
- 23. Juni:
  - Bei Verdun werden das Zwischenwerk Thiaumont und das Dorf Fleury erstürmt.
  - Das Handels-U-Boot Deutschland läuft zu einer Fahrt in die USA aus.
- 24. Juni:
  - An der Somme beginnt ein einwöchiges Trommelfeuer auf die deutschen Stellungen.
- 28. Juni:
  - Karl Liebknecht wird wegen Hochverrats zu zweieinhalb Jahren Haft verurteilt.

### Juli 1916
- 1. Juli:

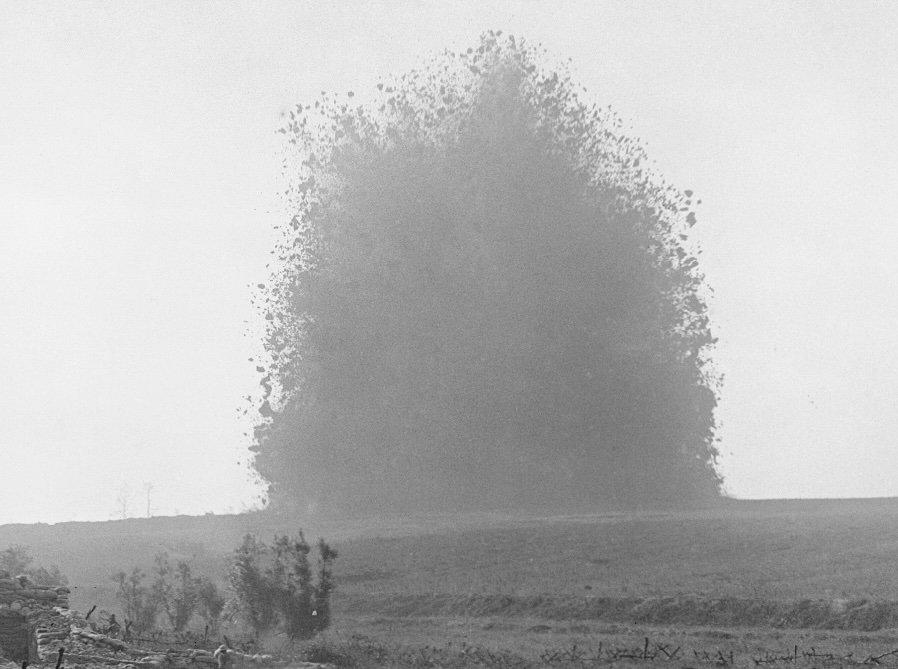
Sprengung einer Mine bei Beaumont-Hamel am ersten Tag der Somme-Schlacht

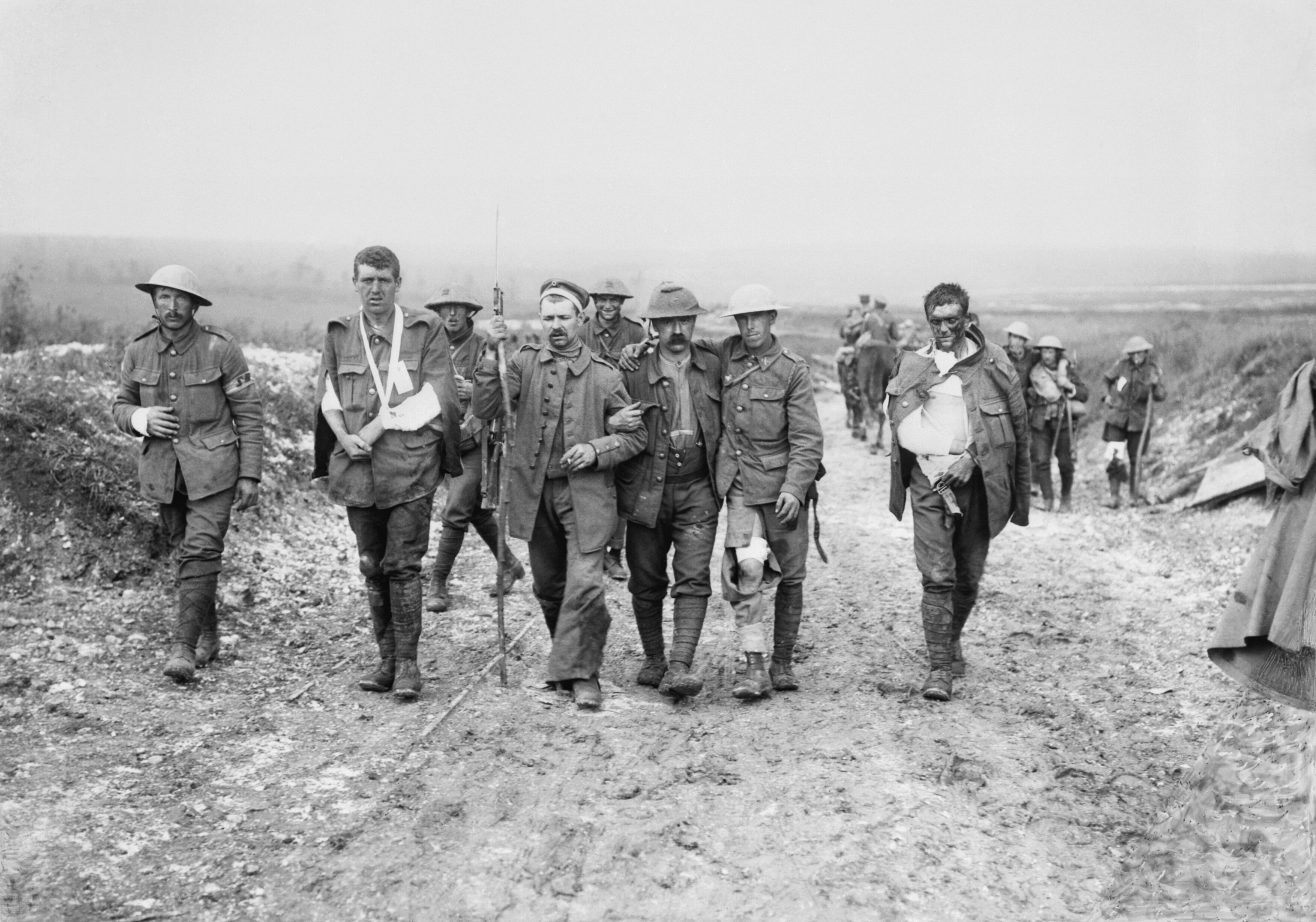
Schlacht an der Somme: Britische und deutsche Verwundete am 19. Juli 1916

  - Die Schlacht an der Somme beginnt (bis 18. November), allein am ersten Tag der Offensive hat die britische Armee 57.000 Mann Verluste, darunter 19.000 Gefallene.
- 10. Juli:
  - Rosa Luxemburg wird im Deutschen Reich in Schutzhaft genommen.
- 12. Juli:
  - Nach dem Scheitern deutscher Angriffe auf das Fort de Souville ordnet Generalstabschef Falkenhayn die Einstellung der Offensive bei Verdun an.
- 19. Juli:
  - Die Schlacht von Fromelles beginnt (Ablenkungsangriff für die Schlacht an der Somme; bis 21. Juli).
- 23. Juli:
  - Der russische Außenminister Sergei Sasonow tritt zurück, Boris Stürmer übernimmt sein Amt.
- 28. Juli:
  - Brody wird von den Russen eingenommen.

- 30. Juli:

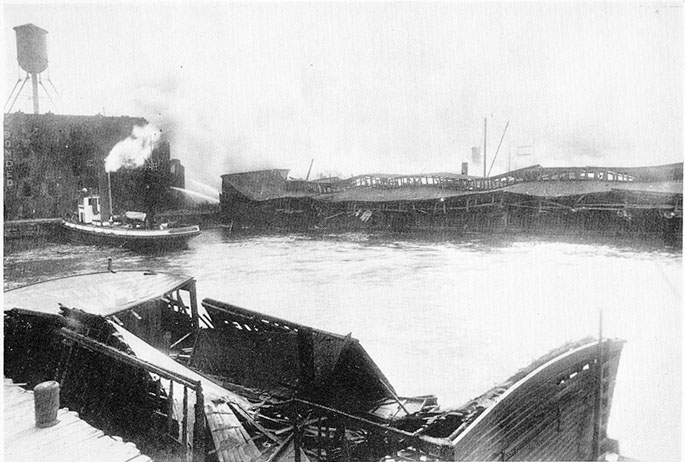
Zerstörungen im Hafen von Jersey City am 31. Juli

  - Black-Tom-Explosion im Hafen von Jersey City, USA
  - An der Ostfront wird die „Heeresfront Hindenburg“ gebildet.

### August 1916
- 2. August:
  - Paul von Hindenburg erhält den Oberbefehl über die gesamte deutsche Front zwischen der Ostsee und der Ukraine.
- 3. August:
  - Eine türkische Offensive am Suez-Kanal beginnt (bis 5. August).
  - Der Roman Das Feuer (Le Feu) von Henri Barbusse wird erstmals in Feuilleton-Form veröffentlicht.
- 6. August:
  - Die Sechste Isonzoschlacht beginnt (bis 16. August).
- 9. August:
  - Das Fort Thiaumont wird in einem Überraschungsangriff durch die Deutschen zurückerobert.
  - Görz fällt an die Italiener.
  - Mit der britischen HMS B10 wird erstmals ein U-Boot aus der Luft versenkt. Der Vorfall ereignet sich im Hafen von Venedig, Angreifer waren österreichisch-ungarische Flugboote.
- 10. August:
  - Stanislau fällt an die Russen.
- 12. August:
  - Reichskanzler Bethmann Hollweg und k.u.k. Außenminister Burian beschließen in Wien die Bildung eines polnischen Staates.
- 17. August:
  - Eine deutsch-bulgarische Offensive in Mazedonien beginnt, in der Teile Griechenlands besetzt werden.
  - Rumänien unterzeichnet einen Bündnisvertrag mit der Entente, der ihm große Gebietsgewinne auf Kosten Österreich-Ungarns und Bulgariens verspricht.
- 19. August:
  - Eine zweite große Seeschlacht zwischen der Hochseeflotte und der Grand Fleet wird knapp vermieden, die Briten verlieren zwei leichte Kreuzer.
- 23. August:
  - Im Berufungsverfahren in Berlin wird Karl Liebknecht zu über vier Jahren Haft verurteilt.
- 27. August:
  - Kriegserklärung Rumäniens an Österreich-Ungarn, rumänische Truppen marschieren in Siebenbürgen ein.
  - Kriegserklärung Italiens an das Deutsche Reich
- 28. August:
  - Kriegserklärung des Deutschen Reiches an Rumänien
- 29. August:
  - Erich von Falkenhayn wird als Generalstabschef durch Paul von Hindenburg abgelöst, Erich Ludendorff wird Erster Generalquartiermeister („Dritte OHL“), neuer deutscher Oberkommandierender der Ostfront wird Prinz Leopold von Bayern.
- 30. August:
  - Kriegserklärung des Osmanischen Reiches an Rumänien
  - Abbruch der diplomatischen Beziehungen Rumäniens zu Bulgarien
- 31. August:
  - Die 3. OHL legt das Hindenburg-Programm vor.

### September 1916
- 1. September:
  - Kriegserklärung Bulgariens an Rumänien
- 2. September:
  - Bei einem weiteren Angriff gegen London wird erstmals nach der Weiterentwicklung der engl. Flugabwehr eines der deutschen Luftschiffe von der Flugabwehr mit Phosphormunition direkt abgeschossen. In der Folge steigen die Verluste bei den Luftbombardierungen in England. Die deutsche Heeresführung stellt die Angriffe ein, weil das Verlustrisiko zu groß geworden war.[5]
- 3. September:
  - Beginn des Feldzuges der Mittelmächte gegen Rumänien
- 4. September:
  - Daressalam wird von den Briten erobert.
- 6. September:
  - Die Festung Tutrakan an der Donau wird von bulgarisch-deutschen Truppen erobert.
  - Die „Bestimmungen für den einheitlichen Oberbefehl der Zentralmächte und ihrer Verbündeten“ werden erlassen, die „Oberste Kriegsleitung“ soll beim deutschen Kaiser liegen (de facto bei der OHL).[8]
- 10. September:
  - Die Festung Silistra an der Donau wird von bulgarisch-deutschen Truppen erobert.
- 12. September:
  - Die alliierte Monastir-Offensive beginnt.
- 13. September:
  - Ein griechisches Armeekorps begibt sich bei Kavala unter deutschen Schutz.
- 14. September:
  - Die Siebte Isonzoschlacht beginnt (bis 18. September).

- 15. September:

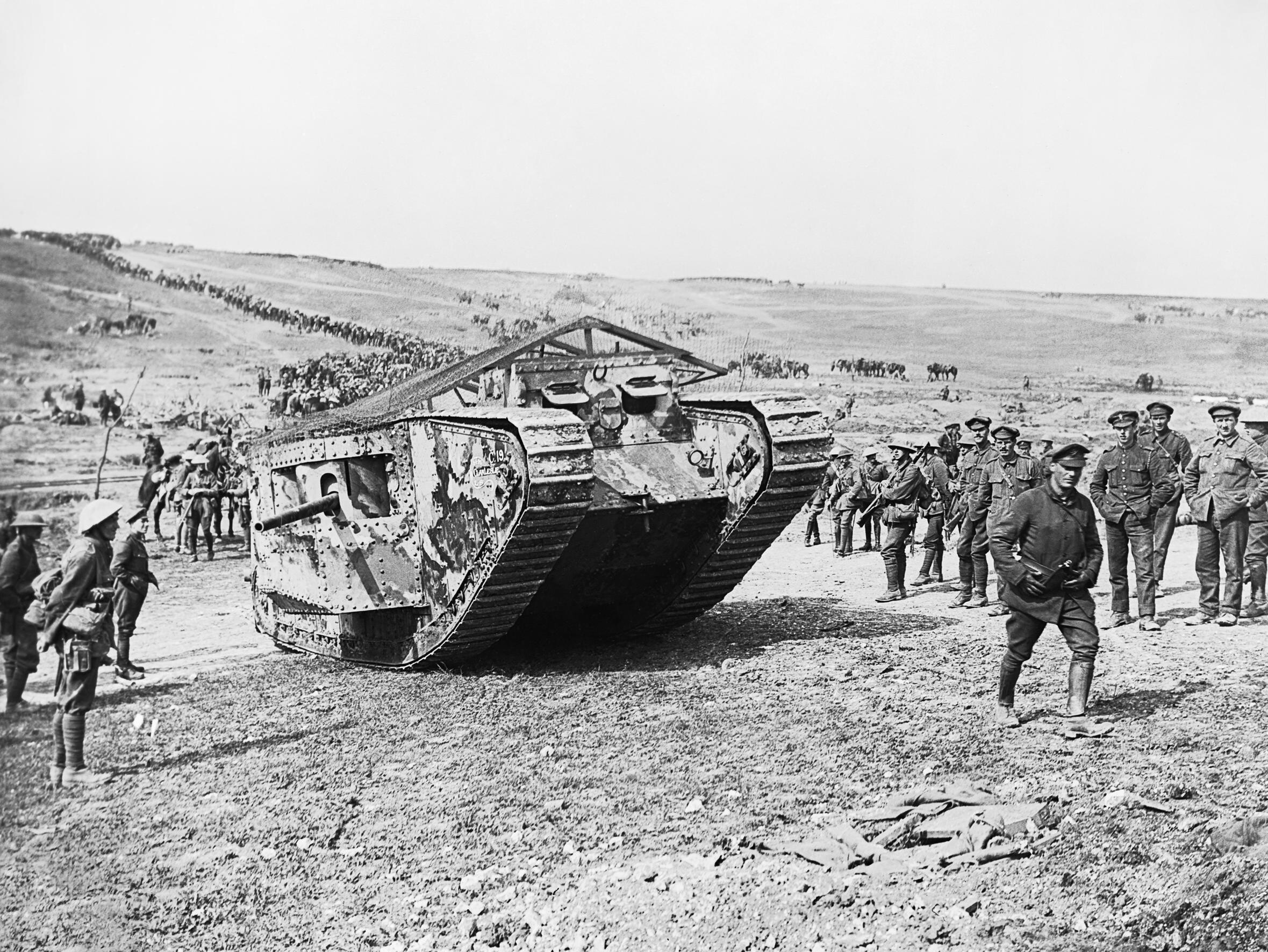
Britischer Mark-I-Panzer (männlich) bei Flers/Courcelette, 15. September 1916

  - erster Einsatz von Tanks durch die Briten an der Somme bei Flers – Courcelette
- 16. September:
  - Nikolaos Kalogeropoulos wird griechischer Ministerpräsident.
- 18. September:
  - Eine deutsche Offensive gegen die rumänische Armee in Siebenbürgen beginnt.
  - Florina wird von den Alliierten zurückerobert.
- 19. September:
  - Tabora in Deutsch-Ostafrika wird von belgischen Truppen eingenommen.
- 22. September
  - Die Schlacht von Hermannstadt beginnt (bis 29. September), deutscher Angriff unter dem Befehl Falkenhayns.
- 23. September:
  - Der Bau der Siegfriedstellung beginnt. Sie ist Teil des Hindenburg-Programms.
- 29. September:
  - Eine rumänische Gegenoffensive an der Donau beginnt (bis 5. Oktober).
  - Eleftherios Venizelos etabliert auf Kreta eine griechische Gegenregierung.

### Oktober 1916
- 4. Oktober:
  - Der französische Truppentransporter Gallia wird im Mittelmeer von U 35 versenkt.
  - Bildung der „Heeresfront Erzherzog Karl“ an der Ostfront
- 7. Oktober:
  - Die Reichstagsfraktion der Zentrumspartei erklärt, die Entscheidung über den uneingeschränkten U-Boot-Krieg sei der OHL zu überlassen, damit haben die Befürworter erstmals die Oberhand im Reichstag.
- 8. Oktober:
  - Per Kabinettsorder werden die deutschen Luftstreitkräfte einem einheitlichen Oberbefehl unterstellt.
  - Das Erscheinen des SPD-Parteiorgans Vorwärts wird zum wiederholten Mal verboten, in der Folge übernimmt der Parteivorstand die Kontrolle über das Blatt.
  - Kronstadt wird von der k.u.k. Armee eingenommen.
- 9. Oktober:
  - Die Achte Isonzoschlacht beginnt (bis 12. Oktober).
  - Venizelos landet in Saloniki, er will eine Armee aufstellen, die an der Seite der Alliierten kämpfen soll.
- 10. Oktober:
  - Spyridon Lambros wird neuer griechischer Ministerpräsident.
- 11. Oktober:
  - Nach einem alliierten Ultimatum wird die griechische Flotte übergeben.
  - Der preußische Kriegsminister Adolf Wild von Hohenborn ordnet die Judenzählung im deutschen Heer an.
  - Der Reichstag beschließt eine Verlängerung der bis Anfang 1917 dauernden Legislaturperiode um ein Jahr.
- 16. Oktober:
  - T. E. Lawrence erreicht Dschidda, wo er zum Berater von Prinz Faisal wird.
- 21. Oktober:
  - massive französische Artillerieangriffe auf die Forts Douaumont und Vaux
  - Der k.k. Ministerpräsident Karl Graf Stürgkh wird in Wien von dem Sozialdemokraten Friedrich Adler erschossen.
- 23. Oktober:
  - Das Fort Douaumont wird von den Deutschen aufgegeben.
  - Constanța wird von deutschen Truppen unter Generalfeldmarschall August von Mackensen erobert.
- 24. Oktober:
  - französischer Großangriff bei Verdun
- 28. Oktober:
  - Oswald Boelcke, der bis dahin erfolgreichste deutsche Jagdflieger, stirbt nach einem Zusammenstoß.
- 29. Oktober:
  - Hussein ibn Ali erklärt sich zum König der Araber.
  - Hermann von Stein wird neuer preußischer Kriegsminister.

### November 1916
- 1. November:
  - Die Neunte Isonzoschlacht beginnt (bis 4. November).
  - Im Deutschen Reich wird das Kriegsamt gegründet.
  - Durchführung der Judenzählung
- 2. November:
  - Das Fort Vaux wird von den Deutschen aufgegeben und gesprengt.
- 5. November:
  - Das Regentschaftskönigreich Polen wird von den Mittelmächten proklamiert.
  - Kronprinz und Großer Kurfürst werden in der Nordsee torpediert.
- 7. November:
  - Präsident Woodrow Wilson gewinnt die Präsidentschaftswahl in den Vereinigten Staaten.
- 13. November:
  - Die Schlacht an der Ancre beginnt (bis 18. November), mit ihr endet die Schlacht an der Somme nach enormen Verlusten beider Seiten.
- 15. November:
  - erneute Konferenz der Alliierten in Chantilly, bei der die Planungen für Offensiven im Jahr 1917 koordiniert werden
- 19. November:
  - Monastir wird von den Alliierten eingenommen.
  - Die Alliierten fordern in einem Ultimatum die Ausweisung der Gesandten der Mittelmächte aus Griechenland.
- 21. November:
  - Franz Joseph I. stirbt, Nachfolger wird sein Großneffe Karl I.
  - Britannic sinkt nach Minentreffer in der Ägäis (größtes versenktes Nicht-Kriegsschiff im Ersten Weltkrieg, Schwesterschiff der Titanic).
- 23. November:
  - Truppen unter August von Mackensen überschreiten bei Zimnicea die Donau.
  - Die provisorische griechische Regierung unter Venizelos erklärt Deutschland und Bulgarien den Krieg.
  - Lanoe Hawker wird bei Bapaume von Manfred von Richthofen abgeschossen.
- 24. November:
  - Der russische Ministerpräsident Boris Stürmer tritt zurück, sein Nachfolger wird Alexander F. Trepow.
- 25. November:
  - Arthur Zimmermann wird neuer Staatssekretär des Äußeren in Nachfolge Gottlieb von Jagows.
- 29. November:
  - David Beatty folgt John Jellicoe als Oberbefehlshaber der Grand Fleet.
- 30. November:
  - König Konstantin I. weist das alliierte Ultimatum vom 19. November zurück. Alliierte Truppen landen in Piräus.

### Dezember 1916
- 1. Dezember:
  - Die Schlacht am Argesch beginnt (bis 3. Dezember).
- 5. Dezember:
  - Der britische Premierminister Herbert Henry Asquith reicht seinen Rücktritt ein, sein Nachfolger wird David Lloyd George.
  - Ein provisorischer Staatsrat für das Königreich Polen wird in Warschau geschaffen.

- 6. Dezember:

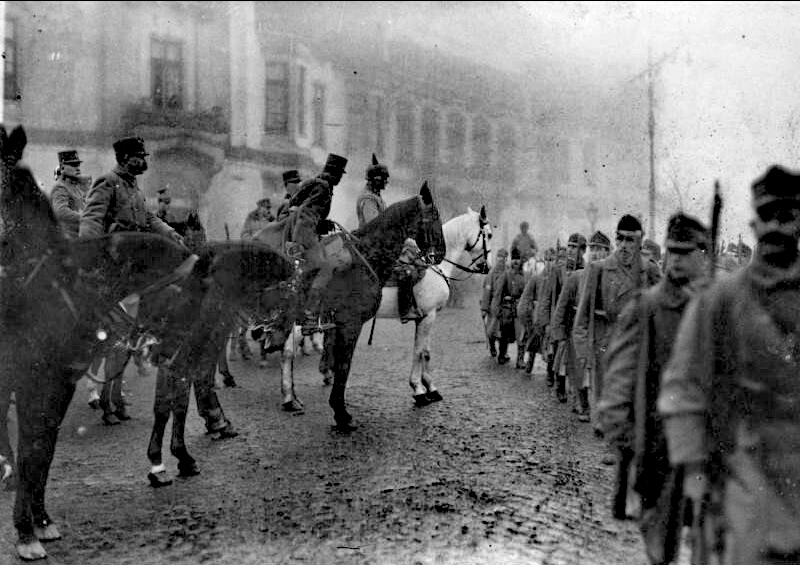
Einmarsch österreich-ungarischer Truppen in Bukarest am 6. Dezember 1916; zu Pferde Generalfeldmarschall von Mackensen

  - Bukarest wird von Truppen der Mittelmächte besetzt. Die rumänische Armee ist im Rückzug auf den Sereth, die Regierung war zuvor nach Iași umgezogen. Der Brite John Norton-Griffiths sabotiert erfolgreich die rumänischen Ölfelder, bevor deutsche Truppen sie erreichen können.
  - Im Deutschen Reich tritt das Gesetz über den vaterländischen Hilfsdienst in Kraft (Beschluss am Vortag).
- 7. Dezember:
  - Die russische Offensive in den Karpaten wird beendet.
- 8. Dezember:
  - Die Blockade Griechenlands durch alliierte Seestreitkräfte beginnt.
- 11. Dezember:
  - Die alliierte Offensive in Mazedonien wird eingestellt.
- 12. Dezember:
  - Bethmann Hollweg verkündet im Reichstag das Friedensangebot der Mittelmächte.
- 13. Dezember:
  - Eine britische Offensive in Mesopotamien beginnt unter Frederick Stanley Maude.
  - Bei einer Serie von Lawinenabgängen in den Südalpen sterben mehrere tausend Soldaten beider Seiten.
- 14. Dezember:
  - Der russische Außenminister Nikolai Pokrowski weist das Friedensangebot vom 12. Dezember zurück.
  - Regierungsumbildung in Frankreich, neuer Kriegsminister wird Hubert Lyautey, Albert Thomas Minister für Bewaffnung.
- 15. Dezember:
  - Eine begrenzte französische Offensive auf dem Ostufer der Maas bei Verdun bringt Erfolge.
- 18. Dezember:
  - Präsident Wilson fordert alle kriegführenden Mächte auf, ihre Friedensbedingungen offenzulegen.
- 19. Dezember:
  - David Lloyd George lehnt vor dem Unterhaus das deutsche Friedensangebot ab.
- 20. Dezember:
  - Heinrich Graf Clam-Martinic wird neuer österreichischer Ministerpräsident.
- 21. Dezember:
  - Eine britische Offensive auf dem Sinai beginnt.
- 22. Dezember:
  - Die Schlacht bei Rimnicul-Sarat beginnt (bis 27. Dezember).
  - Ottokar Graf Czernin wird neuer k.u.k. Minister des Äußeren.
- 26. Dezember:
  - General Joseph Joffre geht zwangsweise in den Ruhestand, sein Nachfolger wird Robert Nivelle.
  - Das Deutsche Reich erklärt sich zur Teilnahme an einer Friedenskonferenz entsprechend ihrem Friedensangebot vom 12. Dezember bereit, lehnt aber eine amerikanische Vermittlung ab.
- 30. Dezember:
  - Die Alliierten geben gemeinsam bekannt, dass sie das Friedensangebot der Mittelmächte als unaufrichtig zurückweisen.
  - Rasputin wird in Petrograd ermordet.

## 1917

### Januar 1917
- 5. Januar:
  - Brăila wird von den Mittelmächten eingenommen.
  - Eine russische Offensive an der Kurländischen Aa beginnt (bis 11. Januar).
- 9. Januar:
  - Schlacht von Rafah, die Türken müssen den Sinai räumen.
  - Kaiser Wilhelm II. gibt dem Drängen der OHL zum uneingeschränkten U-Boot-Krieg trotz (zurückhaltender) Bedenken Bethmann Hollwegs nach.
  - Nikolaus II. ernennt Nikolai D. Golizyn zum neuen russischen Ministerpräsidenten.
- 10. Januar:
  - Die alliierten Regierungen antworten auf ihrer Konferenz in Rom auf Präsident Wilsons Note vom 18. Dezember. Sie verlangen von den Mittelmächten die Räumung der besetzten Gebiete, die Rückgabe Elsass-Lothringens an Frankreich, die Rückgabe Polens an Russland und die Wiederherstellung der Eigenständigkeit Belgiens, Serbiens und Montenegros.
- 11. Januar:
  - Die Reichsregierung teilt den neutralen Staaten ihre Friedensbedingungen mit.
- 12. Januar:
  - Die Entente-Mächte geben ihre Antwort auf den Friedensappell des US-Präsidenten vom 21. Dezember bekannt (vergleiche 10. Januar).
  - Hungerproteste vor dem Hamburger Rathaus, weitere Proteste im Steckrübenwinter folgen.
- 14. Januar:
  - Eröffnung des Polnischen Staatsrates in Warschau
- 15. Januar:
  - Der mexikanische Präsident Venustiano Carranza fordert den sofortigen Rückzug der US-Strafexpedition.
- 16. Januar:
  - Die Zimmermann-Depesche wird abgeschickt und von der britischen Funkaufklärung (Room 40) abgefangen.
- 17. Januar:
  - Die dänischen Jungferninseln werden von den USA übernommen.
- 18. Januar:
  - Präsident Wilson ordnet den Rückzug der Mexiko-Expedition an.
- 22. Januar:
  - In einer Senatsrede fordert Präsident Wilson einen „Frieden ohne Sieg“ und ein Selbstbestimmungsrecht der Völker.
- 23. Januar:
  - Eine deutsche Offensive gegen Riga beginnt (bis 3. Februar).
- 31. Januar:
  - In einer Note kündigt die deutsche Regierung den USA die Aufnahme des uneingeschränkten U-Boot-Kriegs zum 1. Februar an.

### Februar 1917
- Im Verlauf des Monats eskalieren die Schwierigkeiten in der Nahrungsmittelversorgung der deutschen Bevölkerung, die durchschnittliche Tagesration sinkt auf 1000 Kilokalorien pro Tag (Durchschnittsbedarf: 2410 Kilokalorien).
- 1. Februar:
  - Konferenz der Entente-Mächte in Petrograd
- 3. Februar:
  - Der US-Frachter Housatonic wird durch U 53 versenkt.
  - Die USA brechen die Beziehungen zum Deutschen Reich ab und fordern andere neutrale Staaten zum gleichen Schritt auf.
- 6. Februar:
  - Die Regierung Mexikos kündigt für den Fall eines Kriegseintritts der USA ihre Neutralität an.
- 9. Februar
  - Das Unternehmen Alberich beginnt, Rücknahme eines Frontbogens mit massiven Zerstörungen („Verbrannte Erde“).
- 12. Februar:
  - französisch-russischer Geheimvertrag
- 13. Februar:
  - Mata Hari wird in Paris verhaftet.
- 19. Februar:
  - US-Diplomaten wird die durch Room 40 entschlüsselte Zimmermann-Depesche zugespielt.
- 23. Februar:
  - Die Briten überschreiten den Tigris und erobern Kut.
- 24. Februar:
  - Präsident Wilson erhält Kenntnis von der Zimmermann-Depesche.
- 25. Februar:
  - Der britische Dampfer Laconia wird auf der Fahrt von New York nach Großbritannien durch U 50 versenkt.
- 26. Februar:
  - Präsident Wilson spricht vor dem Kongress und kündigt die Bewaffnung von US-Handelsschiffen an.
  - anglo-französische Konferenz von Calais
- 27. Februar:
  - Großdemonstration in Petrograd zur Eröffnung der Duma
- 28. Februar:
  - Der Inhalt der Zimmermann-Depesche wird an die Presse gegeben.

### März 1917
- 1. März:
  - Franz Conrad von Hötzendorf wird als k.u.k. Generalstabschef durch Arthur Arz von Straußenburg abgelöst.
- 3. März (18. Februar):[1]
  - In den Petrograder Putilow-Werken bricht ein Streik aus.
- 5. März:
  - Die Bewaffnung von US-Handelsschiffen beginnt.
- 8. März (23. Februar):[1]
  - Beginn der Februarrevolution 1917: Allgemeiner Streik in Petrograd. Nikolaus II. begibt sich an die Front.
- 10. März:
  - Zusammenstöße zwischen Demonstranten und Militär in Petrograd, Teile der Petrograder Garnison solidarisieren sich mit den Demonstranten.
- 11. März:
  - Nikolaus II. löst die Duma auf.
  - Bagdad wird von den Briten eingenommen.
- 12. März (27. Februar):[1]
  - Das Parlament ergreift in Petrograd die Macht von der zaristischen Regierung. Mitwirkung der Duma an der Revolution, Konstituierung des Petrograder Sowjets („Roter Montag“).
- 14. (1.) März:[1]
  - Befehl Nr. 1 des Petrograder Sowjets, Bildung von Soldatenräten
- 15. (2.) März:[1]
  - Nikolaus II. dankt ab, Bildung einer Provisorischen Regierung unter Fürst Georgi Lwow.
- 16. März:
  - Abschluss des Unternehmens Alberich: deutscher Rückzug auf die Siegfriedstellung (bis 19. März)
- 17. (4.) März:[1]
  - Bildung der Zentralna Rada in Kiew
  - Rücktritt Aristide Briands als französischer Ministerpräsident. Alexandre Ribot bildet eine neue Regierung.
- 18. (5.) März:[1]
  - Der neue russische Außenminister Pawel Miljukow kündigt an, sein Land werde bis zum Sieg weiterkämpfen.
- 22. März:
  - Anerkennung der Provisorischen Regierung in Russland durch die USA
  - Der Hilfskreuzer Möve trifft nach seiner zweiten und letzten Atlantikfahrt wieder in Kiel ein (kaperte insgesamt 39 gegnerische Handelsschiffe).
- 24. März:
  - Anerkennung der Provisorischen Regierung in Russland durch Frankreich, Großbritannien und Italien
  - geheimes Friedensangebot Karls I. an Raymond Poincaré durch seinen Schwager Prinz Sixtus von Bourbon-Parma
- 26. März:
  - erste Schlacht um Gaza
- 27. (14.) März:[1]
  - Der Petrograder Sowjet fordert in seinem „Aufruf an die Völker der ganzen Welt“ die Proletarier aller Länder auf, ihre Regierungen unter Druck zu setzen, damit diese möglichst bald in Friedensverhandlungen eintreten.

### April 1917
- 2. April:

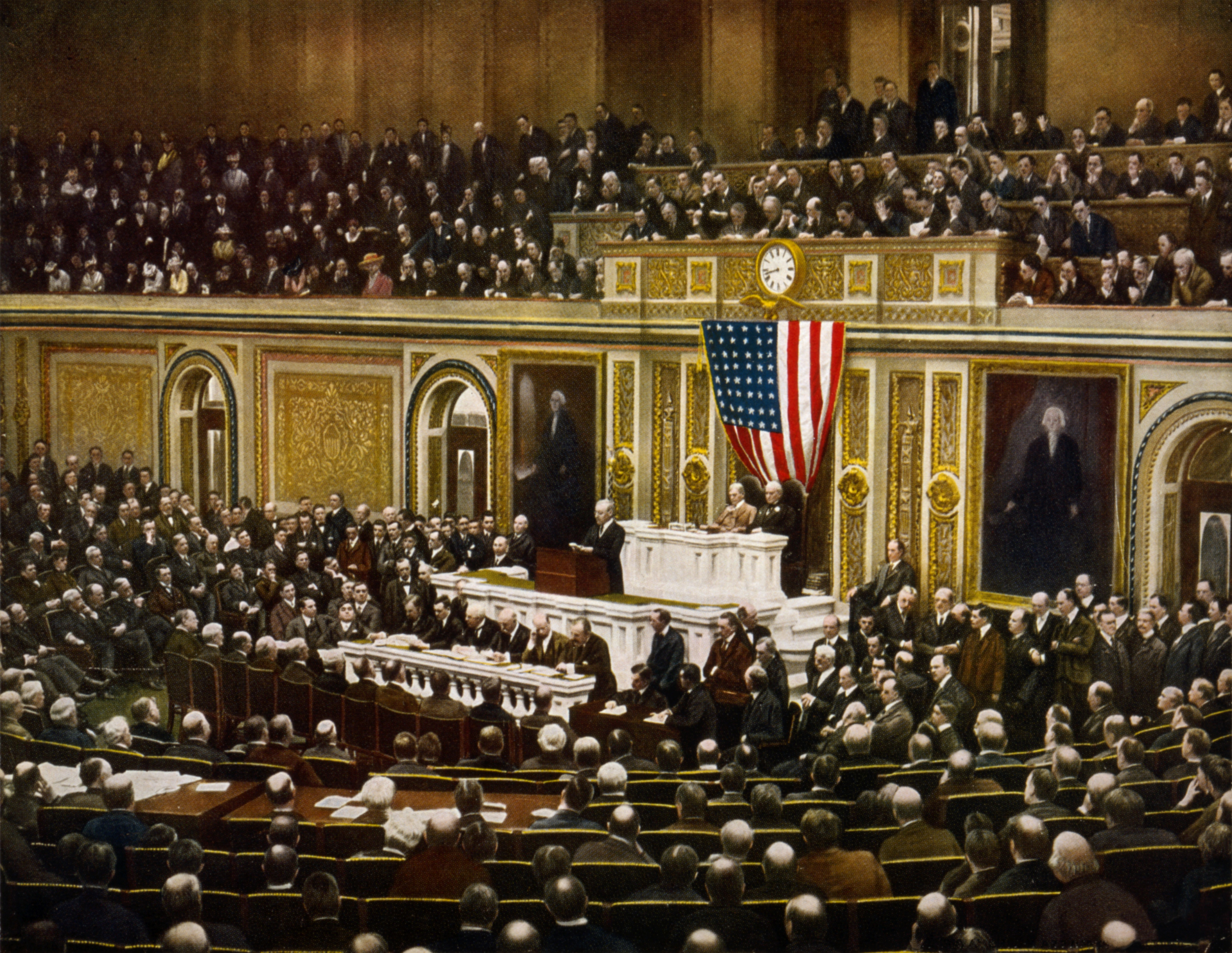
Woodrow Wilson erbittet am 2. April 1917 vom Kongress die Kriegserklärung an das Deutsche Reich

  - Woodrow Wilson erbittet von dem in einer Joint Session versammelten Kongress der Vereinigten Staaten die Kriegserklärung an das Deutsche Reich.
- 4. April:
  - Der US-Senat votiert mit 82 zu 6 Stimmen für die Kriegserklärung an das Deutsche Reich.[9]
- 6. April:
  - Das US-Repräsentantenhaus votiert gegen 3 Uhr morgens Washingtoner Ortszeit mit 373 zu 50 für die Kriegserklärung der Vereinigten Staaten an das Deutsche Reich, die damit beschlossen ist.[10]
- 6.–8. April:
  - In Gotha wird die Unabhängige Sozialdemokratische Partei Deutschlands (USPD) gegründet.
- 7. April:
  - Osterbotschaft des deutschen Kaisers, er stellt eine Reform des preußischen Dreiklassenwahlrechts nach dem Krieg in Aussicht.
  - Kriegserklärungen Kubas und Panamas an das Deutsche Reich
- 9. April:
  - Die Schlacht von Arras beginnt (bis 16. Mai).
  - Abbruch der diplomatischen Beziehungen Österreich-Ungarns zu den USA
  - Lenin durchfährt auf seiner Rückreise aus der Schweiz nach Russland das Deutsche Reich.
- 10. April:
  - Die Polnische Wehrmacht wird gebildet.
  - Abbruch der diplomatischen Beziehungen Bulgariens zu den USA
  - Alexander von Krobatin tritt als k.u.k. Kriegsminister zurück, Nachfolger wird Rudolf Stöger-Steiner von Steinstätten.
- 11. April:
  - Kriegserklärung des Osmanischen Reiches an die USA
- 13. April:
  - In den USA wird das Committee on Public Information gebildet.
- 16. April:
  - Die Schlacht an der Aisne beginnt (bis 9. Mai). Erster Einsatz französischer Panzer.
  - Beginn von „Aprilstreiks“ im Deutschen Reich
  - Abbruch der diplomatischen Beziehungen Brasiliens zum Deutschen Reich
  - Lenin trifft in Petrograd ein.
- 17. (4.) April:[1]
  - Lenin verkündet seine „Aprilthesen“.
- 19. April:
  - zweite Schlacht um Gaza
  - Die Mehrheits-SPD fordert Parlamentarisierung Deutschlands.
  - Die Regierungschefs Großbritanniens, Frankreichs und Italiens, David Lloyd George, Alexandre Ribot und Paolo Boselli (in Begleitung von Außenminister Sidney Sonnino) treffen sich im französischen Saint-Jean-de-Maurienne, um über eine Beteiligung Italiens an der Nackriegsbesetzung Anatoliens zu beraten. Die Verhandlungen, die sich mit Unterbrechungen bis zum 7. August hinziehen, führen zur Vereinbarung von Saint-Jean-de-Maurienne.
- 20. April:
  - Raid deutscher Torpedoboote auf Dover
- 22. April:
  - zweite Schlacht am Dojransee
- 23. April:
  - Kreuznacher Kriegszielkonferenz: weitreichende deutsche Annexionsziele
- 24. April:
  - Raid deutscher Torpedoboote auf Dünkirchen
- 28. April:
  - Der US-Kongress stimmt für ein allgemeines Wehrpflichtgesetz (Selective Service Act).
- 29. April:
  - Beginn von Meutereien im französischen Heer
  - Philippe Pétain wird Chef des französischen Generalstabs.

### Mai 1917
- 1. Mai (18. April):[1]
  - Die Miljukow-Note wird versendet, sie ist Anlass zu einer Regierungskrise in Russland.
- 4. Mai:
  - Eine Flottille amerikanischer Zerstörer erreicht Irland.
- 5. Mai:
  - Die Regierung Ribot gewinnt eine Vertrauensabstimmung.
- 9. Mai:
  - Eine alliierte Frühjahrsoffensive an der Mazedonienfront beginnt.
- 10. Mai:
  - John J. Pershing wird zum Oberbefehlshaber der American Expeditionary Forces ernannt.
- 12. Mai (29. April):[1]
  - Die Zehnte Isonzoschlacht beginnt (bis 5. Juni).
  - Der russische Kriegsminister Alexander Gutschkow tritt zurück.
- 15. (2.) Mai:[1]
  - Philippe Pétain löst Robert Nivelle als Oberbefehlshaber an der Westfront ab, Ferdinand Foch wird Chef des Generalstabs.
  - Der russische Außenminister Miljukow tritt zurück.
  - Seegefecht in der Straße von Otranto
- 17. (4.) Mai:[1]
  - Leo Trotzki kehrt aus dem Exil nach Russland zurück.
- 18. (5.) Mai:[1]
  - Regierungsumbildung in Russland, Alexander Kerenski wird neuer Kriegsminister, Sozialrevolutionäre und Menschewiki treten in die Regierung ein.
  - In den USA beginnt die Wehrerfassung aller Männer zwischen 21 und 30 Jahren.
- 19. Mai:
  - Friedrich Adler wird in Wien wegen der Ermordung von Ministerpräsident Karl Graf Stürgkh zum Tode verurteilt.
- 20. Mai:
  - Die serbische Regierung zieht von Korfu nach Saloniki um.
- 23. Mai:
  - István Graf Tisza tritt als ungarischer Ministerpräsident zurück. Nachfolger wird Moritz Esterházy de Galantha.
- 25. Mai:
  - Erster großer Bomberangriff auf England durch Gotha G.IV-Großflugzeuge; das Ziel London wird nicht gefunden.
- 26. Mai:
  - Das Hospitalschiff Dover Castle wird im Mittelmeer durch SM UC 67 versenkt.
- 28. Mai:
  - General Pershing und sein Stab verlassen die USA nach Europa.
- 30. Mai:
  - Das Vorbereitungsfeuer bei Messines beginnt.

### Juni 1917
- 2. Juni:

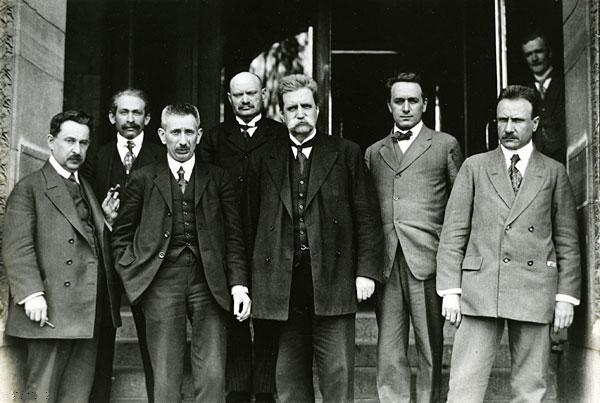
Delegierte der Stockholmer Friedenskonferenz am 29. Mai 1917

  - Die Stockholmer Friedenskonferenz europäischer Sozialisten beginnt.
- 3. Juni:
  - Italien proklamiert ein Protektorat über Albanien.
- 4. Juni:
  - Der russische Kriegsminister Kerenski zwingt Michail Alexejew zum Rücktritt als Chef der Stawka, neuer Oberbefehlshaber wird Alexei Brussilow.
  - Die französische Regierung beschließt die Aufstellung einer Armee aus polnischen Exilanten („Blaue Armee“).
- 7. Juni:
  - Die Schlacht von Messines beginnt (bis 14. Juni). Allein bei Minenexplosionen sterben an diesem Tag wahrscheinlich um die 10.000 deutsche Soldaten.
- 8. Juni:
  - Mit Ankunft der Vorhut der amerikanischen Expeditionsstreitkräfte in Liverpool, treffen die ersten US-Soldaten in Europa ein.[11]
- 10. Juni:
  - Eine italienische Offensive in Südtirol beginnt.
- 12. Juni:
  - König Konstantin I. von Griechenland dankt unter alliiertem Druck ab. Nachfolger wird sein Sohn Alexander.
- 13. Juni:
  - Erster Gotha-Angriff auf London, bei dem 162 Menschen getötet und hunderte weitere verletzt werden.
  - Ankunft des Stabes der AEF unter General Pershing in Paris.[11]
- 14. Juni:
  - Die britische Admiralität beschließt aufgrund der hohen Verluste im U-Boot-Krieg die Einführung des Konvoi-Systems.
- 15. Juni:
  - In den USA tritt der Espionage Act in Kraft.
- 17. Juni:
  - erster Einsatz portugiesischer Truppen an der Westfront
- 21. Juni:
  - Meuterei in der russischen Schwarzmeerflotte
- 23. Juni:
  - Ernst Ritter von Seidler wird österreichischer Ministerpräsident.
- 26. Juni:
  - Die ersten US-Kampftruppen (Teile der 1st Infantry Division) landen in Saint-Nazaire, Frankreich.
- 27. Juni:
  - Batterie Pommern, das größte Geschütz der Welt, feuert zum ersten Mal von Koekelare nach Dünkirchen (± 50 km).
  - Eleftherios Venizelos proklamiert in Athen seine Regierung und tritt der Entente bei.
- 28. Juni:
  - Ein erfolgreicher deutscher Angriff bei Verdun vereitelt eine dort geplante französische Offensive.
- 29. Juni
  - Griechenland erklärt den Mittelmächten den Krieg.

### Juli 1917
- 1. Juli:
  - Die Kerenski-Offensive beginnt.
- 6. Juli:
  - Matthias Erzberger fordert im Reichstag einen Verständigungsfrieden. Der Interfraktionelle Ausschuss der Mehrheitsparteien wird gebildet.
  - Akaba wird von arabischen Aufständischen eingenommen.
- 7. Juli
  - Der bisher größte Luftangriff auf London fordert 54 Tote und 190 Verwundete.
- 9. Juli:
  - Eidkrise in Polen
  - Bei der Explosion des Dreadnought-Schlachtschiffs HMS Vanguard in Scapa Flow sterben 840 Mann der Besatzung.
- 11. Juli:
  - Hindenburg und Ludendorff fordern die Absetzung von Reichskanzler Bethmann Hollweg.
- 12. Juli:
  - Regierungskrise im Deutschen Reich, fünf Staatssekretäre reichen ihren Rücktritt ein.
  - erster Einsatz von Senfgas durch deutsche Truppen bei Ypern
- 14. Juli:
  - Reichskanzler Bethmann Hollweg tritt zurück. Nachfolger wird Georg Michaelis.
- 15. Juli:
  - Die russische provisorische Regierung kündigt die Anerkennung der Unabhängigkeit der Ukraine an.

- 16. (3.) Juli:[1]

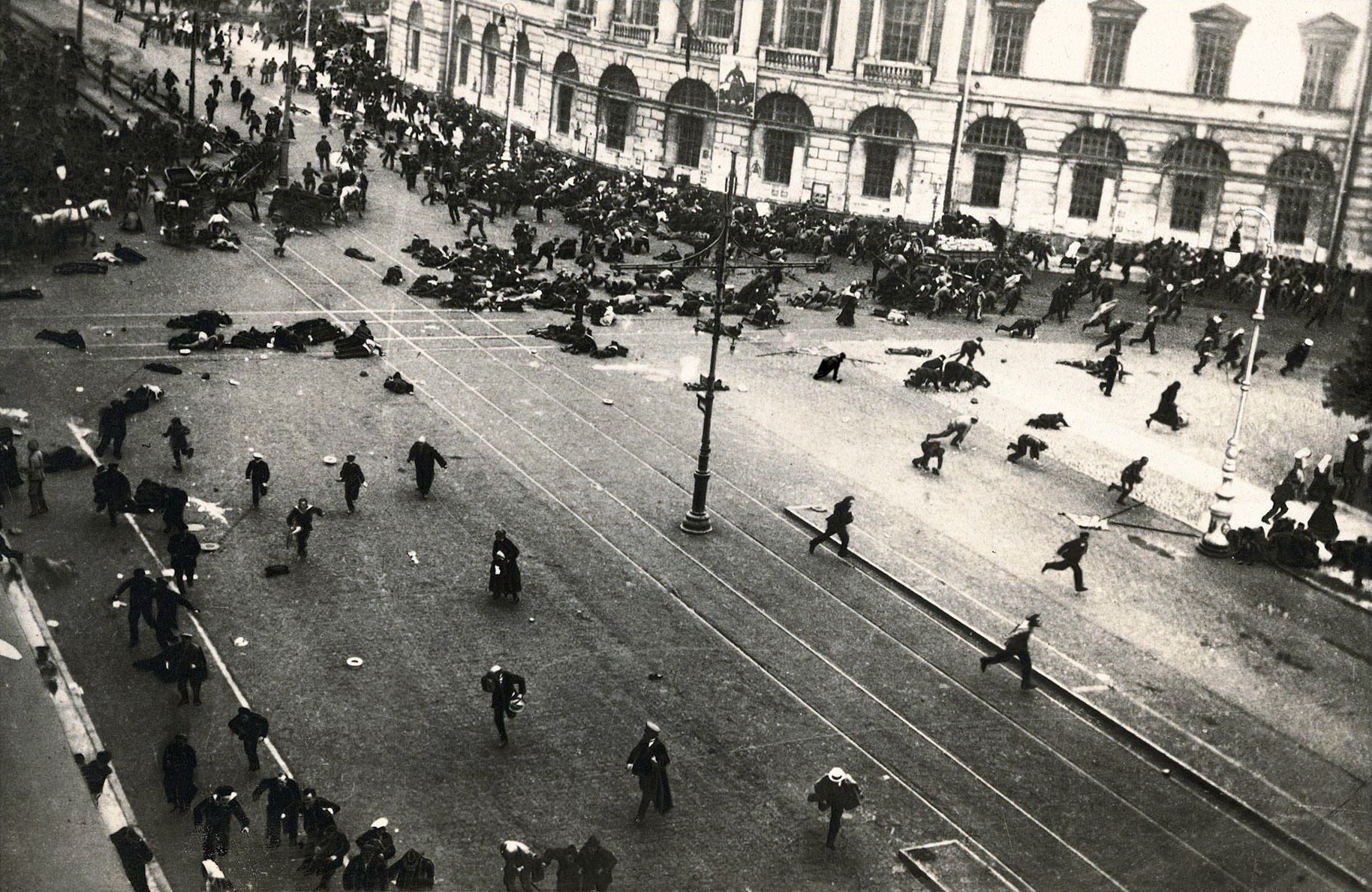
Schießerei auf dem Petrograder Newski-Prospekt am 17. (4.) Juli 1917

  - Juliaufstand in Petrograd (bis 20. [7.] Juli)
- 18. Juli:
  - Winston Churchill wird britischer Munitionsminister.
- 19. Juli:
  - Die Kerenski-Offensive ist gescheitert, Beginn des deutschen Gegenangriffs (Tarnopol-Offensive, bis Ende des Monats).
  - Friedensresolution des Reichstags
- 20. Juli:
  - Deklaration von Korfu über die Absicht zur Gründung eines südslawischen Staates unter Herrschaft des Hauses Karađorđević.
- 21. (8.) Juli:[1]
  - Rücktritt der Regierung Lwow in Russland. Neuer Regierungschef wird Alexander Kerenski.
- 22. Juli:
  - Die Schlacht von Mărăști beginnt (bis 1. August).
- 31. Juli:
  - Die Dritte Flandernschlacht beginnt (bis 6. November).

### August 1917
- 1. August (19. Juli):[1]
  - Alexei Brussilow wird als russischer Oberkommandierender durch Lawr G. Kornilow ersetzt.
- 2. August:
  - Czernowitz wird durch k.u.k. Truppen zurückerobert.
  - Nach achtmonatiger Kaperfahrt strandet der Hilfskreuzer Seeadler vor Maupihaa (Polynesien).
- 5. August:
  - Richard von Kühlmann wird Staatssekretär des Auswärtigen Amtes.
  - Leo Trotzki wird durch die Provisorische Regierung verhaftet.
  - Meutereien in der deutschen Hochseeflotte in Wilhelmshaven
- 6. August:
  - Die Schlacht von Mărășești beginnt (bis 8. September).
- 8. August:
  - Die zweite Schlacht von Oituz beginnt (bis 20. August).
- 14. August:
  - Kriegserklärungen Chinas an das Deutsche Reich und Österreich-Ungarn
- 15. August:
  - Die Friedensnote Dès le début von Benedikts XV. wird veröffentlicht (vom 1. August).
  - In Lausanne wird das Polnische Nationalkomitee unter Roman Dmowski gegründet.
  - Die Schlacht um Hügel 70 bei Lens beginnt (bis 25. August).
- 17. August:
  - Die Elfte Isonzoschlacht beginnt (bis 12. September).
- 18. August:
  - Die Altstadt von Saloniki brennt nieder.
- 20. August:
  - Eine französische Offensive bei Verdun beginnt.
- 26. August
  - Rückeroberung der Höhe „Toter Mann“

### September 1917
- 2. September:
  - Alfred von Tirpitz und Wolfgang Kapp gründen in Königsberg die Deutsche Vaterlandspartei.

- 3. September:

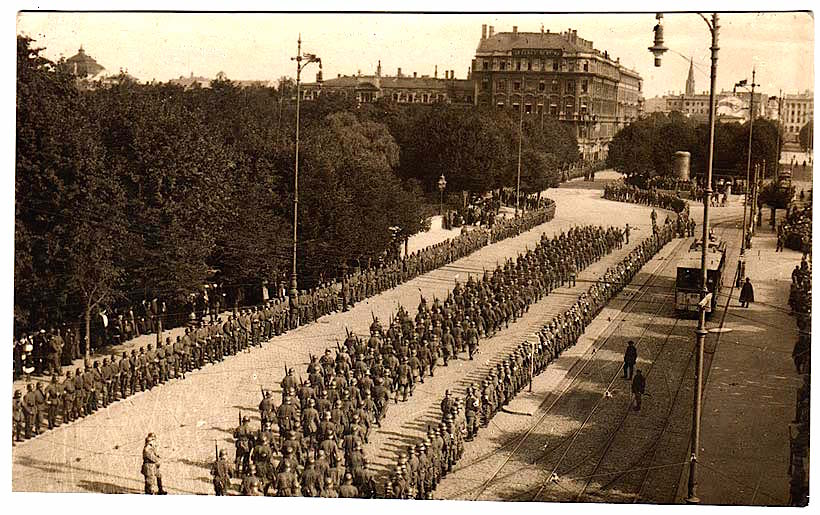
Einmarsch deutscher Truppen in Riga, 3. September 1917

  - Riga wird im Zuge der Schlacht um Riga durch deutsche Truppen erobert.
- 7. September:
  - Die Regierung Ribot tritt zurück. Die neue französische Regierung wird von Paul Painlevé gebildet.
- 12. September:
  - Eine vorläufige polnische Verfassung tritt in Kraft.
- 14. September:
  - Der Kornilow-Putsch ist gescheitert. Kerenski ruft die Republik aus.

### Oktober 1917
- 8. Oktober:
  - Regierungsumbildung in Russland
- 9. Oktober:
  - Richard von Kühlmann erklärt im Reichstag, Deutschland werde nicht auf Elsass-Lothringen verzichten.
  - Leo Trotzki wird Vorsitzender des Petrograder Sowjets.
- 12. Oktober:
  - Das Unternehmen Albion beginnt.
- 15. Oktober:
  - In Polen wird der Regentschaftsrat vereidigt.
  - Mata Hari wird in Vincennes erschossen.
- 19./20. Oktober:
  - Bei der Rückkehr von einem Geschwaderangriff auf London mit elf deutschen Zeppelinen unter Führung von Horst Treusch von Buttlar-Brandenfels (Silent Raid) gehen fünf der Luftschiffe verloren.
- 21. Oktober:
  - Amerikanische Truppen werden zum ersten Mal an der Front eingesetzt.
- 23. Oktober:
  - Französische Truppen beginnen eine begrenzte Offensive am Chemin des Dames, der von den Deutschen geräumt wird (bis 25. Oktober).
  - Louis Barthou wird französischer Außenminister.
- 24. Oktober:
  - Die Zwölfte Isonzoschlacht beginnt (bis 12. November), sie führt zum zeitweiligen Zusammenbruch der italienischen Front.

- 26. Oktober:

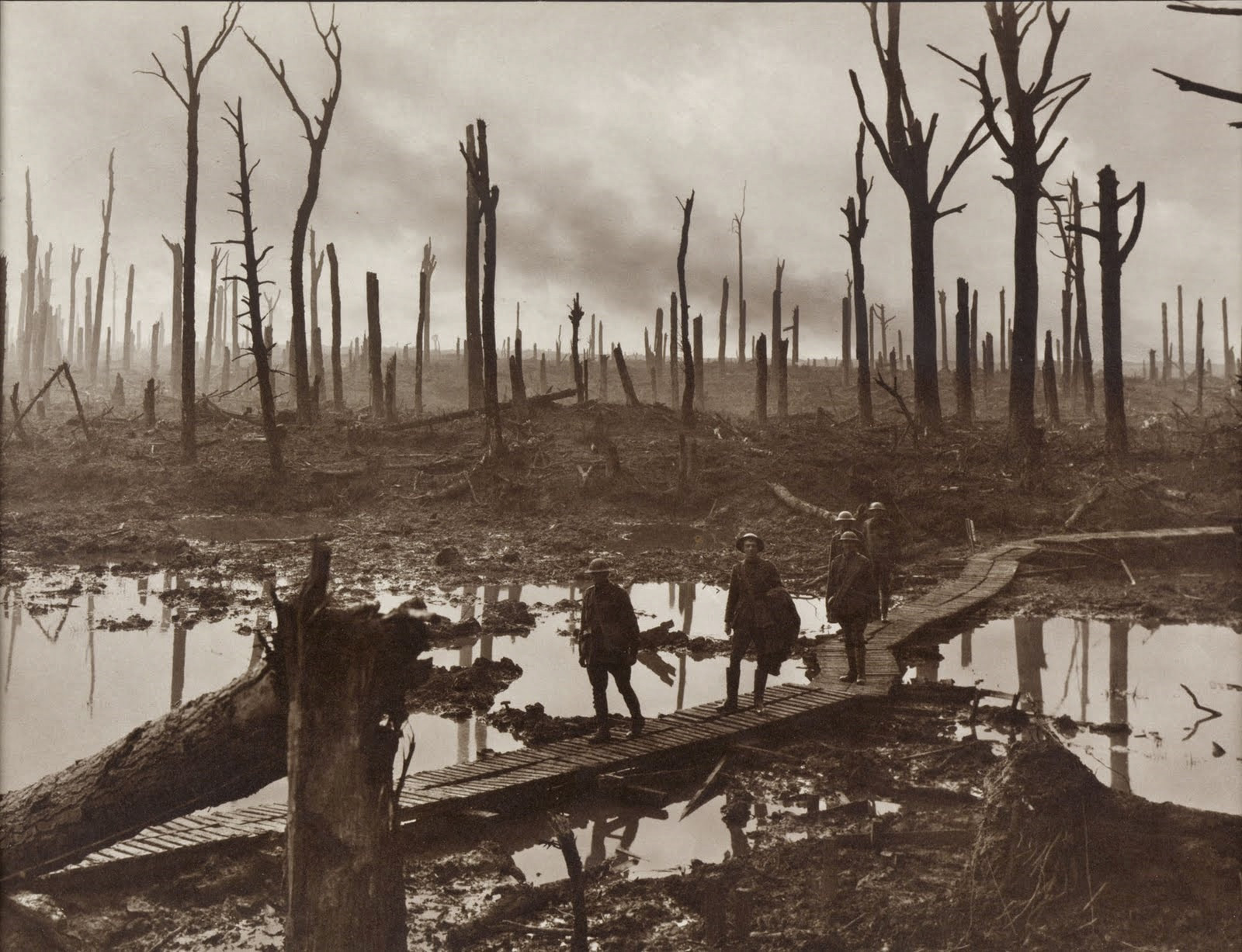
Szene während der Flandernschlacht, 29. Oktober 1917

  - Kriegserklärung Brasiliens an Deutschland
  - Angriff kanadischer Truppen bei Passendale
- 29. Oktober:
  - Vittorio Emanuele Orlando wird neuer italienischer Ministerpräsident.
- 30. Oktober:
  - Rücktritt von Georg Michaelis als Reichskanzler, er wird durch Georg von Hertling ersetzt.
- 31. Oktober:
  - Durchbruch der Briten in der Schlacht von Be’er Scheva an der Palästinafront

### November 1917
- 1. November
  - Reichskanzler Michaelis wird durch Georg von Hertling abgelöst.
- 2. November:
  - Balfour-Erklärung zur Schaffung einer nationalen Heimstätte für das jüdische Volk in Palästina
  - Lansing-Ishii-Abkommen zwischen Japan und den USA über China
- 3. November:
  - Der Marinezeppelin LZ 104 startet zu einer Afrika-Mission mit Nachschubgütern für die deutsche Schutztruppe in Ostafrika.
- 5. November:
  - Die Mittelmächte beschließen, Polen an Österreich-Ungarn anzuschließen.
- 6. November:
  - Kanadische Truppen erobern das gänzlich zerstörte Passendale (vergleiche 26. Oktober).
- 7. November (25. Oktober):[1]
  - Oktoberrevolution in Russland
  - Die Alliierten beschließen in Rapallo die Bildung eines Obersten Kriegsrats.
  - Gaza wird in der dritten Schlacht um Gaza durch britische Truppen erobert.
- 8. November:
  - Armando Diaz löst Luigi Cadorna als italienischer Oberbefehlshaber ab.
  - Dekret über den Frieden der neuen russischen Regierung
- 9. November:
  - Die Erste Piaveschlacht beginnt.
- 13. November:
  - Georges Clemenceau wird französischer Ministerpräsident.
- 16. November:
  - Jaffa und Ramallah werden erobert.
- 17. November:
  - Zweites Seegefecht bei Helgoland
  - Die Schlacht um Jerusalem beginnt (bis 30. Dezember).
- 20. November:
  - Die Schlacht von Cambrai beginnt (bis 8. Dezember).
- 22. November:
  - Die bolschewistische Regierung bietet den Mittelmächten Waffenstillstandsverhandlungen an und beginnt mit der Veröffentlichung der zaristischen Kriegszielpläne und Geheimverträge.
- 23. November:
  - LZ 104 wird vor Erreichen des Makonde-Plateaus in Deutsch-Ostafrika zurückbeordert (dennoch Langstreckenrekord über 6700 Kilometer).
- 25. November:
  - Wahlen zur Konstituierenden Versammlung in Russland
  - Die deutsche Schutztruppe für Ostafrika überschreitet den Rowuma (Ostafrika) und siegt in der Schlacht von Ngomano (Beginn des Guerilla-Kriegs in Portugiesisch-Ostafrika, heute Mosambik).
- 30. November:
  - Beginn des deutschen Gegenangriffs bei Cambrai

### Dezember 1917
- 3. Dezember

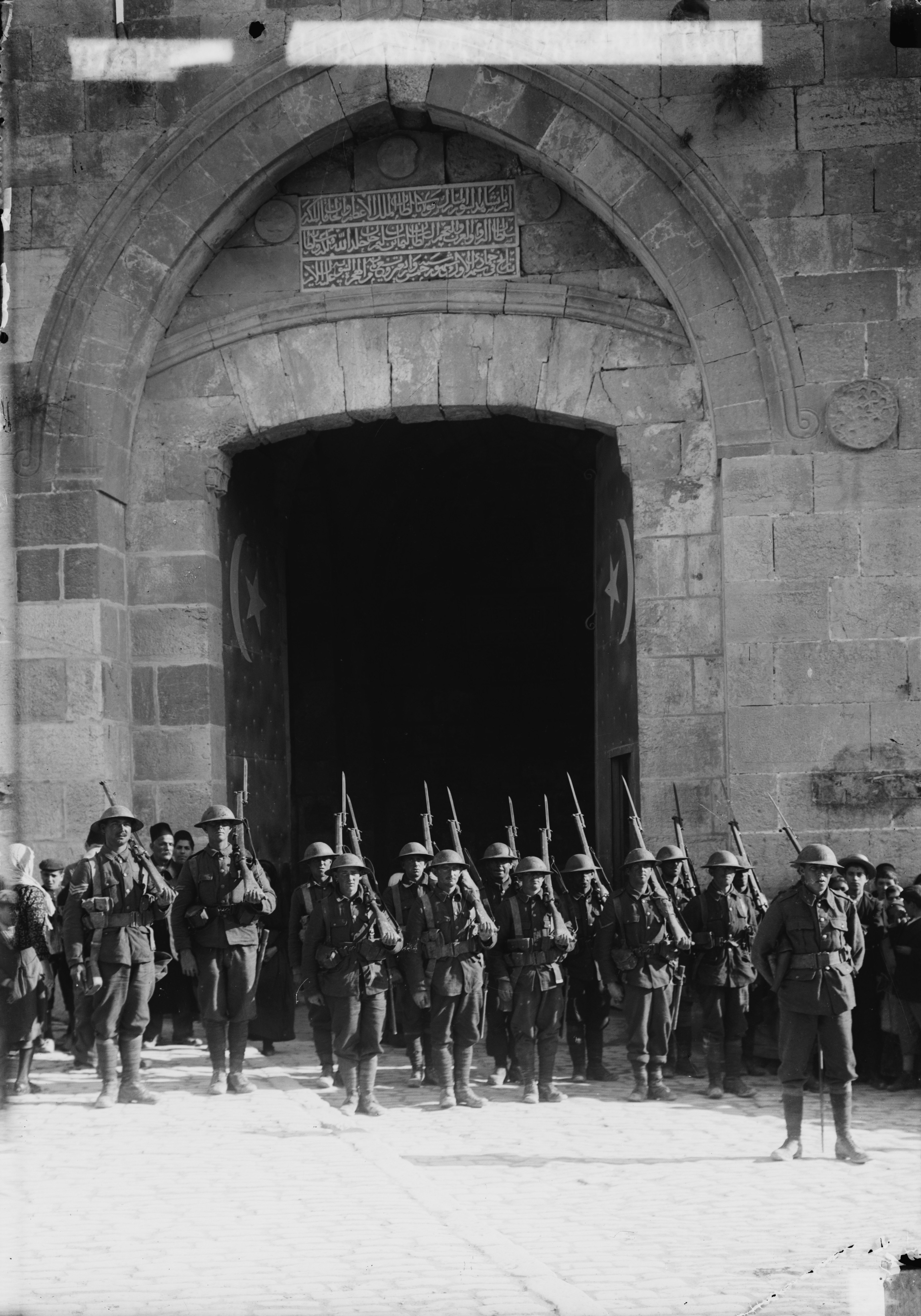
Britische Soldaten am Jaffator, Jerusalem, 9. Dezember 1917

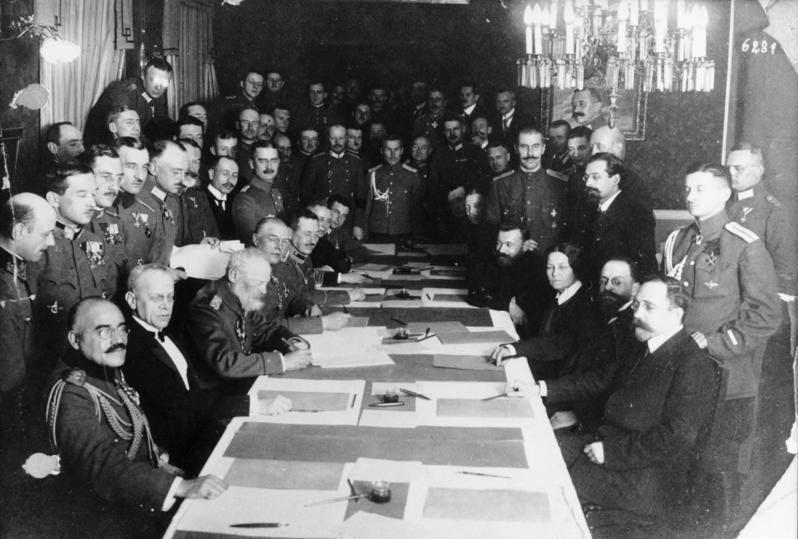
Unterzeichnung des Waffenstillstandsabkommens mit Sowjetrussland am 15. Dezember 1917

  - Beginn der Verhandlungen der Mittelmächte und Sowjetrusslands über einen Separatfrieden
- 4. Dezember:
  - Senatspräsident Pehr Evind Svinhufvud legt dem Finnischen Parlament die Unabhängigkeitserklärung seines Landes vor (angenommen am 6. Dezember).
- 5. Dezember:
  - Waffenstillstand an der Ostfront für zunächst zehn Tage (verlängert am 15. Dezember)
- 6. Dezember:
  - Explosionsunglück in Halifax
- 7. Dezember:
  - Kriegserklärung der Vereinigten Staaten an Österreich-Ungarn
  - Gründung der Tscheka in Russland
- 9. Dezember:
  - Britische Truppen marschieren in Jerusalem ein.
  - Waffenstillstand der Mittelmächte mit Rumänien und Russland an der rumänischen Front (Waffenstillstand von Focșani)
- 11. Dezember:
  - Ausrufung des selbständigen Staates Litauen in Vilnius. Der Staat steht unter „deutschem Schutz“.
- 18. Dezember:
  - Der Kongress der Vereinigten Staaten beschließt den 18. Zusatzartikel zur Verfassung der Vereinigten Staaten.
  - Waffenstillstand von Erzincan zwischen dem Osmanischen Reich und dem Transkaukasischen Kommissariat
- 22. Dezember:
  - Beginn der Friedensverhandlungen mit Russland in Brest-Litowsk
- 26. Dezember:
  - Rosslyn Wemyss wird Erster Seelord.
- 31. Dezember:
  - Der Rat der Volkskommissare erkennt die Unabhängigkeit Finnlands an.

## 1918

### Januar 1918
- 3. Januar:
  - Beginn der Jännerstreiks in Österreich-Ungarn
- 6. Januar:
  - Das Deutsche Reich erkennt die Selbständigkeit Finnlands an.

- 8. Januar:

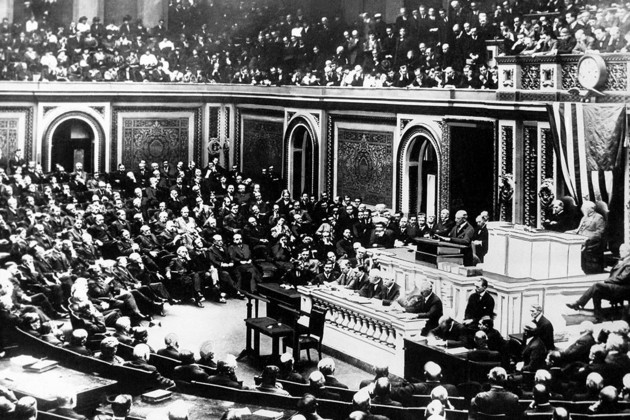
Woodrow Wilson vor dem Kongress am 8. Januar 1918

  - Verlesung von Woodrow Wilsons 14-Punkte-Programm vor dem US-Kongress

- 19. Januar:

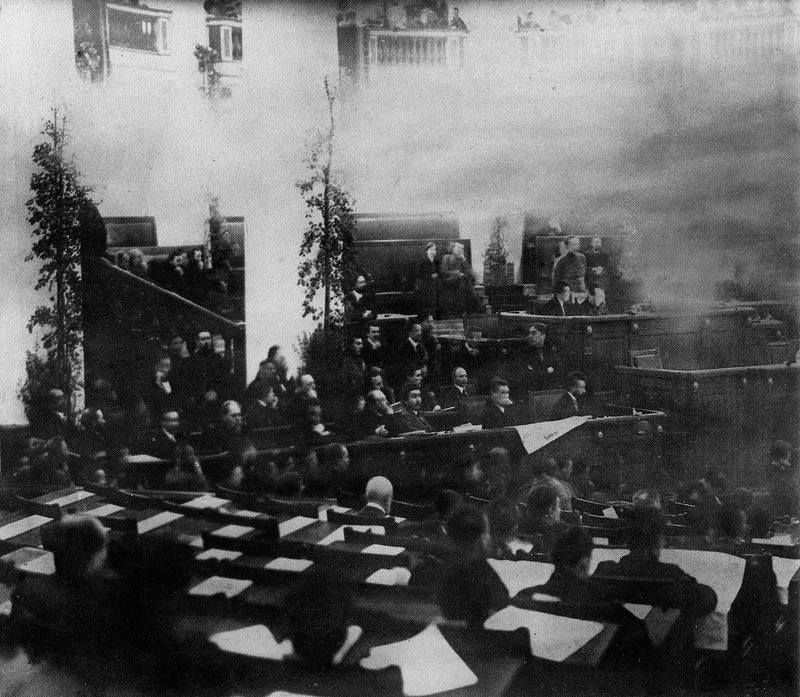
Sitzung der russischen konstituierenden Versammlung, 18. Januar 1918

  - Auflösung der russischen konstituierenden Versammlung durch die Bolschewiken
  - Deutschland fordert von Russland ultimativ den Verzicht auf Polen.
- 24. Januar:
  - Deutschland und Österreich-Ungarn lehnen Wilsons 14-Punkte-Programm ab.
- 25. Januar:
  - Ausrufung der Volksrepublik Ukraine
- 27. Januar:
  - Beginn des Finnischen Bürgerkriegs
- 28. Januar:
  - Beginn des Januarstreiks im Deutschen Reich
  - Die Rote Armee wird gegründet.
- 31. Januar:
  - schwerer Luftangriff auf Paris
  - In Berlin wird angesichts der Streiks der verschärfte Belagerungszustand ausgerufen.

### Februar 1918
- 1. Februar:
  - Auf den in Cattaro (Kotor) vor Anker liegenden Schiffen der Österreichischen Marine bricht der Matrosenaufstand von Cattaro aus (bis 3. Februar).
- 3. Februar:
  - Ende der Januarstreiks
- 7. Februar:
  - Rote Truppen erobern Kiew.
- 9. Februar:
  - Friedensvertrag zwischen den Mittelmächten und der Ukrainischen Volksrepublik („Brotfrieden“)
  - Die rumänische Regierung Brătianu tritt zurück.
- 10. Februar:
  - Trotzki bricht nach einem deutschen Ultimatum die Brest-Litowsker Friedensverhandlungen ab und gibt die Parole „Weder Krieg noch Frieden“ aus.
- 16. Februar:
  - Ausrufung der Republik in Litauen
- 18. Februar:
  - Die Operation Faustschlag beginnt (bis 3. März), rascher deutscher Vorstoß in Russland.
- 19. Februar:
  - Der Eismarsch der Baltischen Flotte beginnt.
  - Henry Hughes Wilson wird Chef des Imperialen Generalstabs.
- 21. Februar:
  - Die Briten erobern Jericho.
- 23. Februar:
  - Ultimatum der deutschen Regierung an Sowjetrussland zur Annahme der Friedensbedingungen
- 24. Februar:
  - In Estland wird eine provisorische Regierung gebildet.
  - Die Transkaukasische Demokratisch-Föderative Republik wird ausgerufen.
  - Rumänien nimmt mit den Mittelmächten Friedensverhandlungen auf.
  - Heimkehr des Hilfskreuzers Wolf nach über 450 Tagen Feindfahrt
- 25. Februar:
  - Reval wird durch deutsche Truppen eingenommen.
- 26. Februar
  - Wiederaufnahme der Friedensverhandlungen in Brest-Litowsk
- 28. Februar:
  - K.u.k. Truppen rücken in die Ukraine ein.
  - Ausrufung der Republik in Estland

### März 1918
- 1. März:
  - Deutsche Truppen besetzen Kiew.
- 3. März:
  - Der Friedensvertrag von Brest-Litowsk zwischen den Mittelmächten und Sowjetrussland wird unterzeichnet.
- 5. März:
  - Die von Schweden beanspruchten Åland-Inseln werden von deutschen Truppen besetzt.
  - Vorfrieden der Mittelmächte mit Rumänien
- 6. März:
  - Erste britische Truppen landen in Murmansk.
- 7. März:
  - Friedens- und Freundschaftsvertrag zwischen dem Deutschen Reich und Finnland
- 8. März:
  - Das Große Hauptquartier wird nach Spa verlegt.
  - Das unabhängige Herzogtum Kurland und Semgallen wird proklamiert.
- 10. März:
  - Die Sowjetregierung verlegt ihren Sitz nach Moskau.
- 14. März:
  - Eine Friedenskonferenz in Trabzon zwischen Abgeordneten des Transkaukasischen Sejm und Vertretern des Osmanischen Reichs beginnt (bis 14. April).
- 19. März:
  - Die rumänische Regierung Averescu tritt zurück, die neue Regierung wird von Alexandru Marghiloman gebildet.

- 21. März:

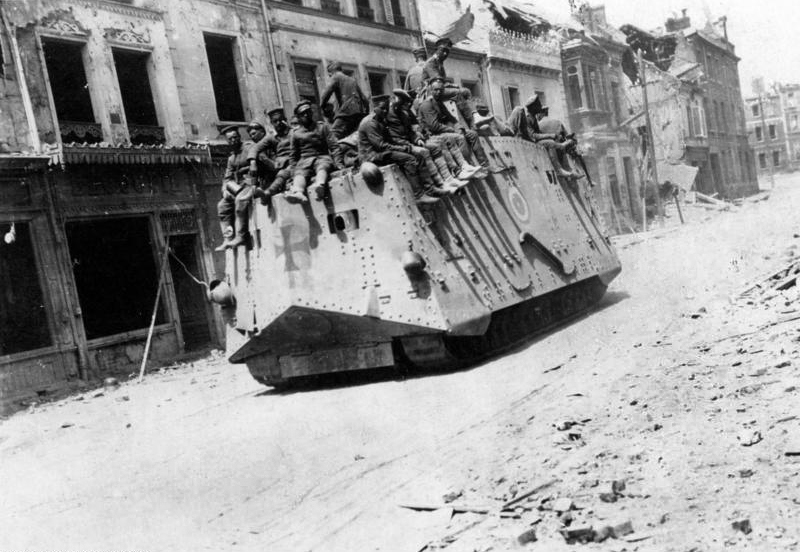
Deutscher Panzer vom Typ A7V in Roye am 21. März

  - Die deutsche Frühjahrsoffensive an der Westfront beginnt nördlich von St. Quentin („Operation Michael“).
- 23. März:
  - Das „Paris-Geschütz“ beginnt mit der Beschießung von Paris.
- 25. März:
  - In Minsk wird die Weißrussische Volksrepublik ausgerufen.
- 26. März:
  - Ferdinand Foch wird auf der Konferenz von Doullens zum Generalissimus der alliierten Streitkräfte ernannt.
- 27. März:
  - Die erste Schlacht um Amman beginnt (bis 31. März).
- 28. März:
  - Die tschechoslowakischen Legionen beginnen mit ihrer Fahrt nach Wladiwostok, von wo sie nach Westeuropa eingeschifft werden sollen.
- 30. März:
  - In und um Baku beginnen von Pogrome gegen Aserbaidschaner durch Bolschewiken und Daschnaken (bis 2. April).

### April 1918
- 1. April:
  - Die Royal Air Force wird durch die Vereinigung des Royal Flying Corps mit dem Royal Naval Air Service gebildet.
- 3. April:
  - Marschall Foch wird in Beauvais die strategische Leitung der alliierten Operationen an der Westfront anvertraut.
  - Deutsche Finnland-Intervention; die Ostsee-Division landet in Hanko.
- 5. April:
  - Erste japanische Truppen landen in Wladiwostok.
  - Die osmanische Delegation in Trabzon stellt den transkaukasischen Vertretern ein Ultimatum zur Anerkennung der Grenzziehung im Kaukasus gemäß dem Vertrag von Brest-Litowsk.
- 6. April:
  - Einstellung der Operation Michael
  - Tampere wird von deutsch-finnischen Truppen eingenommen.

- 9. April:

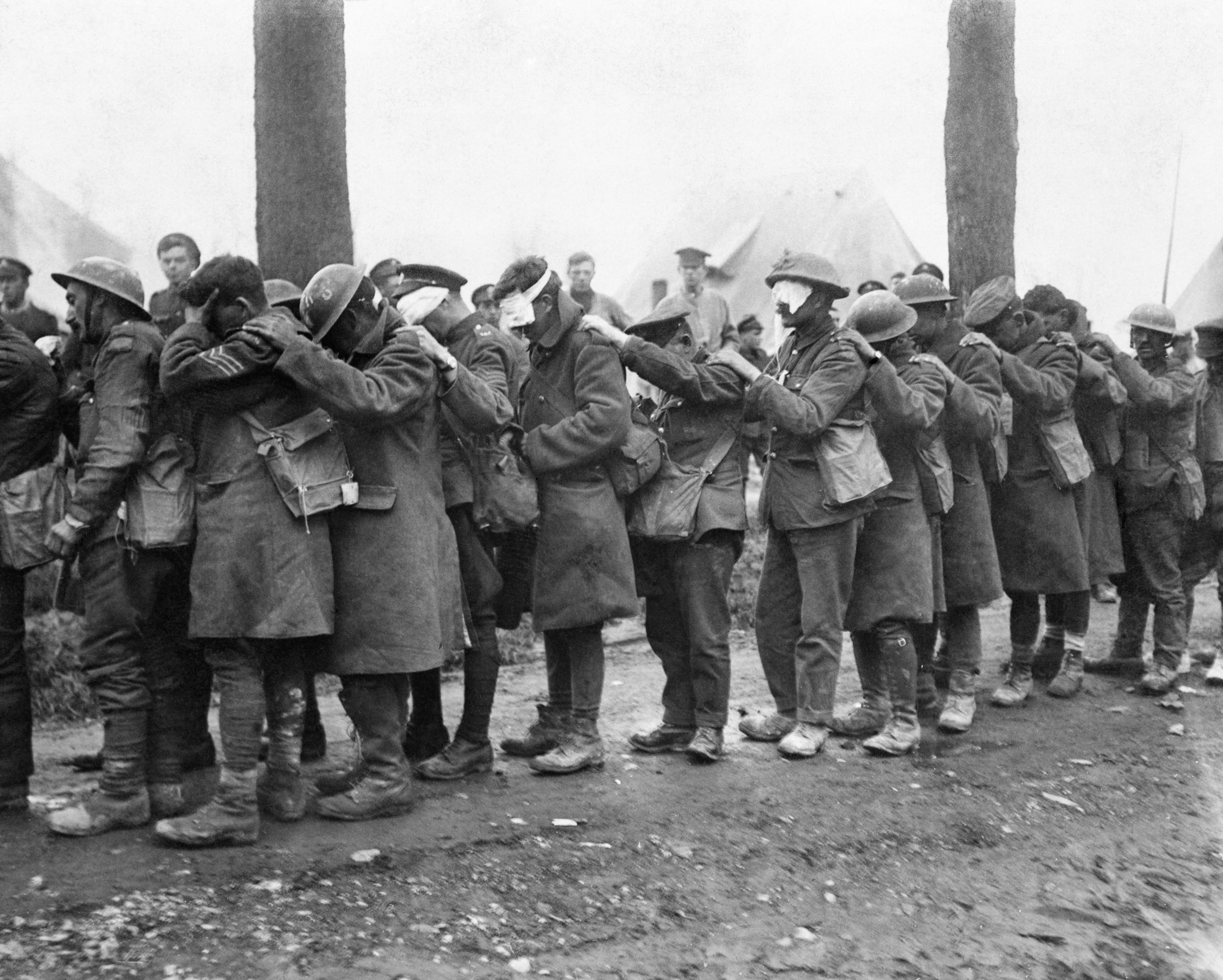
Britische Gasopfer während der Vierten Flandernschlacht, 10. April 1918

  - Der zweite Teil der deutschen Frühjahrsoffensive, „Operation Georgette“, beginnt in Flandern.
- 12. April:
  - Sixtus-Affäre: Veröffentlichung des österreich-ungarischen Separatfriedensvorstoßes von 1917 durch die französische Regierung
- 13. April:
  - Helsinki wird durch deutsch-finnische Truppen erobert.
  - Russischer Bürgerkrieg: Der Oberbefehlshaber der Freiwilligenarmee, Lawr Kornilow, wird beim Angriff auf Jekaterinodar getötet. Sein Nachfolger wird General Denikin.
- 14. April:
  - Foch wird zum alliierten Oberbefehlshaber ernannt.
  - Ottokar Graf Czernin tritt aufgrund der Sixtus-Affäre als k.u.k. Außenminister zurück. Sein Nachfolger wird Graf Burián.
  - Batumi wird von osmanischen Truppen eingenommen.
- 21. April:
  - Manfred von Richthofen, bekanntestes Fliegerass des Krieges, wird bei Vaux-sur-Somme getötet.
- 22. April:
  - Die osmanische Regierung bietet den Vertretern Transkaukasiens die Wiederaufnahme von Friedensverhandlungen an.

- 23. April:
  - britischer Raid gegen Seebrügge
- 24. April:

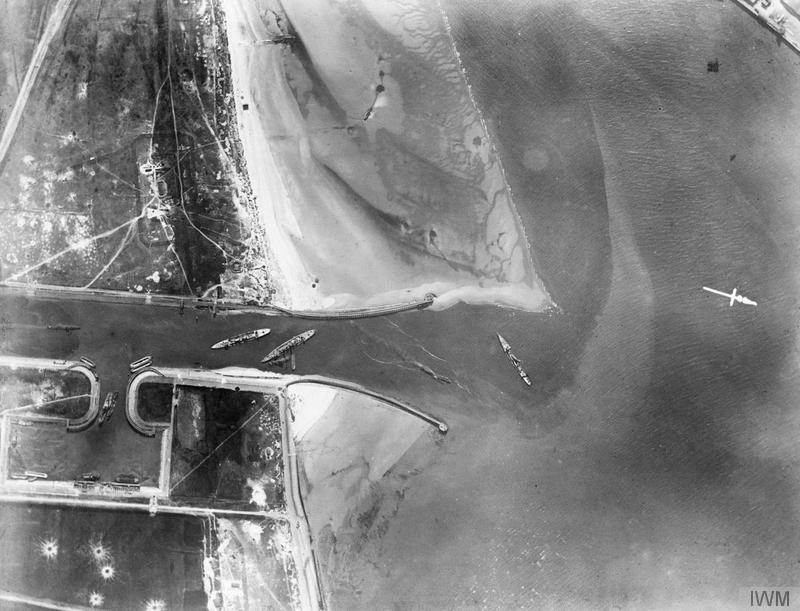
Die britischen Schiffe Intrepid, Iphigenia und Thetis in der Hafeneinfahrt von Seebrügge

  - Erstes Panzergefecht der Weltgeschichte bei Villers-Bretonneux
- 26. April:
  - Das Deutsche Reich und Sowjetrussland nehmen diplomatische Beziehungen auf.
- 28. April:
  - Sidónio Pais wird per Referendum zum portugiesischen Präsidenten gewählt.
- 29. April:
  - Wiborg wird durch deutsch-finnische Truppen erobert.
- 30. April:
  - Die Autonome Sowjetrepublik Turkestan wird in Taschkent proklamiert.

### Mai 1918
- 1./2. Mai:
  - Auf der Konferenz des Obersten Kriegsrats in Abbeville erreicht Pershing die Zustimmung der Alliierten zur Aufstellung einer amerikanischen Armee in Frankreich.
- 4. Mai:
  - Aufgrund der Abgabe von Truppen an die bedrohte Westfront sind die britischen Truppen in Palästina zum Rückzug an den Jordan gezwungen.
- 7. Mai:
  - Der Friede von Bukarest zwischen Rumänien und den Mittelmächten wird unterzeichnet.
- 8. Mai:
  - Deutsche Truppen in Verbindung mit Truppen der russischen Freiwilligenarmee erobern Rostow am Don.
- 9. Mai:
  - Britischer Raid gegen Ostende
- 11. Mai:
  - Transkaukasien und das Osmanische Reich beginnen eine neue Runde von Friedensverhandlungen in Batumi.
- 20. Mai:
  - Trotzki ordnet nach mehreren Zwischenfällen an der Transsibirischen Eisenbahn die Entwaffnung der Tschechoslowakischen Legionen an.
- 24. Mai:
  - In Armenien beginnt die Schlacht von Sardarapat (bis 26. Mai).
- 26. Mai:
  - Mit dem Austritt Georgiens und der Gründung der Demokratischen Republik Georgien wird die Transkaukasische Demokratisch-Föderative Republik aufgelöst.
- 27. Mai:
  - Der dritte Teil der deutschen Frühjahrsoffensive (Schlacht an der Aisne) beginnt am Chemin des Dames (bis 6. Juni).
  - Deutsche und österreich-ungarische Truppen besetzen das Donezbecken.
- 28. Mai:
  - Die Demokratische Republik Aserbaidschan wird gegründet (vgl. Aserbaidschanische Unabhängigkeitserklärung).
- 30. Mai:
  - Deutsche Truppen bilden einen Brückenkopf über die Marne. Amerikanische Truppen werden zur Unterstützung der Franzosen in Marsch gesetzt, um bei Château-Thierry und im Wald von Belleau eingesetzt zu werden. Zahlreiche Einwohner verlassen Paris.
  - In einer Proklamation des Armenischen Nationalrats wird die Gründung der Demokratischen Republik Armenien (rückwirkend zum 28. Mai) bekanntgegeben.
- 31. Mai:
  - Tschechische und slowakische Exilgruppen schließen in den USA das Pittsburgher Abkommen.[12]

### Juni 1918
- 4. Juni:
  - Die Konferenz von Batumi endet mit erheblichen Gebietsverschiebungen im Kaukasusgebiet zugunsten des Osmanischen Reichs. Im Vertrag von Batumi erkaufen die neu gegründeten Staaten Armenien und Georgien mit ihrem Verzicht nicht nur auf die von Sowjetrussland im Vertrag von Brest-Litowsk abgetretenen Gebiete von Kars, Ardahan und Batumi, sondern zusätzlicher Gebiete der Gouvernements Tiflis und Jerewan inklusive der Eisenbahnlinie von Alexandropol nach Dschulfa den Frieden mit den Türken.
- 8. Juni:
  - Die deutsche Kaukasusexpedition erreicht Georgien.
  - In Samara wird die Komutsch-Regierung gebildet.
- 9. Juni:
  - Eine weitere deutsche Offensive am Matz beginnt (bis 14. Juni).
- 10. Juni:
  - Die Szent István wird in der Adria von einem italienischen Torpedoboot versenkt.
- 11. Juni:
  - US-Marineinfanteristen landen in Murmansk.
- 12. Juni:
  - Tiflis wird von deutschen Truppen besetzt.
  - Beginn einer österreich-ungarischen Offensive am Tonalepass.
- 13. Juni:
  - Waffenstillstand zwischen der Volksrepublik Ukraine und Sowjetrussland
- 14. Juni:
  - Türkische Truppen besetzen Täbris.
- 15. Juni:
  - Die Zweite Piaveschlacht beginnt (bis 23. Juni).
- 18. Juni:
  - General Louis Félix Marie Franchet d’Espèrey wird zum alliierten Oberbefehlshaber an der Mazedonienfront ernannt.
  - Selbstversenkung der russischen Schwarzmeerflotte, um nicht in deutsche Hand zu fallen.
- 27. Juni:
  - Das britische Hospitalschiff Llandovery Castle wird vor der irischen Küste durch U 86 versenkt.
- 29. Juni:
  - US-Truppen haben die italienische Front erreicht.

### Juli 1918
- 2. Juli:
  - Die US-Regierung erkennt den Tschechoslowakischen Nationalrat unter Masaryk als provisorische tschechoslowakische Regierung an.
- 2.–3. Juli:
  - Konferenz in Spa, auf der sich die OHL siegesgewiss gibt und ihre Kriegsziele bekräftigt.
- 3. Juli:
  - Mehmed V. stirbt, sein Nachfolger als Sultan des Osmanischen Reiches wird Mehmed VI.
  - Namacurra in Portugiesisch-Ostafrika wird von deutschen Truppen unter Paul von Lettow-Vorbeck erobert.
- 4. Juli:
  - Schlacht von Hamel
- 6. Juli:
  - Eine französisch-italienische Offensive in Albanien beginnt.
  - Der deutsche Botschafter in Moskau, Wilhelm von Mirbach-Harff, wird ermordet, Aufstand der Linken Sozialrevolutionäre.
- 9. Juli:
  - Richard von Kühlmann wird auf Druck der OHL als Staatssekretär des Äußeren entlassen, sein Nachfolger wird Paul von Hintze.
- 10. Juli:
  - Der V. Allrussische Rätekongress verabschiedet die Verfassung der RSFSR.
  - Die Armee des Islam wird gegründet.
- 14. Juli:
  - Franz Conrad von Hötzendorf wird als k.u.k. Oberbefehlshaber der Südwestfront entlassen.
- 15. Juli:
  - Die fünfte und letzte deutsche Offensive des Jahres beginnt bei Soissons und Reims (zweite Schlacht an der Marne).
- 16./17. Juli:
  - Ermordung der Zarenfamilie im Jekaterinburger Ipatjew-Haus
- 17. Juli:
  - Die Carpathia wird im Ärmelkanal durch U 55 versenkt.
- 18. Juli:
  - Beginn der alliierten Gegenoffensive zwischen Marne und Aisne mit massiver Panzerunterstützung, Einbruch in die deutschen Linien, endgültige Kriegswende
- 21. Juli:
  - Angriff auf Orleans (Vereinigte Staaten) durch den deutschen U-Kreuzer U 156
- 22. Juli:
  - Das k.k. Ministerium Seidler tritt zurück, es folgt das Ministerium Hussarek.
- 26. Juli:
  - Ein Putsch in Baku führt zum Sturz der Kommune von Baku und zur Errichtung der Zentralkaspischen Diktatur.
- 30. Juli:
  - Generalfeldmarschall Hermann von Eichhorn wird in Kiew durch Linke Sozialrevolutionäre ermordet.

### August 1918
- 2. August:
  - Alliierte Expeditionstruppen erobern Archangelsk.
- 3. August:
  - Sibirische Intervention: die Japaner beginnen mit Truppenlandungen in größerem Umfang in Wladiwostok.
- 4. August:
  - Eine Vorausabteilung der Dunsterforce erreicht Baku.
- 5. August:
  - Der erste Angriff der Armee des Islam auf Baku wird abgewehrt.
- 6. August:
  - Die französische Regierung erhebt General Foch in den Rang eines Marschalls von Frankreich.

- 8. August:

Deutsche Gefangene der Schlacht bei Amiens am 27. August

  - Beginn einer anglo-französischen Offensive an der Somme (Schlacht bei Amiens, „Schwarzer Tag des deutschen Heeres“), diese leitet die Hunderttageoffensive ein.
- 9. August:
  - Das Paris-Geschütz beschießt letztmals die französische Hauptstadt.
- 10. August:
  - Die 1. US-Armee wird in La Ferté-sous-Jouarre aktiviert.
- 11. August:
  - Ludendorff verlangt von Kaiser Wilhelm II. die Beendigung des Krieges. Er bietet zugleich seinen Abschied an, der abgelehnt wird.
- 13. bis 15. August:
  - Konferenz über die Kriegslage im deutschen Großen Hauptquartier in Spa. Anwesend sind neben der militärischen Führung des Deutschen Reichs und den Spitzen der politischen Reichsleitung auch der österreichische Kaiser Karl I. mit seinen Beratern Außenminister Burián und Generalstabschef Arz von Straußenburg. Hoffnungen auf einen militärischen Sieg sind nicht mehr vorhanden.
- 16. August:
  - Erste Truppen der American Expeditionary Force Siberia landen in Wladiwostok.
- 17. August:
  - Die Hauptkräfte der Dunsterforce unter Lionel Dunsterville erreichen Baku.
- 24. August:
  - Nach zehnmonatigem Guerilla-Krieg in Mosambik beginnt die Schutztruppe den Rückmarsch nach Deutsch-Ostafrika.
- 27. August:
  - Ergänzende Verträge zum Friedensvertrag von Brest-Litowsk werden zwischen dem Deutschen Reich und Sowjetrussland unterzeichnet. Russland verzichtet endgültig auf Estland und Livland, erkennt die Unabhängigkeit Georgiens an und sagt Entschädigungszahlungen von 6 Milliarden Mark zu. Im Gegenzug sollen sich die Deutschen aus einem Teil der besetzten Gebiete Russlands zurückziehen.
- 30. August:
  - Pistolenattentat durch Fanny Kaplan auf Lenin in Moskau

### September 1918
- 2. September:
  - Britisch-kanadische Truppen durchbrechen die Drocourt-Quéant-Linie im Vorfeld der Siegfriedstellung.
- 12. September:
  - Die Schlacht von St. Mihiel beginnt (bis 15. September), erste eigenständige Offensive der AEF mit französischer Beteiligung.
- 14. September:
  - Die alliierte Vardar-Offensive beginnt in Mazedonien (bis 29. September).
  - Österreich-Ungarn schlägt den Alliierten die Aufnahme von unverbindlichen Friedensverhandlungen vor.
  - Baku wird durch türkische und aserbaidschanische Truppen erobert, nachdem sich die Dunsterforce über das Kaspische Meer zurückgezogen hat. In der Folge beginnen Pogrome gegen die hier lebenden Armenier in Vergeltung für die März-Ereignisse.
- 18. September:
  - Schlacht von Épehy
- 19. September:
  - Die Schlacht bei Megiddo beginnt (bis 25. September).
- 25. September:
  - Alliierte Truppen überschreiten die bulgarische Grenze.
- 26. September:
  - Die amerikanische Maas-Argonnen-Offensive beginnt (bis 11. November).
- 29. September:
  - Die Schlacht am Saint-Quentin-Kanal beginnt (bis 2. Oktober).
  - Bulgarien unterzeichnet den Waffenstillstand von Thessaloniki mit den Alliierten.
  - Ludendorff informiert Kaiser und Reichsleitung über die Aussichtslosigkeit der militärischen Lage und fordert ultimativ, die Entente um einen Waffenstillstand zu bitten.

### Oktober 1918
- 1. Oktober:
  - Damaskus wird von britischen und arabischen Truppen erobert.
- 3. Oktober:
  - Max von Baden wird neuer Reichskanzler in Nachfolge Georg von Hertlings, damit besteht erstmals eine parlamentarische Regierung und eine kurzzeitige parlamentarische Monarchie in Deutschland, Oktoberreformen.
  - Zar Ferdinand I. von Bulgarien dankt zugunsten seines Sohnes Boris ab.
- 4. Oktober:
  - Noten der deutschen und österreich-ungarischen Regierung an US-Präsident Wilson, mit denen die Bedingungen eines Waffenstillstands erkundet werden sollen
- 5. Oktober:
  - Beschluss zur Bildung eines Nationalrats der jugoslawischen Völker in Zagreb
- 8. Oktober:
  - Die osmanische Regierung des Großwesirs Talât Pascha tritt zurück, ihm folgt Ahmed İzzet Pascha.
  - Erste Wilson-Note, in der von Deutschland die Räumung der besetzten Gebiete gefordert wird.
- 10. Oktober:
  - Versenkung der Leinster vor der irischen Küste durch UB 123
- 12. Oktober:
  - Antwort der Reichsleitung auf die erste Wilson-Note, Bedingungen werden akzeptiert.
  - Serbische Truppen befreien Niš.
- 14. Oktober:
  - Die zweite Wilson-Note präzisiert die Bedingungen eines Waffenstillstands, u. a. werden demokratische Reformen und ein Ende des U-Boot-Krieges gefordert.
  - In Paris wird eine vorläufige tschecho-slowakische Regierung unter Tomáš Garrigue Masaryk gebildet.
- 15. Oktober:
  - Tirana wird von alliierten Truppen erobert.
- 16. Oktober:
  - Völkermanifest Karls I., in dem er eine Umorganisation der österreich-ungarischen Doppelmonarchie in einen föderativen Staat ankündigt
- 21. Oktober:
  - Einstellung des U-Boot-Kriegs gegen Handelsschiffe durch das Deutsche Reich
  - Ausbruch revolutionärer Unruhen in Österreich
- 23. Oktober:
  - Dritte Wilson-Note, in der indirekt die Abdankung Wilhelms II. gefordert wird.
- 24. Oktober:
  - Die Dritte Piaveschlacht oder Schlacht von Vittorio Veneto beginnt (bis 4. November).
  - Flottenbefehl vom 24. Oktober 1918, dieser sieht das Auslaufen der Hochseeflotte zu einer letzten Schlacht mit der britischen Home Fleet vor.
  - Hindenburg und Ludendorff verlangen in einem nicht mit dem Kaiser verabredeten Armeebefehl die Weiterführung der Kampfhandlungen.
- 25./26. Oktober:
  - Die Oktoberreformen werden im deutschen Reichstag verabschiedet, mit ihnen wird ein parlamentarisches Regierungssystem eingeführt.
- 26. Oktober:
  - Entlassung Ludendorffs, Nachfolger Wilhelm Groener (4. OHL)
- 27. Oktober:
  - Österreich-Ungarn bietet den Alliierten Waffenstillstand und einen Sonderfrieden an.

- 28. Oktober:
  - Asternrevolution in Ungarn

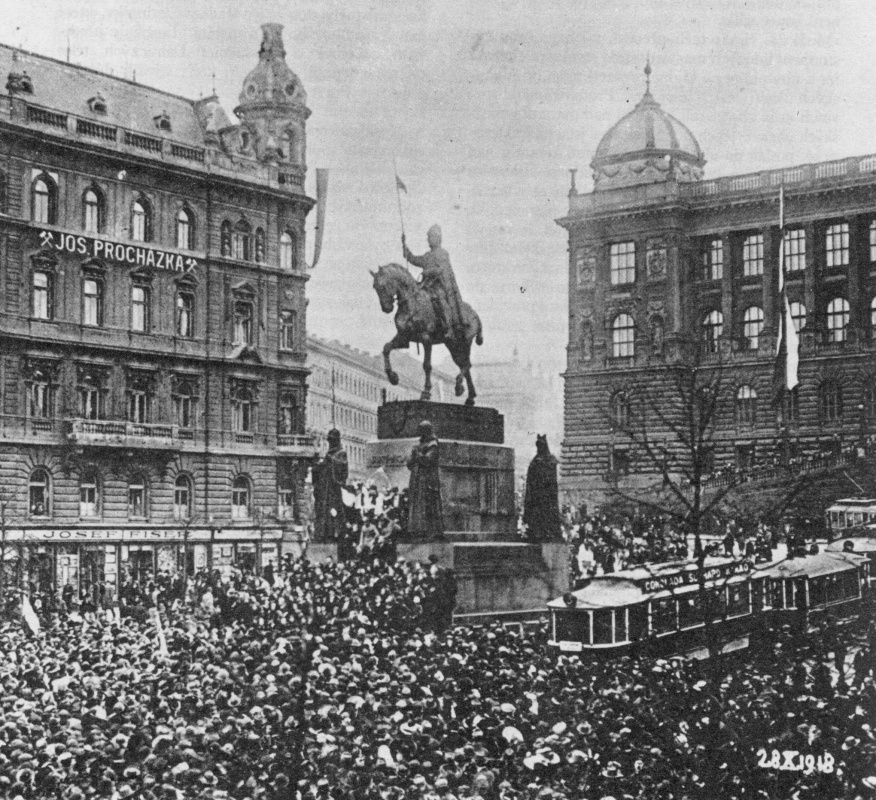
Menschenmenge auf dem Prager Wenzelsplatz am 28. Oktober

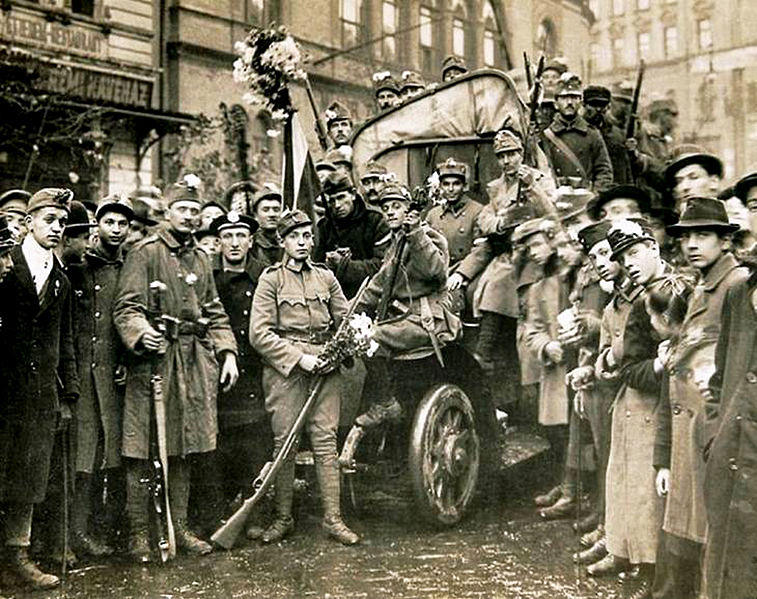
Ungarische Revolutionäre am 31. Oktober 1918

  - Proklamation der Unabhängigkeit der Tschechoslowakei
- 29. Oktober:
  - Einheiten der Hochseeflotte in Wilhelmshaven weigern sich auszulaufen.
- 30. Oktober:
  - Unterzeichnung des Waffenstillstands von Mudros mit dem Osmanischen Reich, wirksam ab 31. Oktober mittags
  - Der Slowakische Nationalrat stimmt gemeinsamen Staat von Tschechen und Slowaken zu.
- 31. Oktober:
  - Alliierte Truppen nehmen Shkodra ein.

### November 1918
- 1. November:

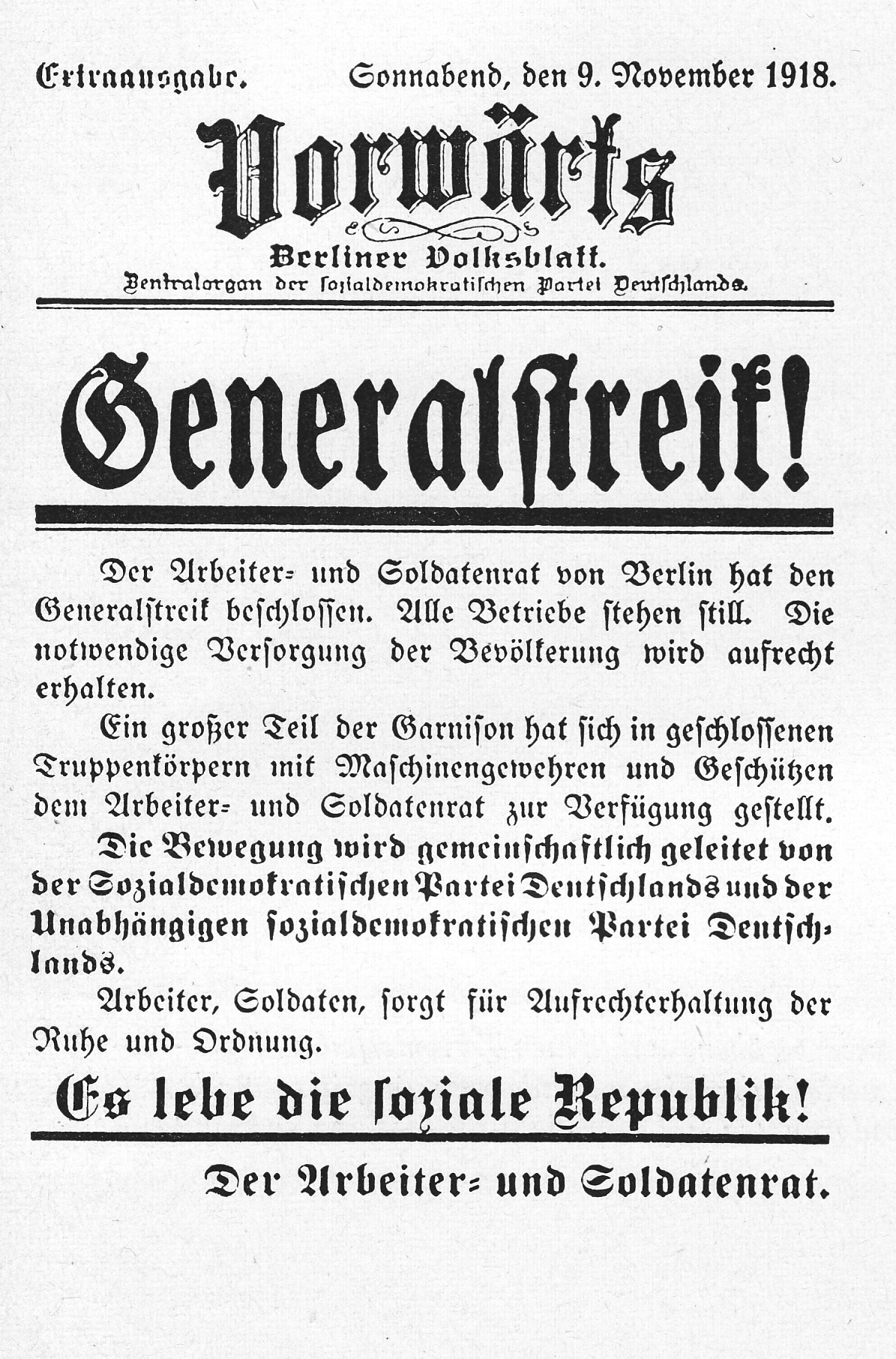
Novemberrevolution: Ausgabe des Vorwärts vom 9. November 1918

  - Belgrad wird von serbischen Truppen zurückerobert.
  - Einfall der Deutschen Schutztruppe nach Nordrhodesien.
- 3. November:
  - Unterzeichnung des Waffenstillstands von Villa Giusti mit Österreich, wirksam ab 4. November, 15:00 Uhr
  - Der Kieler Matrosenaufstand beginnt.
- 5. November:
  - Note des US-Außenministers Lansing, in der die Bereitschaft der Alliierten bekundet wird, eine deutsche Waffenstillstandsdelegation zu empfangen
  - Ausbreitung der Novemberrevolution im Deutschen Reich, Bildung von Arbeiter- und Soldatenräten
- 7. November:
  - Reichskanzler Max von Baden ernennt eine Waffenstillstandsdelegation unter Staatssekretär Matthias Erzberger. Weitere Mitglieder: Reichsbeauftragter Alfred von Oberndorff, Generalmajor Detlof von Winterfeldt, Kapitän zur See Ernst Vanselow.
  - Bildung einer Revolutionsregierung in München unter Kurt Eisner, Ausrufung des Freistaates (sinngemäß: frei von Monarchie) Bayern in der Nacht zum 8. November
- 8. November:
  - Beginn der Waffenstillstandsverhandlungen im Wald von Compiègne
- 9. November:
  - Verkündung der Abdankung Wilhelms II. durch Max von Baden, Übertragung der Reichskanzlerschaft an Friedrich Ebert, Ausrufung der Republik in Deutschland
  - Aufruf zum Generalstreik in Berlin
- 10. November:
  - Der Rat der Volksbeauftragten wird von Vertretern aus SPD und USPD gebildet.

- 11. November:

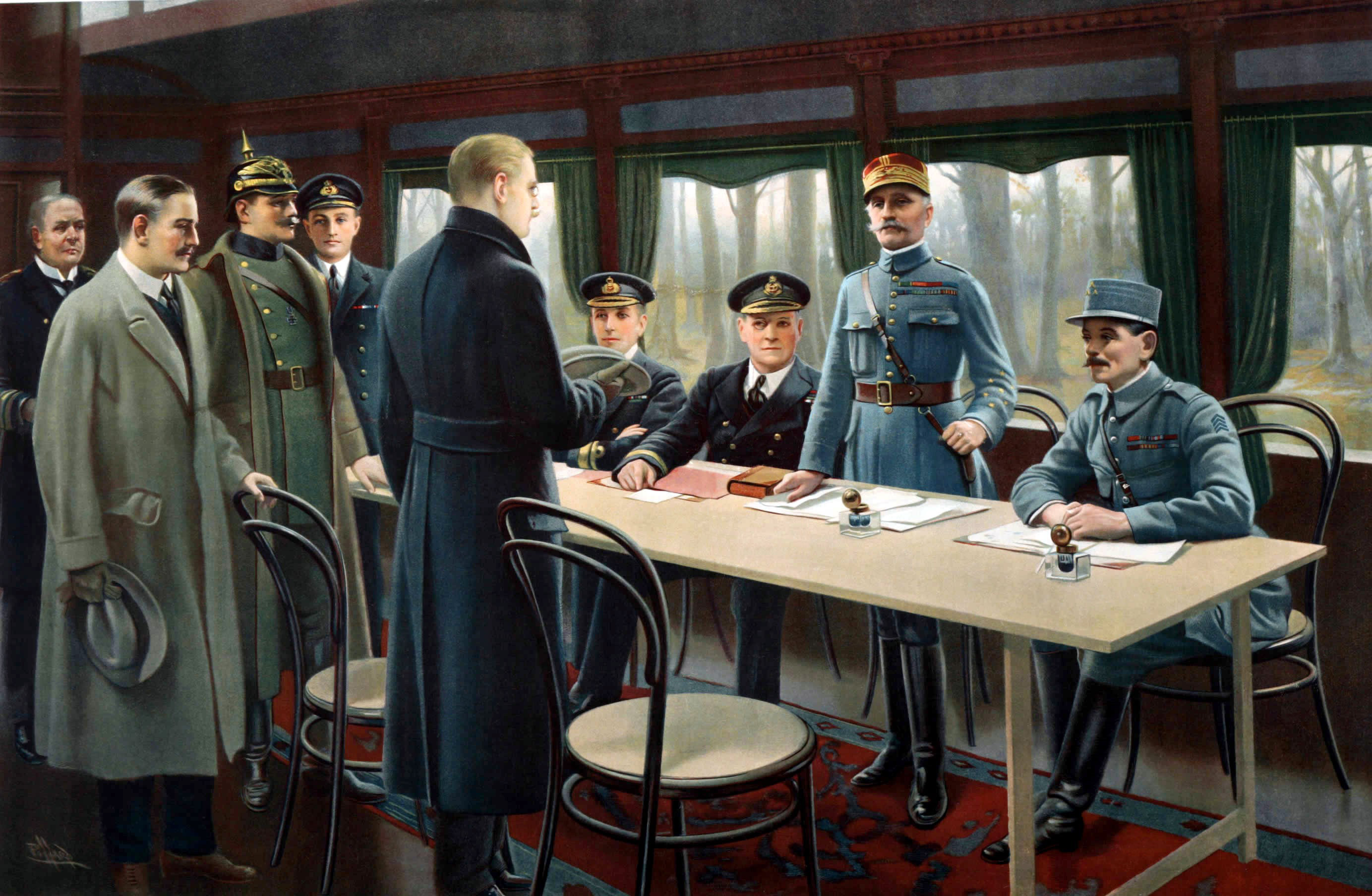
Verabschiedung der deutschen Kommission nach der Unterzeichnung des Waffenstillstands

  - Zwischen 5:12 Uhr und 5:20 Uhr französischer Zeit: Unterzeichnung des Waffenstillstands von Compiègne durch die deutsche Waffenstillstandskommission, wirksam ab 11:00 Uhr
  - Gegen 10:59 Uhr französischer Zeit: Als letzter Gefallener vor dem Waffenstillstand stirbt der US-Soldat Henry Nicholas Gunther
- 13. November:
  - Besetzung des Bosporus durch eine alliierte Flotte, Besetzung von Istanbul
  - Waffenstillstand von Belgrad zwischen Ungarn (nach Auflösung der Realunion mit Österreich) und der Entente
- 25. November:
  - Die ostafrikanische Schutztruppe ergibt sich britischen Truppen bei Abercorn (Nordrhodesien).

## Nachkriegsereignisse

### 1919
- Januar: Beginn der Alliierten Rheinlandbesetzung.
- 3. Januar: Faisal-Weizmann-Abkommen.
- 2. März: Heimkehrende Schutztruppe für Deutsch-Ostafrika in Berlin
- 21. Juni: Selbstversenkung der deutschen Hochseeflotte in Scapa Flow (6 Tote); Verbrennung französischer Beutefahnen von 1870/71 durch deutsche Offiziere in Berlin[13]
- 28. Juni: Unterzeichnung des Friedensvertrags von Versailles
- 14. Juli: Siegesparade in Paris
- 8., 21. Juli: Ratifizierung des Versailler Vertrags in Deutschland bzw. im Vereinigten Königreich
- 10. September: Vertrag von St. Germain mit Deutschösterreich
- 10./11. November: König Georg V. gibt einen Empfang zu Ehren des französischen Präsidenten im Buckinghampalast, Feiern zum Jahrestag des Waffenstillstands (Ausgangspunkt der weiteren Remembrance-Day-Feierlichkeiten in Großbritannien).
- 27. November: Vertrag von Neuilly-sur-Seine mit Bulgarien

### 1920
- 10. Januar: Deutsch-Ostafrika wird in drei Völkerbund-Mandate unter Belgien, Großbritannien und Portugal aufgeteilt.
- 4. April: Nabi-Musa-Unruhen, die als eigentlicher Beginn des Nahostkonflikts gesehen werden können.
- 19. April: Konferenz von Sanremo.
- 4. Juni: Vertrag von Trianon mit Ungarn
- 10. August: Vertrag von Sèvres mit dem Osmanischen Reich

### 1921
- Januar: Beginn der Leipziger Prozesse
- 1. März: Beginn der Londoner Konferenz (bis 5. Mai)
- 5. Mai: Londoner Ultimatum, Festsetzung der deutschen Kriegsschuld auf 132 Milliarden Goldmark.
- 6. Mai: Londoner Zahlungsplan trifft in Berlin ein.
- 11. Mai: Reichstag billigt Londoner Ultimatum.
- 25. August: Unterzeichnung des Berliner Vertrages, des Friedensvertrages zwischen dem Deutschen Reich und den Vereinigten Staaten

### 1922
- Januar: Konferenz von Cannes
- 10. April bis 19. Mai Konferenz von Genua (34 Staaten, ohne USA)
- 16. April: Vertrag von Rapallo, Normalisierung der Beziehungen zwischen dem Deutschen Reich und der Russischen Sozialistischen Föderativen Sowjetrepublik

### 1923
- 11. Januar: Beginn der Ruhrbesetzung anlässlich eines Rückstandes in den Reparationszahlungen.
- 24. Juli: Vertrag von Lausanne, der den Vertrag von Sèvres teilweise revidiert.
- 23. November: erster Vertrag des MICUM-Abkommen (letzter: 3. September 1924), das die Wiederaufnahme der Arbeit in der Schwerindustrie im Ruhrgebiet ermöglicht.

### 1924
- 27. Januar: Vertrag von Rom zwischen Italien und dem Königreich der Serben, Kroaten und Slowenen
- 16. Juli: (2.) Londoner Konferenz zu den Reparationszahlungen (bis 16. August).
- 16. August: Dawes-Plan zur Regelung der Reparationszahlungen

### 1925
- 1. Dezember: Unterzeichnung der Verträge von Locarno: Deutschland, Frankreich und Belgien verzichten auf eine gewaltsame Veränderung ihrer im Friedensvertrag von Versailles gezogenen Grenzen, eine Revision der Ostgrenzen behält sich Deutschland vor.

### 1930
- 17. Mai: Young-Plan zu den Reparationen tritt rückwirkend zum 1. September 1929 in Kraft.
- 30. Juni: Vorzeitige Beendigung der Alliierten Rheinlandbesetzung in Folge des Young-Plans.

### 1931
- 20. Juni: Hoover-Moratorium, Aussetzung der Reparationszahlungen.
- 8. August: erste Sitzung des Layton-Ausschusses (letzte: 18. August), der die Zahlungsfähigkeit Deutschlands untersucht.

### 1932
- 16. Juni: Konferenz von Lausanne zur Regelung der Reparationszahlungen (bis zum 9. Juli).

### 1935
- 10. März: Hermann Göring gibt die Existenz der Luftwaffe bekannt, ein klarer Bruch des Versailler Friedensvertrages.
- 16. März: Adolf Hitler verkündet, dass sich Deutschland nicht mehr an die Regelungen des Versailler Friedensvertrages halten werde und die Wehrpflicht einführe.
- 18. Juni: Das Deutsch-britische Flottenabkommen setzt die Bestimmungen des Versailler Friedensvertrages zur Größe der deutschen Seestreitkräfte außer Kraft.

### 1936
- 7. März: Deutsche Rheinlandbesetzung, weiterer Bruch der im Vertrag von Locarno bestätigten Bestimmungen des Versailler Friedensvertrages

### 1939
- 1. September: Eines der wenigen Deutschland nach dem Versailler Friedensvertrag verbliebenen größeren Kriegsschiffe der Kaiserlichen Marine, das deutsche Linienschiff Schleswig-Holstein, eröffnet mit dem Beschuss polnischer Stellungen auf der „Westerplatte“ bei Danzig den Zweiten Weltkrieg.

### 1953
- 27. Februar: Unterzeichnung des Londoner Schuldenabkommens, das unter anderem die Reparationsleistungen Deutschlands regelt.

### 2010
- 3. Oktober: Deutschland überweist die letzte Rate der Kriegsreparationen.